# Список серий Fairy Tail
Список серий аниме-телесериала Fairy Tail, экранизации одноимённой манги Хиро Масимы.
Сериал выпускается совместной работой компаний A-1 Pictures и Satelight с октября 2009 года. Новые серии 1 сезона выходили в эфир еженедельно по субботам на телеканале TV Tokyo в 10:30. 1-й сезон завершился 30 марта 2013 года, а 2-й сезон начался 5 апреля 2014 года. Трансляция 2-го сезона завершилась 26 марта 2016 года. 3-й сезон (последний) начал трансляцию 7 октября 2018 года и закончился 29 сентября 2019 года.
Всего в аниме 328 серий.
| Сюжетные арки «Fairy Tail»    | Сюжетные арки «Fairy Tail» |
| ----------------------------- | --- |
| Первый сезон                  | Макао (1—2) • «Рассвет» (3—4) • Айзенвальд (5—9) • Остров Галуна (10—20) • Фантом Лорд (21—29) • Локи (30—32) • Райская Башня (33—41) • Феи против Фей (42—51) • Орасьон Сейс (52—68) • Дафна (69—75, филлер) • Эдолас (76—95) • Остров Тенрю (96—122) • 791 год (123—127) • Ключ Звёздного Неба (128—150, филлер) • Великие Магические Игры (151—175) |
| Второй сезон                  | • Великие Магические Игры (продолжение) (176—203) • Звёздные Духи Затмения (204—226, филлер) • Деревня Солнца (227—233) • Тартарос (234—265) • Zerø (266—275) • Аватар (276—277) |
| Третий сезон                  | • Аватар (продолжение) (278—284) • Империя Арболес (285—328) |
| OVA                           | |
| Фильм                         | |
| Музыкальное сопровождение     | |
| Музыкальное сопровождение OVA | |
| Ссылки                        | |

## Список серий

### Первый сезон

#### Макао
| 1 | Хвост Феи «Ё:сэй Но Сиппо» (妖精の尻尾)                      | 1    | 12 октября 2009 |
| Главный герой — Нацу, которого всё время сопровождает кот — Хэппи. Он встречает в городе Люси. Нацу спасает Люси из большой передряги и предлагает ей вступить в гильдию «Хвост Феи», где он состоит.                                                 |                                                              |      |                 |
| 2 | Дракон, обезьяна и бык «Карю: то Сару то Уси» (火竜と猿と牛) | 2, 3 | 19 октября 2009 |
| Нацу знакомит Люси с членами «Хвоста Феи» (и, как всегда, в этой гильдии не обошлось без всеобщего мордобоя). Девушке ставят фирменную татуировку члена «Хвоста Феи». Вдвоём с Нацу они спасают заплутавшего на миссии одного из своих коллег, Макао. |                                                              |      |                 |

#### «Рассвет»
| 3 | Проникновение в особняк Эверли «Сэнню: Сэё!! Эбару: Ясики» (潜入せよ!!エバルー屋敷!!) | 4 -7          | 26 октября 2009 |
| Нацу и Люси принимаются за новую работу: проникают в особняк мошенника с целью уничтожения книги «Рассвет» (миссия, за которую наниматель обещал два миллиона драгоценных). |                                                                                       |               |                 |
| 4 | Дорогому Каби «DEAR KABY» (DEAR KABY)                                                 | 8, 9 + филлер | 2 ноября 2009   |
| Герои удачно справляются со злодеем и заполучают книгу, однако выясняется, что заказчик — это сын автора «Рассвета», считающий этот роман худшей работой своего отца, в связи с чем пытается его уничтожить. Однако Люси разгадывает тайну: писатель, создавая книгу в тюрьме, наложил заклятье, которое перепутало все буквы, чтобы произведение казалось ужасным. |                                                                                       |               |                 |

#### Айзенвальд
| 5 | Волшебница в доспехах «Ёрой но Мадо:си» (鎧の魔導士)                    | 10 - 12                 | 9 ноября 2009  |
| Макаров отправляется на собрание мастеров гильдий. Эрза берёт с собой на задание в одну команду Грея, Нацу, а заодно и Люси. Она хочет побольше разузнать о некой волшебной силе «Колыбельная», созданной для уничтожения людей. Члены тёмной гильдии «Айзенвальд» угоняют поезд. |                                                                         |                         |                |
| 6 | Захваченные ветром Феи «Ё:сэй Тати ха Кадзэ но Нака» (妖精たちは風の中) | 13 - 15                 | 16 ноября 2009 |
| Команду Эрзы ждёт западня на станции, где остановился угнанный поезд. Герои попадают в ловушку ветряного барьера и узнают, что истинной целью злодеев является смерть мастеров гильдий.                                                                                           |                                                                         |                         |                |
| 7 | Огонь и ветер «Хоно: то Кадзэ» (炎と風)                                 | 16 - 18                 | 23 ноября 2009 |
| Герои прорываются сквозь ветряной барьер и направляются в деревню, где проходит собрание мастеров. Нацу сталкивается в схватке с магом ветра Эригором. |                                                                         |                         |                |
| 8 | Сильнейшая команда «Сайкё: ти:му!!!» (最強チーム!!!)                    | 19 - 21                 | 30 ноября 2009 |
| Команда Эрзы побеждает монстра, вызванного игрой «Колыбельной». |                                                                         |                         |                |
| 9 | Нацу — пожиратель деревень! «Нацу, Мура о Ку:!» (ナツ、村を食う!)       | Специальная глава манги | 7 декабря 2009 |
| Команда Эрзы и Макаров находят в пустыне таинственную деревню, где пропали все жители, и выясняют, что их проглотили созданные ими же монстры. Герои побеждают существ и освобождают жителей.                                                                                     |                                                                         |                         |                |

#### Остров Галуна
| 10 | Нацу против Эрзы «Нацу VS Эрза» (ナツVSエルザ)                                   | 22 - 24                 | 14 декабря 2009 |
| Нацу и Эрза устраивают между собой бой, однако во время него девушку арестовывают по обвинению в массовых разрушениях. Как выясняется, это был лишь показательный процесс Совета Магов. По просьбе Нацу, Хэппи крадёт задание высшей сложности со второго этажа гильдии «Хвост Феи».                                                                                            |                                                                                  |                         |                 |
| 11 | Проклятый остров «Нороварэта Сима» (呪われた島)                                  | 25 - 27                 | 21 декабря 2009 |
| Нацу и Люси отправляются на задание, целью которого является снять проклятие с жителей острова Галуна, ведь все они отчего-то при луне превращаются в чудищ. Грей отправляется следом, чтобы остановить их, однако в итоге сам к ним присоединяется. Троица обнаруживает внутри острова заключённого в вечный лёд монстра Делиору, которого когда-то победила учитель Грея, Ул. |                                                                                  |                         |                 |
| 12 | Лунная Капля «Му:н Дориппу» (月の雫)                                             | 28 - 30                 | 4 января 2010   |
| Троица выясняет, что другой ученик Ул, Леон, намеревается растопить лёд и сразиться с Делиорой, чтобы таким образом превзойти учителя. Способ — «Лунная капля», позволяет с помощью лунного света растопить лёд. |                                                                                  |                         |                 |
| 13 | Нацу против Волнового Юки! «Нацу vs. Хадо: но Ю:ка» (ナツvs.波動のユウカ)        | 31 - 33                 | 14 января 2010  |
| Троица сражается с помощниками Леона. |                                                                                  |                         |                 |
| 14 | Делай, что хочешь! «Каттэ ни Сиягарэ!!» (勝手にしやがれ!!)                       | 34 - 36                 | 18 января 2010  |
| На помощь Люси приходит прибывшая Эрза. |                                                                                  |                         |                 |
| 15 | Вечная магия «Эйэн но Махо:» (永遠の魔法)                                        | 37, 38                  | 25 января 2010  |
| Грей вспоминает, как обучался у Ул. |                                                                                  |                         |                 |
| 16 | Последняя битва на острове Галуна «Гаруна-то: Сайсю: Кэссэн» (ガルナ島 最終決戦) | 39 - 41                 | 1 февраля 2010  |
| Грей в бою побеждает Леона. Делиора начинает пробуждение. |                                                                                  |                         |                 |
| 17 | Взрыв «Burst» (バースト)                                                         | 42 - 44                 | 7 февраля 2010  |
| Делиора доживает свои последние минуты — как выясняется, магия Ул была слишком сильна, и монстр погибает сразу после размораживания. Тем не менее, жители острова по-прежнему остаются чудищами. |                                                                                  |                         |                 |
| 18 | Достигнуть этого неба! «Тодо кэ! Ано Сора ни!» (届け！あの空に！)                | 45, 46                  | 14 февраля 2010 |
| Эрза догадывается, что всё дело в плёнке из газов, висящей над островом. Разрушив её, герои обнаруживают новый факт. |                                                                                  |                         |                 |
| 19 | Обмен «Тиэндзирингу» (チェンジリング)                                            | Филлер                  | 22 февраля 2010 |
| Случайно прочтя заклинание, герои меняются телами. |                                                                                  |                         |                 |
| 20 | Нацу и яйцо дракона «Нацу то дорагон но тамаго» (ナツとドラゴンの卵)             | Специальная глава манги | 1 марта 2010    |
| История о том, как познакомились Нацу и Хэппи. |                                                                                  |                         |                 |

#### Фантом Лорд
| 21 | Повелитель Призраков «Ю:ки но Сихайся» (幽鬼の支配者)                        | 47 - 49 | 8 марта 2010   |
| Члены гильдии «Фантом Лорд» провоцируют конфликт с членами «Хвоста Феи». Они похищают Люси Хартфилию. |                                                                              |         |                |
| 22 | Люси Хартфилия. «Ру:си Ха:тофириа» (ルーシィ・ハートフィリア)                | 50      | 15 марта 2010  |
| Один из Четырёх Элементов гильдии «Фантом Лорда» — Ария — отнимает магическую силу у Макарова. Нацу удаётся вернуть Люси назад. |                                                                              |         |                |
| 23 | Пятнадцать минут «Дзюго-фун» (１５分)                                        | 51, 52  | 22 марта 2010  |
| Члены «Фантом Лорда» нападают на Магнолию. Эрза, отразив выстрел гигантской пушки Юпитер, получает серьёзные ранения. Люси прячут в потайном месте. Пытаясь защитить друзей от повторного выстрела, Нацу начинает бой с Тотомару, Огненным Элементом.        |                                                                              |         |                |
| 24 | Чтобы не видеть эти слёзы «Соно намида о минай тамэ ни» (その涙を見ない為に) | 53 - 55 | 29 марта 2010  |
| Нацу, и пришедшие ему на помощь Эльфман и Грей побеждают Тотомару, Элемент Огня. Сол побеждает Эльфмана и погружает его в пучину воспоминаний, в то время, когда Эльфман, попытавшись совершить полное превращение, обезумел и погубил свою сестру, Лисанну. |                                                                              |         |                |
| 25 | Цветок, расцветающий под дождём «Амэ но Нака ни Саку Хана» (雨の中に咲く華)  | 56, 57  | 12 апреля 2010 |
| Эльфман, пробудив в себе «Душу Зверя» и совершив полное превращение, побеждает Сола, Элемент Земли, а Грей — Джувию, Элемент Воды. Нацу начинает сражение с Арией.                                                                                           |                                                                              |         |                |
| 26 | Огненные крылья «Хоно: но Цубаса» (炎の翼)                                   | 58 - 60 | 19 апреля 2010 |
| Члены «Фантом Лорд» снова захватывают Люси. Эрза приходит на помощь Нацу и побеждает Арию. Мастер гильдии «Фантом Лорд» Жозе сражается с Эрзой. |                                                                              |         |                |
| 27 | Два Убийцы Драконов. «Футари Дорагон Сурэйя:» (二人の滅竜魔導士)             | 61 - 63 | 26 апреля 2010 |
| Нацу сражается с Гажилом — Железным убийцей драконов из «Фантом Лорда». |                                                                              |         |                |
| 28 | Закон Феи «Фэари Ро» (フェアリーロウ)                                        | 64 - 66 | 3 мая 2010     |
| Нацу побеждает Гажила, а Макаров, чьи силы были возвращены Мистганом, побеждает Жозе с помощью одного из сильнейших заклинаний во всём мире — «Закон Феи».                                                                                                   |                                                                              |         |                |
| 29 | Моё решение «Атаси но Кэцуй» (あたしの決意)                                  | 66 - 68 | 10 мая 2010    |
| Члены «Хвоста Феи» заново отстраивают здание гильдии. Люси, несмотря на желание отца вернуть её домой, отказывается и решает остаться в гильдии. |                                                                              |         |                |

#### Локи
| 30 | Новое поколение «Next Generation» (次世代)                                         | 69, 70 + филлер | 17 мая 2010 |
| Макаров размышляет о возможности уйти на пенсию и передать руководство гильдии другому. Люси, Нацу, Хэппи, Грей и Эрза официально объединяются в лучшую команду гильдии и помогают с представлением в театре. |                                                                                    |                 |             |
| 31 | Звезда, что не может вернуться на небеса «Сора ни Модорэнай Хоси» (空に戻れない星) | 71, 72          | 24 мая 2010 |
| Локи ведёт себя странно. После его слов о том, что он скоро умрёт, Люси начинает проводить собственное расследование и узнаёт, что Локи был связан с заклинательницей духов Карен Лиликой. Оказывается, что Локи — один из двенадцати зодиакальных духов — Лев Лео.                                                                                                |                                                                                    |                 |             |
| 32 | Король Духов «Сэйрэй-о:» (星霊王)                                                  | 73, 74          | 31 мая 2010 |
| Локи рассказывает о своём грехе Люси. Он — дух-отшельник, убивший своего заклинателя, из-за чего не может вернуться в мир Звёздных Духов. Люси отчаянно пытается спасти его и в ярости заявляет, что изменит этот закон. Из-за этих слов появляется Король Звёздных Духов, который после разговора с девушкой соглашается на исключение и разрешает Лео вернуться. |                                                                                    |                 |             |

#### Райская Башня
| 33 | Райская Башня «Ракуэн но То» (楽園の塔)                                        | 75 - 77   | 7 июня 2010    |
| Нацу, Хэппи, Грей, Люси и Эрза отдыхают на курорте. Джувия сообщает о своём желании вступить в гильдию. Эрза встречает старых друзей детства, которые неожиданно нападают на неё и отвозят в Райскую Твердыню, последние несколько лет отстраиваемую Джераром. |                                                                                |           |                |
| 34 | Джерар «Дзэра:ру» (ジェラール)                                                 | 78 - 80   | 21 июня 2010   |
| Зигрейн предлагает Совету Магов использовать Эфирион для уничтожения Райской Башни. Сё рассказывает Эрзе о планах Джерара и о том, что тот решил принести девушку в жертву ради воскрешения некоего человека. Нацу, Грей, Люси и Джувия проникают в Башню, где нейтрализуют охрану и следуют дальше. Эрзе удаётся сбежать из камеры, где её держали. По пути она встречается со своими друзьями из «Хвоста Феи». По их просьбе Эрза рассказывает о своём детстве.                       |                                                                                |           |                |
| 35 | Голос тьмы «Ями но Коэ» (闇の声)                                               | 81 - 83   | 28 июня 2010   |
| Эрза рассказывает, что за время заключения Джерар сильно изменился: в него вошёл дух тёмного мага Зерефа. Покинув Райскую Башню, она поклялась навсегда отречься от прошлого. Закончив свой рассказ, Эрза встречает Сё и Симона, которые соглашаются помочь ей в борьбе с Джераром. |                                                                                |           |                |
| 36 | Райская игра «Ракуэн Гэму» (楽園ゲーム)                                        | 84 - 86   | 5 июля 2010    |
| Нацу удаётся выбраться из комнаты Миллианны. Джерар объявляет о начале «игры» и вместе с тем он посылает свой особый отряд гильдии убийц — Воронью Троицу. Нацу с Симоном начинают сражение против Фукуро, а Джувия с Люси против Видалдуса Така. |                                                                                |           |                |
| 37 | Доспехи сердца «Кокоро но Ёрой» (心の鎧)                                       | 87 - 89   | 12 июля 2010   |
| Фукуро ослабляет Нацу и съедает его, но вмешательство Грея позволяет его спасти. Попавшая под действие заклинания Джувия атакует Люси, но той удаётся вернуть Джувию к нормальному состоянию, после чего они вместе побеждают Видалдуса Така. Зигрейн сообщает Совету Магов, что Джерар пытается воскресить Зерефа, и Совет соглашается использовать Эфирион. |                                                                                |           |                |
| 38 | Судьба «Дэсутини» (運命)                                                       | 90 - 93   | 19 июля 2010   |
| Когда Эфирион уже почти готов выстрелить, на пути Эрзы становится Икаруга, мастерски обращающаяся с мечом, способным разрубить всё, что угодно. Эрза побеждает её, сумев отказаться от своих доспехов, и сталкивается лицом к лицу с Джераром. В то же время лодка с другими героями отплывает от острова, чтобы уберечься от мощи Эфириона, а Нацу и Симон отправляются на помощь Эрзе. За семь минут до выстрела Эфириона Эрза побеждает Джерара в бою и приставляет меч к его горлу. |                                                                                |           |                |
| 39 | Молись под божественным светом! «Сэйнару Хикари ни Инори о» (聖なる光に祈りを) | 93 - 96   | 26 июля 2010   |
| Эфирион выстреливает в Райскую Башню, однако люди, находившиеся там, остаются целы. Оказывается, что истинной сущностью этого сооружения является огромная лакрима, поглощающая энергию. |                                                                                |           |                |
| 40 | Падение Титании «Тита:ниа, Тиру» (妖精女王, 散る)                              | 97 - 100  | 2 августа 2010 |
| Пытаясь защитить Эрзу от атаки Джерара, Симон погибает. Нацу в ярости пожирает магию Эфириона и преобразует её в огонь, после чего в нём пробуждается истинная сила Убийцы Драконов, и он побеждает Джерара. Тем временем Райская Башня выходит из-под контроля, и в попытке остановить её разрушительное действие, Эрза отдаёт своё тело в лакриму. |                                                                                |           |                |
| 41 | Дом «HOME»                                                                     | 100 - 105 | 9 августа 2010 |
| Эрза приходит в себя и делает вывод, что Джерар пожертвовал собой, чтобы направить мощь взрыва Башни в небо. Сё, Волли и Миллианна отправляются в путешествие в поисках новых друзей. Члены «Хвоста Феи» вселяются во вновь отстроенное здание гильдии. Макаров разрешает Гажилу вступить в «Хвост Феи», однако некоторые воспринимают это прохладно, а вернувшийся в город Лаксус его серьёзно избивает и заявляет, что это стало последней каплей.                                    |                                                                                |           |                |

#### Феи против Фей
| 42 | Битва за «Хвост Феи» «Батору Обу Фэари Тэйру» (バトル·オブ·フェアリーテイル)                                                            | 106 - 108                       | 16 августа 2010  |
| Лаксус при помощи своих верных помощников, Фрида Джастина, Бикслоу и Эвергрин (Громовержцы), планирует захватить власть в гильдии. Воспользовавшись конкурсом красоты, Эвергрин превращает девушек, состоящих в гильдии в каменные статуи, после чего Лаксус рассказывает другим членам гильдии цель «акции»: выяснить, кто самый сильный (статуи служат своего рода гарантией игры по правилам). После этого он объявляет полем битвы всю Магнолию. Члены гильдии, надеясь спасти девушек, вынуждены сражаться между собой, чтобы выяснить, кто сильнее. Также в бой вступают Громовержцы.                                                                   | |                                 |                  |
| 43 | Победить друзей ради них самих «Томо но тамэ ни Томо о Утэ» (友の為に友を討て)                                                          | 109 - 111                       | 23 августа 2010  |
| В то время как другие члены гильдии уже выбыли из «игры» из-за поставленных Фридом барьеров, Макаров, Нацу и Гажил вынуждены оставаться в здании, не имея возможности сразиться с Громовержцами. Из-за своего искусственного глаза (ослабляющего действие магии) Эрза возвращается в нормальный облик. В город для сражения с Лаксусом и его отрядом прибывает Мистган. | |                                 |                  |
| 44 | Храм Молний «Каминари Дэн» (神鳴殿) | 112 - 115                       | 30 августа 2010  |
| Эрза побеждает Эвергрин, и та вынуждена расколдовать всех девушек. Чтобы вынудить гильдию продолжить игру по своим правилам, Лаксус создаёт «Храм Молний» над Магнолией (кольцо из кристаллов лакримы, заряженных молнией). Люси начинает сражение с Бикслоу, в ходе которого ей на помощь приходит Локи. | |                                 |                  |
| 45 | Пришествие Сатаны «Сатан Ко:рин» (サタン降臨)                                                                                           | 115 - 118                       | 6 сентября 2010  |
| Люси и Локи побеждают Бикслоу. У Мираджейн во время битвы с Фридом пробуждается её, казалось, потерянная сила, и девушка, уже в обличье демона, побеждает его. | |                                 |                  |
| 46 | Битва в Соборе Кардия «Гэкитоцу! Карудиа Дайсэйдо:» (激突!カルディア大聖堂)                                                             | 119 - 121                       | 13 сентября 2010 |
| Мистган сражается с Лаксусом в соборе Кардия. В ходе боя маска Мистгана спадает, и Эрза с Нацу, прибывшие на место сражения, видят его истинное лицо, после чего он сбегает. Нацу начинает сражение с Лаксусом, а Эрза готовится разрушить «Храм Молний». | |                                 |                  |
| 47 | Тройной Дракон «Торипуру Дорагон» (トリプル ドラゴン)                                                                                   | 122 - 124                       | 20 сентября 2010 |
| С помощью телепатии Уоррена, Грей связывается с Эрзой и другими членами гильдии, и совместными усилиями они уничтожают «Храм Молний». Гажил приходит на помощь Нацу в битве против Лаксуса, в ходе которой выясняется, что последний тоже Убийца Драконов. Лаксус использует «Закон Феи», которым Макаров победил Жозе. | |                                 |                  |
| 48 | Фантазия «Фантадзиа» (幻想曲) | 125 - 128                       | 27 сентября 2010 |
| Из-за истинных чувств Лаксуса «Закон Феи» никому не навредил. Нацу снова вступает в бой, в ходе которого Гажил спасает его от Алебарды Громового дракона. После победы над Лаксусом «Хвост Феи» возвращается к приготовлению к «Фантазии». Лаксус исключается из гильдии и в то же время всеми прощается. «Фантазия» проходит во всей своей красе, а Макаров получает от Гажила сведения о местоположении своего сына. Так же дракон Грандина навещает Игнила и говорит, что Нацу не всегда будет сопровождать удача. | |                                 |                  |
| 49 | День судьбоносной встречи «Уммэй но Дэай но Хи» (運命の出会いの日)                                                                      | Специальная глава манги, филлер | 11 октября 2010  |
| Репортёр из еженедельника «Волшебник» приходит в «Хвост Феи», чтобы взять интервью. | |                                 |                  |
| 50 | Специальное задание. Берегитесь своего возлюбленного! «Tokubetsu Irai. Kini Naru Kare ni Chūi Seyo!» (特別依頼。気になる彼に注意せよ！) | филлер                          | 18 октября 2010  |
| Джувия решает приворожить Грея с помощью волшебного зелья, однако торговец, продавший его девушке, оказывается мошенником, и отвар действует совсем по-другому. Члены гильдии начинают вызывать друг друга на бой, при этом Грей вызывает Хэппи, Макаров — бочку с алкоголем, а Эрза — столб. Однако со временем действие зелья проходит, и все возвращаются в нормальное состояние. В это время Люси приходит к выводу, что Нацу влюбился в неё, и очень волнуется. Нацу же приглашает девушку на важный разговор, немного краснея, что даёт Люси ещё больше поводов для волнения. В конце выясняется, что Нацу нужна была только Дева, чтобы откопать клад. | |                                 |                  |
| 51 | Любовь и удача «LOVE&LUCKY» | 129, 130                        | 25 октября 2010  |
| Отец Люси приезжает к дочери, чтобы попросить у неё сто тысяч монет, но она отказывает ему. | |                                 |                  |

#### Орасьон Сейс
| 52 | К оружию, союзники! «Rengōgun, Shūketsu!» (連合軍, 集結!)                                           | 131, 132 | 1 ноября 2010   |
| Светлые гильдии «Хвост Феи», «Синий Пегас», «Чешуя Ламии» и «Кошкин Дом» создают союз, чтобы противостоять сильному врагу — тёмной гильдии «Орасьон Сейс». Представители четырёх гильдий собираются вместе: - «Хвост Феи» (Эрза, Нацу, Люси, Грей, Хэппи) - «Голубой Пегас» (Хибики, Ив, Рен, Ичия) - «Чешуя Ламии» (Леон, Шерри, Джура) - «Кошкин Дом» (Венди, Шарли) | |          |                 |
| 53 | Появление «Орасьон Сейс» «Orashion Seisu Arawaru!» (六魔将軍(オラシオンセイス)現る！)               | 133,134  | 8 ноября 2010   |
| Союз четырёх светлых гильдий впервые встречается с гильдией «Орасьон Сейс» и терпит безоговорочное поражение в первом столкновении — уже на первом этапе Ангел из тёмной гильдии разбирается с Ичией и Джурой. Планировавший использовать против соперников неизвестное заклинание, мастер «Орасьон Сейс» Брэйн внезапно останавливается, увидев Венди. | |          |                 |
| 54 | Небесная дева «Tenkū no Miko» (天空の巫女)                                                          | 135,136  | 15 ноября 2010  |
| Венди и Хэппи захвачены гильдией «Орасьон Сейс». Эрза отравлена, яд распространяется по её телу и, рано или поздно, приведёт к смерти. Выясняется, что Венди — Небесный Убийца Драконов, обладающая силой лечения, которая может исцелить Эрзу. В то же время «Орасьон Сейс» рассчитывают с помощью Венди воскресить Джерара. Ичия и Джура приходят в сознание и снова присоединяются к союзу светлых гильдий.                                                                         | |          |                 |
| 55 | Девочка и призрак «Shōjo to bōrē» (少女と亡霊)                                                      | 137,138  | 22 ноября 2010  |
| Венди под давлением воскрешает Джерара, однако, вопреки надеждам лидера «Орасьон Сейс», он не собирается его слушать. Нацу удаётся освободить Хэппи и Венди. Грей вступает в бой с Рэйсером. Другие члены союза светлых гильдий сражаются с приспешниками «Орасьон Сейс». | |          |                 |
| 56 | Смертельное гран-при «Deddo Guran Puri» (デッドGP)                                                  | 139,140  | 29 ноября 2010  |
| На помощь Грею приходит Леон, и вдвоём им удаётся победить противника. Рэйсер, понимая, что теперь для него всё кончено, активирует пояс со взрывчаткой, и, дабы спасти своих друзей, Леон сталкивает его в пропасть, куда падает вместе с ним. Происходит взрыв. | |          |                 |
| 57 | Тьма «Yami» (闇)                                                                                    | 141,142  | 6 декабря 2010  |
| Джерар начинает активацию Нирваны, в небо от неё устремляется столб тёмного света. Эрза, вылеченная Венди, отправляется туда. Нирвана начинает действовать, и добро и зло в душах сомневающихся людей меняются местами. Шерри, полагая, что Леон погиб, становится злой. Хотэй, член «Орасьон Сейс», наоборот становится добрым и присоединяется к Джуре. | |          |                 |
| 58 | Сражение Звёздных Духов «Seirei Gassen» (星霊合戦)                                                  | 143,144  | 13 декабря 2010 |
| Ангел пытается убить Нацу, выведенного из строя «транспортными рвотными позывами». Чтобы помочь другу, в бой вмешивается Люси. Во время сражения Ангел рассказывает, что именно она убила Карен Лилику. Хибики решает помочь Люси и транслирует ей в голову мощное заклинание, которое в итоге та применяет против соперницы. | |          |                 |
| 59 | Воспоминания Джерара «Tsuioku no Jerāru» (追憶のジェラール)                                         | 145,146  | 20 декабря 2010 |
| Ангел побеждена. Выясняется, что Леон жив, и Шерри снова становится доброй. Грей вместе с Нацу и Люси собираются в одну группу и отправляются к столбу света. Эрза находит Джерара, однако понимает, что тот потерял память и, интуитивно зная об опасности Нирваны, решил её уничтожить. На Нирвану и самого себя он накладывает заклинание самоуничтожения. | |          |                 |
| 60 | Марш Разрушения «Hametsu no Kōshin» (破滅の行進)                                                    | 147,148  | 27 декабря 2010 |
| Брэйну удаётся снять заклятие самоуничтожения с Нирваны и активировать её — на большой осьминогоподобной конструкции возникает город, и Брэйн направляет её в сторону гильдии «Кошкин Дом». Союз светлых гильдий направляются к Нирване; Нацу вступает в бой с Коброй. | |          |                 |
| 61 | Воздушная супер-битва! Нацу против Кобры «Chōkūchūsen! Natsu vs. Kobura» (超空中戦! ナツvs．コブラ) | 149,150  | 10 января 2011  |
| Хотэй (под влиянием Нирваны ставший добрым) вступает в бой с Миднайтом и какое-то время побеждает. Нацу продолжает бой с Коброй. | |          |                 |
| 62 | Джура — десятый Богоизбранный «Seiten no Jura» (聖十のジュラ)                                       | 151,152  | 17 января 2011  |
| Неожиданно для всех Брэйн сам добивает Кобру, надеясь набрать новых приспешников. Джура вступает в бой с Брэйном и побеждает его, но, несмотря на это, Нирвана продолжает свой путь к гильдии «Кошкин Дом». Миднайт побеждает Хотэя. | |          |                 |
| 63 | Твои слова «Kimi no Kotoba Koso» (君の言葉こそ)                                                     | 153.154  | 24 января 2011  |
| Брэйн, используя последние силы, устраивает ловушку для членов светлых гильдий и производит взрыв: лишь благодаря Джуре им удаётся спастись. Джерар и Эрза вступают в бой с Миднайтом. | |          |                 |
| 64 | Зеро «Zero» (ゼロ)                                                                                  | 155,156  | 31 января 2011  |
| Эрзе удаётся победить Миднайта. После этого печать шести членов «Орасьон Сейс» распадается, и Брэйн преображается в своё альтер эго — мага Зеро, когда-то заточённого в его теле. Зеро нападает на Нацу, Люси и Грея. Нирвана готовится выстрелить в здание гильдии «Кошкин Дом». | |          |                 |
| 65 | Феям от Пегасов «Tenma Kara Yōsei-tachi e» (天馬から妖精たちへ)                                     | 157, 158 | 7 февраля 2011  |
| Благодаря Хибики героям удаётся узнать, как остановить Нирвану — необходимо одновременно разрушить шесть шаров, концентрирующих в себе энергию. Члены светлых гильдий разделяются, чтобы добраться каждому до своего шара. У одного из них Нацу сталкивается с Зеро. К Джерару частично возвращается его память. | |          |                 |
| 66 | Сила чувств «Omoi no Chikara» (想いの力)                                                            | 159, 160 | 14 февраля 2011 |
| Джерар помогает Нацу, давая ему огонь, чтобы усилить его. Близнецы решают помочь Люси и, превратившись в неё, собираются уничтожить сферу. То же самое намереваются сделать и другие участники союза светлых гильдий. | |          |                 |
| 67 | Я с тобой! «Watashi ga Tsuiteru» (私がついている)                                                   | 161, 162 | 21 февраля 2011 |
| Нацу удаётся одолеть Зеро. Сферы уничтожаются, и Нирвана останавливается. Героям удаётся спасти «Кошкин Дом». Лахар, капитан одного из отрядов нового Совета магов, арестовывает Хотэя и объявляет, что должен быть арестован и Джерар. | |          |                 |
| 68 | Гильдия для одного человека «Tatta Hitori no Tame no GIRUDO» (たった一人の為のギルド)               | 163, 164 | 28 февраля 2011 |
| Джерара арестовывают. Мастер гильдии «Кошкин Дом» раскрывает страшную тайну: он является эфирным телом того, кто создал Нирвану, которая обратилась против его народа, и в итоге выжил только он. Вскоре маг умер, оставив после себя только магическую силу, которая и создала эфирное тело и другие иллюзии — членов «Кошкиного Дома». После объявления этой новости мастер и все члены гильдии исчезают. Венди и Чарли ничего не остаётся, кроме как присоединиться к «Хвосту Феи». | |          |                 |

#### Дафна (филлер)
| 69 | Зов Дракона «Ryū no Izanai» (竜の誘い)                                                       | 165 + филлер        | 7 марта 2011   |
| Герои возвращаются в свои гильдии. Венди и Шарли с огромной радостью принимают в «Хвост Феи». На Эрзу нападает неизвестный; ей удаётся отбить атаку. Грей начинает вести себя странно: он сообщает Нацу, что в городе объявилась некая Дафна, видевшая драконов; Нацу и Венди находят её, но попадают в ловушку, а сам Грей нападает на Драгнила. |                                                                                              |                     |                |
| 70 | Нацу против Грея! «Natsu vs. Gurei!!» (ナツvs.グレイ!!)                                      | филлер              | 14 марта 2011  |
| На помощь героям отправляются Эрза и Люси, но против них выступают звероподобные существа, созданные, как оказывается, Дафной. Дафна призывает искусственного дракона и захватывает Нацу, пытаясь выкачать из него магическую силу. |                                                                                              |                     |                |
| 71 | Дружба побеждает смерть «Tomo ha Shikabane wo Koete» (友は屍（しかばね）を越えて)            | филлер              | 21 марта 2011  |
| Герои захватывают Грея; Макаров его допрашивает. Дафна направляет драконоида в сторону Магнолии. Члены «Хвоста Феи» готовятся защищать гильдию и намереваются атаковать чудовище, несмотря на то, что внутри него находится Нацу. |                                                                                              |                     |                |
| 72 | Волшебники «Хвоста Феи» «Fearī Teiru no Madōshi» (フェアリーテイルの魔導士)                  | филлер              | 28 марта 2011  |
| Грей рассказывает, что таким коварным образом вовлёк Нацу в дело, чтобы тот смог разрушить искусственного дракона изнутри, что ему при поддержке друзей снаружи и удаётся сделать. |                                                                                              |                     |                |
| 73 | Радужная сакура «Niji no Sakura» (虹（にじ）のさくら)                                        | филлер + спец.глава | 2 апреля 2011  |
| Жители Магнолии отмечают день цветения сакуры. Нацу, Грей, Эрза, Люси и Венди отправляются в горы за чудо-травой. |                                                                                              |                     |                |
| 74 | Новая большая миссия Венди? «Wendi, Hajimete no ōshigoto!?» (ウェンディ、初めての大仕事!?)   | филлер              | 9 апреля 2011  |
| Венди, Хэппи и Фрид отправляются на миссию, которую члены «Хвоста Феи» ранее выполняли: по просьбе Рабиана они отправляются в город, где расположен руководимый им театр. Вдогонку отправляются Эрза, Люси, Нацу и Шарли, однако к тому моменту, как все они прибывают в город, дела у театра налаживаются.                                       |                                                                                              |                     |                |
| 75 | Суточный забег на выносливость «Nijyū Yon Jikan Taikyū Rōdo Rēsu» (２４時間耐久ロードレース) | филлер              | 16 апреля 2011 |
| В «Хвосте Феи» проходит суточное соревнование: члены гильдии должны добежать до горы, взять оттуда чешую виверны, после чего вернуться с ней к месту старта. Неожиданно для всех побеждает Хэппи, а последними приходят сразу четверо: Нацу, Грей, Гажил и Джет. В качестве наказания они обязаны сняться для журнала в неприличных костюмах.     |                                                                                              |                     |                |

#### Эдолас
| 76 | Гилдартс «Girudātsu» (ギルダーツ)                                                           | 166 + филлер | 23 апреля 2011  |
| В гильдию после трёхлетнего отсутствия, вызванного выполнением столетнего задания, тем не менее им проваленного, возвращается Гилдартс. Он сообщает Нацу, что видел во время этой миссии дракона, и юноша вместе с Хэппи решает отправиться туда, дабы всё разузнать. |                                                                                             |              |                 |
| 77 | Земля «Āsu Rando» (アースランド)                                                            | 167, 168     | 30 апреля 2011  |
| Венди, беспокоясь за внезапно обозлившуюся на Хэппи Шарли, отправляется на её поиски и встречает Мистгана. Вскоре после этого всю Магнолию затягивает в Аниму — портал в другой мир, Эдолас. Не исчезают только Венди, Шарли и Нацу с Хэппи. Шарли заявляет, что она и Хэппи родом из Эдоласа, и по их вине туда унесло Магнолию. |                                                                                             |              |                 |
| 78 | Эдолас «Edorasu» (エドラス)                                                                 | 169          | 7 мая 2011      |
| Нацу и Венди решают спасти друзей и отправляются на крыльях своих товарищей — Шарли и Хэппи — в Аниму, после чего они оказываются в параллельном мире Эдолас, где выясняют, что там невозможно колдовать. Вскоре они находят гильдию «Хвост Феи», однако тамошние маги по неизвестной причине себя очень странно ведут: Люси любит драться, Грей вечно мёрзнет, Леви — злодейка, а Эльфман вообще плакса. |                                                                                             |              |                 |
| 79 | Охота на фей «Yōsei no hantingu» (妖精の狩猟)                                               | 170          | 14 мая 2011     |
| Нацу и Венди рассказывают членам «Хвоста Феи» Эдоласа о том, откуда они. К своему удивлению, они встречают в гильдии Лисанну, хотя в их мире девушка погибла. Членам «Хвоста Феи», за которыми идёт охота со стороны королевских войск, телепортировав гильдию в другое место, с трудом удаётся спастись от Эрзы, которая в Эдоласе является одной из охотниц за магами. |                                                                                             |              |                 |
| 80 | Ключ надежды «Kibō no Kagi» (希望の鍵)                                                      | 171, 172     | 21 мая 2011     |
| Нацу, Венди, их коты и Эдо-Люси отправляются в столицу страны, дабы разузнать подробности о пропавшей гильдии. Выясняется, что Гажил также попал в Эдолас и также пытается выяснить, что же произошло. В одном из городов на Нацу, Венди и Эдо-Люси нападают королевские войска, но их спасает земная Люси, которая, ко всеобщей неожиданности, способна в Эдоласе пользоваться магией и призывать звёздных духов. |                                                                                             |              |                 |
| 81 | Огненный шар «Faiabōru» (ファイアボール)                                                    | 172-174      | 28 мая 2011     |
| Гажил вместе со своим двойником пытаются разузнать необходимую информацию. Эдо-Люси отправляется обратно в гильдию, а маги из Фиора после неудачной попытки захватить королевский корабль встречают Эдо-Нацу — плаксу, любящего транспорт. |                                                                                             |              |                 |
| 82 | Добро пожаловать домой «Okaerinasaimase» (おかえりなさいませ)                               | 174, 175     | 4 июня 2011     |
| Эдо-Нацу довозит магов из Магнолии до столицы. Там они находят кристалл, в который была превращена гильдия. Они решают добраться до короля, чтобы с помощью Близнецов Люси узнать у него заклинание для обратного превращения. В голову Шарли постепенно начинают возвращаться воспоминания об Эдоласе, в том числе и тайный путь в замок короля. Однако там Нацу, Люси и Венди ловят, в то время как Эдо-Эрза объявляет Шарли и Хэппи иксидами и преклоняется перед ними.                                                                    |                                                                                             |              |                 |
| 83 | Эксталия «Ekusutaria» (エクスタリア)                                                        | 176, 177     | 11 июня 2011    |
| Шарли и Хэппи доставляют в Эксталию, страну иксидов, управляющих людьми, где они узнают, что ненароком выполнили приказ королевы привести в Эдолас Убийц Даконов. В это время Гажил при помощи своего двойника организовывает нападение на кристалл, в который заключены члены «Хвоста Феи», и разрушает его. |                                                                                             |              |                 |
| 84 | Лети к своим друзьям! «Tobe! Tomo no Moto ni!» (飛べ！ 友のもとに！)                        | 178, 179     | 18 июня 2011    |
| Шарли и Хэппи сбегают из Эксталии, и на них объявляется охота. Вдвоём они, находясь в бегах, знакомятся с родителями Хэппи, хотя и не понимают этого (родители его всё-таки узнают). Шарли и Хэппи устанавливают, что, как и другие иксиды, в мире Эдоласа они владеют волшебством и «окрыляются». |                                                                                             |              |                 |
| 85 | Код ETD «Kōdo ETD» (コードETD)                                                              | 180, 181     | 25 июня 2011    |
| Эдо-Эрза по приказу пытается убить Люси, сбросив её с гигантской высоты, но её спасают Шарли и Хэппи. Воспользовавшись переполохом в Эксталии, король Эдоласа объявляет переворот с целью уничтожения всех иксидов, которые так долго руководили людьми. Из Нацу и Венди начинают выкачивать магическую силу, чтобы использовать её в грядущих сражениях. На Шарли, Хэппи и Люси нападает отряд Эдо-Эрзы, однако на помощь друзьям приходят Грей и Эрза.                                                                                      |                                                                                             |              |                 |
| 86 | Эрза против Эрзы «Eruza vs. Eruza» (エルザ vs. エルザ)                                      | 182,183      | 2 июля 2011     |
| Эрза вступает в бой против Эдо-Эрзы. Грей и Люси находят Нацу и Венди. Хэппи и Гажил пытаются разрушить кристалл, в котором находятся оставшиеся члены «Хвоста Феи» (в разрушенном ранее были только Эрза и Грей), но на них нападает Пантер-Лили, один из командиров армии Эдоласа. Грей, Люси и Нацу сталкиваются с Хьюзом и Шугарбоем, двумя другими командирами. Венди и Шарли отправляются в Эксталию, чтобы предупредить иксидов о готовящемся на них нападении.                                                                        |                                                                                             |              |                 |
| 87 | Вот она — жизнь! «Inochi Darō ga!!!!» (命だろーが!!!!)                                      | 183, 184     | 9 июля 2011     |
| Грей сражается с Шугарбоем, а Нацу и Люси против Хьюза. Убегая от оживлённых Хьюзом монстров, Люси сталкивается с Коко, помощницей короля, похитившей у него ключ от Драконьей Пушки, желая спасти от гибели сражающегося в данный момент с Гажилом Пантер-Лили. В погоню за Коко отправляется Байро. |                                                                                             |              |                 |
| 88 | Величавые потоки звёздной реки «Hoshi no Taiga wa Hokori no Tame ni» (星の大河は誇りの為に) | 185, 186     | 16 июля 2011    |
| Люси удаётся победить Байро, Нацу — Хьюза, а Грею — Шугарбоя, а также уничтожить ключ от Драконьей Пушки, которая могла привести к гибели их друзей. |                                                                                             |              |                 |
| 89 | Смертоносная драконья пушка «Shūen no Ryūsahō» (終焉の竜鎖砲)                               | 187, 188     | 23 июля 2011    |
| Венди и Шарли пытаются предупредить жителей Эксталии о грозящей опасности, но иксиды им не верят. Члены «Хвоста Феи» пытаются использовать Драконью Пушку, чтобы расколдовать кристалл, в котором заключены остальные члены гильдии, однако войскам под руководством Эдо-Эрзы удаётся вернуть контроль над пушкой. При помощи гигантского крюка та направляет летающий остров с расположенным на нём кристаллом в сторону Эксталии. На Легионе, огромном летающем существе, обитающем в Эдоласе, члены «Хвоста Феи» отправляются к кристаллу. |                                                                                             |              |                 |
| 90 | Тот самый парень «Ano Toki no Shōnen» (あの時の少年)                                        | 189, 190     | 30 июля 2011    |
| Королева Эксталии признаётся, что не обладает той могущественной силой, которую ей приписывают, и заявляет, что страна иксидов обречена. Однако членам «Хвоста Феи» при поддержке тех же иксидов удаётся остановить движение острова. Вскоре после этого кристалл на нём исчезает: появляется Мистган, который говорит, что ему удалось вернуть членов гильдии домой. Начинается всеобщее ликование, которое прерывается новым нападением королевских сил.                                                                                    |                                                                                             |              |                 |
| 91 | Драконье чутьё «DRAGON SENSE»                                                               | 191, 192     | 6 августа 2011  |
| Фауст использует мощнейшее заклинание — Дрома Аниму. В борьбу с ним вступают Венди, Гажил и Нацу. Эрза начинает второй бой против Эдо-Эрзы. Мистган спасает Пантера-Лили. |                                                                                             |              |                 |
| 92 | Ради всех живых «Ikirumono-tachi yo» (生きる者たちよ)                                       | 193, 194     | 13 августа 2011 |
| Убийцы Драконов продолжают сражение с Фаустом. Грей и Люси подвергаются атаке со стороны войск королевства, но на помощь внезапно приходит «Хвост Феи» из Эдоласа. Эрза во время боя с Эдо-Эрзой объясняет той, что магия — не главное. Мистган, чтобы прекратить раздор, решает полностью лишить мир Эдоласа магической силы, переместив её на Землю. |                                                                                             |              |                 |
| 93 | Я здесь «Ore wa Koko ni Tatte Iru» (オレはここに立っている)                                 | 195, 196     | 20 августа 2011 |
| Нацу, Гажил и Венди одерживают победу над Фаустом. Мистган начинает перенаправление волшебной силы Эдоласа в мир «Хвоста Феи». Начинают падать летающие острова, магическое оружие перестаёт действовать: население Эдоласа в панике. Принц рассказывает Пантеру-Лили, о плане «король-злодей», согласно которому тот должен казнить «злодея» на глазах у народа и стать спасителем и королём нового мира. |                                                                                             |              |                 |
| 94 | Прощай, Эдолас «Goodbye, Edolas» (バイバイ エドラス)                                        | 197, 198     | 27 августа 2011 |
| Вопреки плану Мистгана, роль злодея исполняют Убийцы Драконов . В постановочной битве Нацу проигрывает ему. После этого, также как и ранее магия, все члены «Хвоста Феи», а также иксиды, перемещаются на Землю, в то время как Мистган остаётся в Эдоласе в качестве нового короля. |                                                                                             |              |                 |
| 95 | Лисанна «Risāna» (リサーナ)                                                                 | 199          | 3 сентября 2011 |
| Королева Шаготта признаётся, что не давала задания уничтожить Убийц Драконов, а спасала детей, так как ей пришло видение об уничтожении Эксталии. Иксиды улетают на поиски спасённых детей. Пантер-Лили приводит пойманную Лисанну, и та рассказывает команде свою историю: она не умерла, её затянуло в Аниму, на Эдолас, где Лисанна притворилась погибшей Эдо-Лисанной. |                                                                                             |              |                 |

#### Остров Тенрю
| 96 | Забирающий жизнь «Иноти о Кэсу Моно» (生命を消す者)                                   | 200 + филлер         | 10 сентября 2011 |
| История о том, что случилось в Эдоласе после того, как вся магия исчезла оттуда, и о том, что случилось на Земле после возвращения Лисанны в гильдию. |                                                                                       |                      |                  |
| 97 | Лучший партнёр «Бэсуто Па:тона:» (ベストパートナー)                                   | 200, 201, 202        | 17 сентября 2011 |
| Объявляется испытание на волшебника S-класса, в котором участвуют восемь человек, каждый из которых выбирает себе партнёра: Нацу — Хэппи, Грей — Локи, Джувия — Лисанну, Мест — Венди, Кана — Люси, Эльфман — Эвергрин, Фрид — Бикслоу, Леви — Гажила. Команды готовятся отправиться на остров. |                                                                                       |                      |                  |
| 98 | Кому повезёт? «Ун га Ий но ва Дарэ?» (運がいいのは誰？)                               | 203, 204             | 24 сентября 2011 |
| Герои добираются до острова. Разделившись, они начинают первое испытание. Фрид и Бикслоу поддаются Кане и Люси, а Нацу и Хэппи сталкиваются лицом к лицу с Гилдартсом. |                                                                                       |                      |                  |
| 99 | Нацу против Гилдартса «Нацу тай Гируда:цу» (ナツ vs. ギルダーツ)                      | 205, 206             | 1 октября 2011   |
| Нацу проигрывает Гилдартсу, однако тот, как экзаменатор, позволяет ему пройти дальше. Джувия и Лисанна сражаются против Эрзы, а Эльфман и Эвергрин сталкиваются с Мираджейн. |                                                                                       |                      |                  |
| 100 | Мест «Мэсуто» (メスト)                                                                | 207, 208             | 8 октября 2011   |
| На остров прибывают Шарли и Пантер-Лили. Мест и Венди проигрывают Грею и Локи. Эвергрин и Эльфман хитростью побеждают Мираджейн, а Джувия и Лисанна ничего не могут противопоставить Эрзе. Леви и Гажил добираются по безопасному пути. Все пытаются вспомнить, кто такой Мест; Лили утверждает, что у Мистгана не могло быть учеников, так как тот сторонился людей. Макаров объявляет смысл второго испытания: за шесть часов добраться до могилы основателя «Хвоста Феи» — Мавис. Эвергрин и Эльфман натыкаются на Зерефа, у которого случайно срабатывает заклинание, убивающее всё вокруг, но пару спасает Нацу. Зереф узнаёт Нацу, хотя тот его — нет. |                                                                                       |                      |                  |
| 101 | Чёрный маг «Куро Мадо:си» (黒魔導士)                                                  | 209, 210, 211        | 15 октября 2011  |
| В радиус действия сработавшего снова заклинания смерти попадает Нацу и, по словам Хэппи, выживает только благодаря шарфу Игнила, который тот носит и который почернел после магии Зерефа. Сам Зереф скрывается в лесу. К острову в поисках Зерефа приближается корабль тёмной гильдии «Сердце Гримуара» во главе с мастером Хэйдсом, и первые его члены — Кавадзу и Ямадзу — нападают на Гажила и Леви. |                                                                                       |                      |                  |
| 102 | Железная душа «Тэцу но Тамасий» (鉄の魂)                                              | 211, 212, 213        | 22 октября 2011  |
| Гажил побеждает Кавадзу и Ямадзу. Леви предупреждает Эрзу о приближении корабля «Сердца Гримуара» к острову, и та объявляет о прекращении экзамена. Пантер-Лили и Шарли находят Места и Венди. Лили заявляет Месту в лицо, что он не тот, за кого себя выдаёт. |                                                                                       |                      |                  |
| 103 | Наступающий Макаров «Сингэки но Макарофу» (進撃のマカロフ)                            | 213 ст. 13, 214, 215 | 29 октября 2011  |
| Мест признаётся, что послан новым Советом Магов и, воспользовавшись магией, изменил память членов гильдии, чтобы проникнуть в её ряды и разрушить «Хвост Феи». В этот момент на них нападает маг из личной гвардии мастера Хэйдса — Адзума. Победив их, Адзума скрывается. Макаров, защищая остров, атакует корабль «Сердца Гримуара», но Уртир его восстанавливает при помощи своей магии. Макаров узнаёт в мастере «Сердца Гримуара» бывшего мастера «Хвоста Феи», который передал ему звание мастера. Наёмники «Сердца Гримуара» высаживаются на остров.                                                                                                  |                                                                                       |                      |                  |
| 104 | Потерянная магия «Усинаварэта Махо: (Росуто Мадзикку)» (失われた魔法(ロストマジック)) | 216,217              | 5 ноября 2011    |
| Хэйдс побеждает Макарова и возвращается к своему кораблю. Члены «Хвоста Феи», одолев наёмников «Сердца Гримуара», сталкиваются с её сильнейшими членами: - Эрза и Джувия с Мелди - Нацу с Занкроу - Грей, Кана, Люси и Локи с Козерогом - Мираджейн и Лисанна с Адзумо - Эльфман и Эвергрин с Растироузом |                                                                                       |                      |                  |
| 105 | Огненный Дракон против Бога Пламени «Karyū vs. Enjin» (火竜 ｖｓ. 炎神)               | 218-220              | 12 ноября 2011   |
| Нацу c помощью Макарова удаётся победить Занкроу, предварительно поглотив огонь противника. |                                                                                       |                      |                  |
| 106 | Мир великой магии «Dai Mahō Sekai» (大魔法世界)                                       | 220,221              | 19 ноября 2011   |
| Адзума побеждает Мираджейн и Лисанну. Уртир находит Зерефа. Эльфман и Эвергрин продолжают сражение против Растироуза. |                                                                                       |                      |                  |
| 107 | Арка Воплощения «Gugen no Āku» (具現のアーク)                                         | 222-224              | 26 ноября 2011   |
| Эльфман и Эвергрин проигрывают Растироузу. Локи вызывает Козерога на бой Звёздных Духов. |                                                                                       |                      |                  |
| 108 | Врата человека «Ningen no Tobira» (人間の扉)                                          | 224,225              | 3 декабря 2011   |
| Локи узнаёт, что тело Козерога контролирует другой человек (которому бывшая хозяйка Козерога, мать Люси, ранее передала ключ), и с помощью самого Козерога нейтрализует его. Нацу сталкивается с Уртир и Зерефом. |                                                                                       |                      |                  |
| 109 | Огонь Люси «Rūshi Faia» (ルーシィファイア)                                            | 226,227              | 10 декабря 2011  |
| Люси сталкивается с Каином Хикару и с помощью Нацу побеждает его. |                                                                                       |                      |                  |
| 110 | Тупик отчаяния «Zetsubō no Fukurokōji» (絶望の袋小路)                                 | 228-229              | 17 декабря 2011  |
| Кана находит могилу первого мастера гильдии — Мавис. Эрза и Джувия начинают сражение против Мелди, которая заявляет, что её главная цель — убийство Грея, причинившего боль Уртир. Меж тем сам Грей находит несущую на своих плечах Зерефа Уртир. Эрза отправляется на помощь другим. |                                                                                       |                      |                  |
| 111 | Слёзы сильной любви! «Ai to Katsuryoku no Namida» (愛と活力の涙)                      | 230,231              | 24 декабря 2011  |
| Уртир заявляет, что она — дочь Ул, и что у них с Греем много общего. Джувия и Мелди прекращают сражение. Эрза сталкивается с Адзумой; Леви, Лисанна и Лили с Растироузом; Нацу, Венди и Люси с ещё одним членом «Сердца Гримуара» — Блюнотом Стингером. |                                                                                       |                      |                  |
| 112 | Невысказанные слова «Ienakatta Hitokoto» (言えなかった一言)                           | 232,233              | 7 января 2012    |
| Кана, нашедшая могилу Мавис, получает там знание заклинания «Сияние Феи» — одного из сильнейших заклятий гильдии. С его помощью она безуспешно пытается атаковать Блюнота. Кана вспоминает, как много лет хотела признаться Гилдартсу, что он — её отец. На помощь героям приходит Гилдартс, который, как оказывается, вернулся на остров вместе с Фридом и Бикслоу, увидев сигнал. |                                                                                       |                      |                  |
| 113 | Древо Тенрю «Tenrō-ju» (天狼樹)                                                       | 234,235              | 14 января 2012   |
| Гилдартс вступает бой с Блюнотом; Люси, Венди, Нацу, Кана и двое иксидов отправляются к лагерю гильдии. В это время на сам лагерь нападает Растироуз; атаку пытаются отразить Леви, Лисанна, Пантерлили и пришедшие им на помощь Фрид и Бикслоу. Эрза начинает бой с Адзумой. Тот своей силой валит могучее дерево острова Тенрю и таким образом лишает силы членов «Хвоста Феи», после чего заявляет Эрзе, что только она может спасти своих друзей. |                                                                                       |                      |                  |
| 114 | Эрза против Адзумы «Eruza vs. Azuma» (エルザ vs. アズマ)                              | 236,237              | 21 января 2012   |
| Единственная, у кого остались силы — Эрза. Она на грани поражения. Джерар в антимагической камере твердит лишь одно: «Эрза, не сдавайся!». Эрза вспоминает Джерара, и это даёт ей силы победить Адзуму. |                                                                                       |                      |                  |
| 115 | Морозный дух «Kogoeru tōshi» (凍える闘志)                                             | 238,239              | 28 января 2012   |
| После победы над Адзумой, магическая сила возвращается к членам гильдии «Хвоста Феи». Гилдартс побеждает Блюнота Стингера; Бикслоу и Фрид Джастин — Растироуза. Уртир пытается атаковать Джувию, но её спасает Грей. |                                                                                       |                      |                  |
| 116 | Святая сила «Seinaru Chikara» (生なる力)                                              | 240,241              | 4 Февраля 2012   |
| Грей продолжает бой с Уртир. В результате соприкосновения с водой, в которую превратилась её мать Ур, она узнаёт, что ту обманули, заявив о смерти дочери. Уртир понимает, что её обида на мать была безосновательной. |                                                                                       |                      |                  |
| 117 | Громовой рёв «Raimei Hibiku» (雷鳴響く)                                               | 242,243,244          | 11 февраля 2012  |
| Очнувшийся Зереф убивает Занкроу. Эрза, Нацу, Грей, Венди и Люси отправляются к кораблю «Сердца Гримуара» и атакуют его мастера Хэйдса. На помощь им проходит Лаксус. |                                                                                       |                      |                  |
| 118 | Человек без гильдии «Monshou o Kizama no Otoko» (紋章を刻まの男)                      | 245+филлер           | 18 февраля 2012  |
| Не сумев одолеть Хэйдса самостоятельно, Лаксус передаёт всю свою силу Нацу, после чего тот входит в режим огне-громового дракона. На лагерь нападают оставшиеся члены «Сердца Гримуара», атаку пытаются отбивать Лисанна, Кана, Бикслоу и Фрид. |                                                                                       |                      |                  |
| 119 | В самой глубине «Shinen no Ryouiki» (深淵の領域)                                      | филлер+246,247       | 25 февраля 2012  |
| Члены «Хвоста Феи», находящиеся в лагере, одолевают своих противников. Нацу вместе со своими друзьями продолжает сражение против Хэйдса. |                                                                                       |                      |                  |
| 120 | Рассвет на острове Тэнрю «Akatsuki no Tenrō Jima» (暁の天狼島)                        | 248,249              | 3 марта 2012     |
| Иксиды, пробравшиеся внутрь корабля «Сердца Гримуара», уничтожают сердце Хэйдса, после чего его хозяин терпит поражение. Члены «Хвоста Феи» воссоединяются. С помощью своей магии Уртир восстанавливает дерево острова Тенрю. Выжившие члены «Сердца Гримуара» улетают с острова на своём полуразрушенном корабле, и вместе с ними там оказывается Зереф. |                                                                                       |                      |                  |
| 121 | Право любить «Aisuru Shikaku» (愛する資格)                                            | 250,251              | 10 марта 2012    |
| Зереф убивает Хэйдса. Уртир признаётся Мелди, что именно она уничтожила деревню девушки. После этого Уртир пытается покончить с собой, однако Мелди останавливает её, заявляя, что прощает её и любит. Кана сообщает Гилдартсу, что он является её отцом. |                                                                                       |                      |                  |
| 122 | Взяться за руки «Te wo Tsunagō» (手をつなごう)                                        | 252,253              | 17 марта 2012    |
| На остров прилетает пробуждённый последними событиями дракон Акнология, после чего между ним и членами «Хвоста Феи» начинается битва. Ни совместные заклинания Лаксуса и членов гильдии, ни Венди, Гажил и Нацу не смогли нанести дракону вред. Акнология, взлетев в воздух, уничтожает остров Тенрю. |                                                                                       |                      |                  |

#### 791 год
| 123 | 791 год, «Хвост Феи» «X791 Nen Fearī Teiru» (Ｘ７９１年 妖精の尻尾)            | 254, 255 | 24 марта 2012  |
| После уничтожения острова Тенрю прошло семь лет. Новым, четвёртым, мастером «Хвоста Феи» стал Макао. Гильдия, потеряв сильнейших волшебников, ослабла. Членам «Голубых Пегасов» удаётся обнаружить следы возможного существования острова Тенрю. Члены «Хвоста Феи» отплывают в море и обнаруживают остров, который, как оказывается, уберегла от уничтожения первая мастер гильдии Мавис, явившись в виде эфирного тела. |                                                                                |          |                |
| 124 | Семилетняя брешь «Kūhaku no 7 Nen» (空白の７年)                                | 256, 257 | 31 марта 2012  |
| Члены «Хвоста Феи» празднуют возвращение своих товарищей. Люси решает навестить отца, но узнаёт, что он умер за месяц до её возвращения с острова. |                                                                                |          |                |
| 125 | Магический бал «Mahō Butōkai» (魔法舞踏会)                                     | филлер   | 7 апреля 2012  |
| Нацу, Грей, Люси, Эрза, Эльфман, Венди и Уоррен отправляются на бал волшебников, который устраивается раз в семь лет. Там им предстоит поймать разбойника Вельвено, но это дело принимает весьма неожиданный поворот. |                                                                                |          |                |
| 126 | Истинное зло трясущихся задниц «Shin no Waru Ketsupuri Dan» (真の悪ケツプリ団) | филлер   | 14 апреля 2012 |
| Люси, Шарли, Хэппи, Нацу и Венди берутся за задание по охране груза с золотом, переправляемого поездом. У Нацу обнаруживается иммунитет к Трое, из-за чего Венди снова очень переживает, но вдруг обычную для «Хвоста Феи» идиллию прерывает странное трио помешанных на злодействах, которые в бою используют весьма необычное оружие.                                                                                   |                                                                                |          |                |
| 127 | Ужас, невидимая Люси «Tōmei Rūshī no Kyōfu» (透明ルーシィの恐怖)               | филлер   | 21 апреля 2012 |
| Нацу и Хэппи приходят домой к Люси, чтобы позвать её на задание, где находят и читают её свежие рукописи. Теперь она пишет о человеке-невидимке, аргументируя тем, что все когда-либо хотели стать невидимыми. После просьбы покормить их, Люси просто выпинывает парочку неразлучных друзей, а сама решает принять ванну с магическим эликсиром, но выбравшись, обнаруживает, что стала невидимой.                       |                                                                                |          |                |

#### Ключ Звёздного Неба (филлер)
| 128 | То, что оставил отец «Chichi no Ihin» (父の遺品)                                                          | филлер | 28 апреля 2012   |
| Неизвестные уничтожили уже тринадцать храмов, а Совет Магов никак не может найти преступников. В гильдию приходит загадочная девушка Мишель, и оказывается, что она родственница Люси. Мишель передает Люси чемодан, оставленный ей её отцом, в котором оказывается странный предмет в виде стержня. Люси предлагает Мишель жить вместе с ней и работать в гильдии, а Мишель просит Люси поручить гильдии разузнать, что же именно оставил ей в наследство отец. Мишель случайно роняет на пол наследство Люси, и стержень поднимается в воздух и покрывается неизвестными письменами. Макаров предупреждает Люси, чтобы не пыталась разгадать загадочную надпись, но девушка полна решимости выяснить всё до конца. | |        |                  |
| 129 | Суровые разборки: Нацу против Лаксуса «Dotō no Taiketsu Natsu VS Rakusasu» (怒涛の対決 ナツVSラクサス)    | филлер | 5 мая 2012       |
| Грей и Эрза отправляются на задание. Нацу и Гажил вызывают на бой Лаксуса. Лаксус укладывает Нацу первым же ударом, а видевший это Гажил сбегает. Леви помогает Люси прочитать письмена, появившиеся на стержне. Люси вспоминает, что видела эту надпись в сказке о Часах Вечности и понимает, что стержень на самом деле одна из стрелок этих часов. Хэппи, Шарли и Пантер-Лили встречают у гильдии троих неизвестных. | |        |                  |
| 130 | Цель — Люси «Nerawareta Rūshī» (狙われたルーシィ)                                                         | филлер | 12 мая 2012      |
| В одном из троих незваных гостей узнают Коко из Эдоласа, двое других оказываются Шугарбоем и Мэри-Хьюз, вот только они никого не узнают. Троица требуют выдать им Люси. После того как они побеждают членов «Хвоста Феи», Пантер-Лили и Люси понимают, что это не знакомые им по Эдоласу Коко, Шугарбой и Хьюз, а их двойники с Земли. Люси решает сдаться, но Мишель опережает её и выдаёт себя за неё. Её примеру следуют другие девушки «Хвоста Феи» и даже Эльфман. Воспользовавшись растерянностью врагов, Люси и Мишель сбегают. Коко отправляется в погоню за ними, но они при помощи Девы умело её запутывают. Появляется босс троицы — Байро. Мэри-Хьюз, найдя Люси и Мишель, сбрасывает их в пропасть со скалы. | |        |                  |
| 131 | Ярость легиона «Region no Mōi» (レギオンの猛威)                                                           | филлер | 19 мая 2012      |
| Нацу сражается с Шугарбоем и Байро. Люси вызывает Овна и вместе с Мишель падает на мягкую подстилку, потом вызывает Тельца, но тот, запав на Мэри-Хьюз, не может драться, и его сменяет Скорпион. Пантер-Лили начинает бой с Коко. Байро, оставив Нацу на Шугарбоя, вступает в схватку с Гилдартсом. Репортёр из еженедельника «Волшебник» вспоминает, что Байро — командир войск Легиона, существующего при культе Горички. Байро сообщает Гилдартсу, что Архиепископ культа Горички направил их на Священную войну. На помощь Нацу приходит Грей, а Гилдартсу — Эрза. Мэри-Хьюз с помощью магии подчинения отбирает у Люси стрелку Часов Вечности. Достигнув своей цели, легионеры уходят. | |        |                  |
| 132 | Ключ от звёздного неба «Hoshizora no Kagi» (星空の鍵)                                                     | филлер | 26 мая 2012      |
| Узнав о Священной войне, члены гильдии решают выступить против Легиона. Рунные рыцари во главе с Лахаром безуспешно пытаются спасти очередной храм от разрушения. Нацу, Грей, Эрза, Люси, Мишель, Венди, Шарли и Хэппи отправляются в особняк Хартфилиев. С помощью Креста они понимают, что искать подсказку надо в книге «Ключ от звёздного неба». Неожиданно появляются двое из Легиона, иксид Самюэль и человек Дан, и требуют отдать им книгу. Начинается сражение, во время которого Дан влюбляется в Люси, что не мешает ему успешно драться. Победив «Хвост Феи» и запомнив содержание книги, легионеры удаляются, оставив саму книгу Люси. | |        |                  |
| 133 | Попутчики «Tabi no Nakamatachi» (旅の仲間たち)                                                            | филлер | 2 июня 2012      |
| Люси изучает книгу «Ключ от звёздного неба», пытаясь найти причины происходящего. «Хвост Феи» решает найти детали Часов Вечности, для чего делится на команды. Команда Пантера-Лили, Леви, Джета и Дроя находит Гажила. К Грею и Джувии присоединяется Леон. Эрза устраивает пикник для Каны, Венди и Шарли, но его неожиданно прерывают. Команда Люси, Мишель, Ромео, Нацу и Хэппи встречает странных людей. Они представляются археологами и пытаются отговорить друзей искать детали. | |        |                  |
| 134 | Песнь лабиринта «Meikyū Kyōsōkyoku» (迷宮狂想曲)                                                          | филлер | 9 июня 2012      |
| Команда Люси находит в пустыне портал и активирует его с помощью Рака. Команда Грея добирается до руин собора Горички, где им удаётся разгадать тайну ворот. Люси и остальные попадают в священный склеп культа Горички. Пройдя ворота, команда Грея встречает Сладкий Парень, который следил за ними. Победив его, они забирают деталь. Команда Люси в конце концов добирается до нижнего уровня склепа, где встречают Коко и Дана. | |        |                  |
| 135 | По следам мифа «Shinwa no Ashiato» (神話の足跡)                                                           | филлер | 16 июня 2012     |
| Пока Нацу сражается с Даном, Люси и остальные пытаются найти деталь раньше Коко. Пантер-Лили, Гажил, Леви и команда Теней, следуя карте, вынуждены взобраться на высокую гору по отвесной скале. Команда Эрзы добирается до Волшебной библиотеки. | |        |                  |
| 136 | Возвращение чистого зла «Shin no Waru, Futatabi» (真の悪、ふたたび)                                       | филлер | 23 июня 2012     |
| Пока Люси и другие ищут деталь, команда Эрзы в библиотеке сталкивается со злодеями, которые оказались знакомы с Венди. Команда Люси, наконец-то победив Дана, находит деталь. Пока Эрза разбирается со злодеями, Кана случайно находит тайную комнату с деталью. Гажил замечает следящего за его командой Самюэля. | |        |                  |
| 137 | За гранью ожидаемого «Keisan o Koeru Mono» (予想を超えて)                                                 | филлер | 30 июня 2012     |
| Дан рассказывает Люси и остальным свою историю. Пока Пантер-Лили побеждает Самюэля, команда Гажила находит деталь. Мираджейн, Эльфман и Лисанна тоже находят деталь, но на них нападает Мэри-Хьюз. Люси и другие вновь сталкиваются с Байро. | |        |                  |
| 138 | Цель крестового похода «Seisen no Yukue» (聖戦のゆくえ)                                                   | филлер | 7 июля 2012      |
| Пока Макао переживает за сына, Ромео вместе с Нацу сражается против Байро. Мира, Лиссана и Эльфман пытаются противостоять Мэри-Хьюз. Эрза пытается повторить пикник, но ей снова мешают. Мира, пытаясь спасти брата и сестру, нарушает запрет Макарова. Байро рассказывает команде Люси, что если собрать все детали от часов, то мир может кануть в хаос. Тем временем в гильдии происходит что-то странное с Кинаной. Мэри-Хьюз, желая справиться с Мирой, нарушает запрет Архиепископа, но всё равно проигрывает. Совместными усилиями Нацу, Люси и Ромео расправляются с осьминогом Байро. Самюэль высказывает Пантеру-Лили свои сомнения в исходе Священной войны. | |        |                  |
| 139 | Время пришло «Ugoki Hajimeta Toki» (動き始めた刻（とき）)                                                 | филлер | 14 июля 2012     |
| Нацу пытается победить Байро, ему на помощь приходят Люси и Хэппи, но даже втроём они бессильны перед магом, умеющим развеивать любые заклятия. Выясняется, что Кинана ранее была змеёй, но после того, как Макаров снял с неё змеиное заклятие, она стала девочкой, которая почти ничего не помнила о своём прошлом. Теперь же Кинане снятся странные сны. Явно одержимый Архиепископ проповедует о близящейся гибели мира, власть в ордене захватывает епископ Рапонт, говорящий якобы от имени Его Преосвященства. В схватку «Хвоста Феи» с Байро вмешивается Коко, которую от гнева легионера спасает Эрза. Вслед за ней на место схватки прибывают и другие команды гильдии. Неожиданно засветившиеся детали собираются вместе, воссоздавая Часы Вечности. В это время появляются возрождённые «Орасьон Сейс». | |        |                  |
| 140 | Появление нового «Орасьон Сейс» «Shinsei Orashion Seisu Arawaru!» (新生六魔将軍（オラシオンセイス）現る!) | филлер | 21 июля 2012     |
| Миднайт, который теперь называет себя Брэйн-2, сообщает магам «Хвоста Феи» и легионерам, что они исполнили свою роль. Оказывается, что все поиски деталей были лишь манипуляцией «Орасьон Сейс», маги которого из-за своей тёмной сущности не могли прикоснуться к деталям Часов Вечности. Брэйн-2 с лёгкостью расправляется с Даном и Байро. Затем Кобра, Рэйсер и Эригор (в прошлом член «Айзенвальда») атакуют «Хвост Феи». Ангел запечатывает священный склеп. Совету Магов докладывают о бегстве из тюрьмы четырёх членов «Орасьон Сейс». «Хвост Феи» от гибели спасают «Голубые Пегасы». Люси решает прочитать книгу «Ключ от звёздного неба» ещё раз. Как оказывается, члены «Хвоста Феи» совершили чудовищную ошибку, неправильно истолковав смысл книги. Тем временем легионеры во главе с Байро получают новый приказ, а Коко помещают в тюрьму за предательство. | |        |                  |
| 141 | Погоня за Часами Вечности «Mugen Tokei o Oe» (無限時計を追え)                                             | филлер | 28 июля 2012     |
| Брэйн-2 объявляет, что Часы Вечности будут готовы, если принести должную жертву. «Орасьон Сейс» продолжают разрушать храмы. Епископ Рапонт усиливает Легион за счёт убийцы Гуттмана, выпущенного из тюрьмы Горички. Тем временем Гилдартс и Лаки посещают родину Мишель. Кинана продолжает всех удивлять странными поступками. «Хвост Феи» решают найти «Орасьон Сейс». Кана, гадая на картах, определяет места засад и состав шести команд: 1-я — Грей и Фрид, 2-я — Эрза, Эвергрин и Макс, 3-я — Гажил и Джувия, 4-я — Венди и Бикслоу, 5-я — Хэппи, Шарли и Пантер-Лили, и 6-я — Нацу, Эльфман, Люси и Мишель. В таком составе «Хвост Феи» отправляется искать своих врагов. | |        |                  |
| 142 | Не битва, а бардак «Tatakai no Fukyōwaon» (戦いの不協和音)                                                | филлер | 4 августа 2012   |
| Лахар находит отошедшего от дел Дранбалта, требующего звать себя Мест, предатель из «Хвоста Феи». Начинаются бои команд «Хвоста Феи» с «Орасьон Сейс», но ни у одной из команд нет слаженности в действиях. Епископ Рапонт от имени Архиепископа приказывает разрушить храмы и убить священников. Мэри-Хьюз сомневается в приказе, и Гуттман решает покарать её. Его атакуют Гажил и Джувия, защищая девушку. Тем временем Гилдартс и Лаки проникают в монастырь, где сталкиваются с зомби. | |        |                  |
| 143 | Антисвязь «Anchi Rinku» (アンチリンク)                                                                    | филлер | 11 августа 2012  |
| Лахар и Дранбалт пытаются понять, для чего враги разрушают храмы. Продолжаются бои против «Орасьон Сейс». Бикслоу и Венди побеждают Эригора, вернув ему память. Лахар и Дранбалт находят заклинательницу духов Катю. Епископы хотят избрать нового главу Церкви, но Рапонт им мешает. Рэйсер пытается убить Катю. Пока Дранбалт пытается его остановить, Лахар убегает вместе с Катей. Катя рассказывает ему, что «Орасьон Сейс» хотят уничтожить всю телесную связь заклинателей духов и создать антисвязь. Для этого они ищут потомков учеников великого заклинателя духов Уилла Невилла, автора книги «Ключ от звёздного неба». Рэйсер настигает Катю. Гилдартс и Лаки выясняют, что Мишель — фальшивка, найдя настоящую Мишель. | |        |                  |
| 144 | Сплошная безнадёга «Tokihanatareta Zetsubō» (解き放たれた絶望)                                            | филлер | 18 августа 2012  |
| «Орасьон Сейс» продолжают разрушать телесную связь заклинателей духов, «Хвост Феи» не в силах помешать им. Самюэль рассказывает Пантеру-Лили, Шарли и Хэппи о том, какие приказы дал легионерам епископ Рапонт: Дану и Мэри-Хьюз приказали помешать «Хвосту Феи», Шугарбой должен ждать и быть наготове, не менее странные приказы получили Байро и сам Самюэль. Приказ, данный Гуттману, Самюэлю неизвестен (см. серию № 142). Гажил и Джувия побеждают Гуттмана. Бикслоу, узнав историю Эригора, догадывается, что Кану во время гадания направляли, желая разделить гильдию. Пока Брэйн-2 пытается вскрыть могилу Невилла, его атакуют Арзак и Биска, но неудачно. Нацу с помощью Байро побеждает Джекпота. Отбив атаку Коннеллов, Брэйн-2 вскрывает могилу Невилла и довершает разрушение телесной связи, снимая последнюю печать. Пробуждаются Часы Вечности. Выясняется, что Джекпот — это Клодоа, а Мишель была одной из «Орасьон Сейс» — Имитация, мастер маскировки и обмана. С помощью Байро, который выполняет приказ епископа Рапонта, она похищает Нацу и Люси.                                                                          | |        |                  |
| 145 | Настоящий кошмар «Riaru Naitomea» (リアルナイトメア)                                                      | филлер | 25 августа 2012  |
| Нацу просыпается в тюрьме Горички, где встречает своих старых «друзей» (см. серию № 126). Эльфман сообщает гильдии о том, что Мишель член «Орасьон Сейс», а Люси и Нацу похищены. В «Хвост Феи» приходят археологи, один из которых оказывается правнуком Уилла Невилла и другом отца Люси. Они рассказывают правду о Часах Вечности, которые после пробуждения запускают вечное заклятие «Настоящий кошмар». Культ Горички основали люди, выжившие после первого пробуждения Часов. Они разобрали их и спрятали детали, запечатав. Заклинатели духов, ученики Невилла, и их потомки, сдерживали часы с помощью телесной связи. Археологи просят гильдию остановить Часы Вечности, а Эрзе вручают оружие, которое поможет победить зло. «Орасьон Сейс» готовятся принести Люси в жертву. Лахару удаётся узнать, что это епископ Рапонт навещал в тюрьме позднее сбежавших членов «Орасьон Сейс». На помощь «Хвосту Феи» приходят «Голубые Пегасы», но на их летающий корабль нападает Рэйсер, в сражение с которым вступает Мира. Кинана тайком уходит из гильдии. В это время Нацу и его «друзья» по несчастью совершают побег и берут с собой Коко. | |        |                  |
| 146 | Спираль времени «Toki no Supairaru» (時のスパイラル)                                                      | филлер | 1 сентября 2012  |
| На людей начинают действовать Часы. Лахар докладывает главе Совета Магов о причастности епископа Рапонта к побегу «Орасьон Сейс», но тот не разрешает расследовать дело дальше. Архиепископ уверяет паломников, что Часы Вечности нужны Горичке, чтобы очистить мир. Байро по приказу Рапонта охраняет Часы Вечности, но сомнения закрадываются в душу верного легионера. Эрза понимает, что оружие, которое ей дали археологи, защищает от действия Часов. Нацу вместе с Коко сталкиваются с Гуттманом. Гилдартс и Лаки пробираются в покои Архиепископа и узнают, что им манипулирует епископ Рапонт. Мира побеждает Рэйсера. На помощь Нацу и Коко приходит Мэри-Хьюз. Ичия вступает в бой с осьминогом Байро, напавшим на корабль «Голубых Пегасов», отослав магов «Хвоста Феи» спасать Люси. Нацу и Коко добираются до покоев Архиепископа, где Драгон Слэер по запаху понимает, что Рапонт — это мастер Зеро. Когда об этом узнаёт Байро, для него всё сразу становится на свои места, и он решает отомстить лжеепископу. Мишель говорит Люси, что никому не отдаст её.                                                                         | |        |                  |
| 147 | Дворец Вечности «Mugen-jō e!» (無限城へ!)                                                                 | филлер | 8 сентября 2012  |
| Гилдартс с помощью Байро побеждает Рапонта. Брэйн-2 и Клодоа рассказывают Люси, почему именно она должна быть принесена в жертву. Рапонт сообщает, что конец света можно остановить только убив Люси. Выясняется, что сам Рапонт был лишь марионеткой, сделанной из волос Зеро. Байро решает избавиться от Люси и тем самым остановить Часы Вечности. Гилдартс пытается остановить его. Самюэль побит Имитацией. Венди снимает с Архиепископа наложенное на него заклятие. Маги «Хвоста Феи» хотят спасти мир и Люси, для чего им надо остановить легионеров и одолеть «Орасьон Сейс». Начинаются схватки между Эрзой и Коброй, Греем и Ангелом. Гилдартс побеждает Байро, а Брэйн-2 — Гажила. | |        |                  |
| 148 | Ангельские слёзы «Tenshi no Namida» (天使の涙)                                                            | филлер | 15 сентября 2012 |
| Макаров защищает «Хвост Феи» от действия «Настоящего кошмара». Поиски Кинаны продолжаются. Ромео отправляется спасать Люси и Нацу, а те вместе с Коко вступают в бой с Имитацией. Невилл и Леви, расшифровав старинные книги, подтверждают догадку Хэппи: Часы Вечности можно остановить, стерев с них печати «Орасьон Сейс». Кобра и Эрза продолжают сражение. Тем временем Часы Вечности начинают поглощать Люси, и она видит странное сияние внутри них. На помощь Грею в его бою с Ангелом приходит Дан. Вместе они побеждают «внутреннюю сущность» Ангела, и та наконец избавляется от своей глупой мечты стать ангелом. | |        |                  |
| 149 | Я слышу своих друзей «Tomo no Koe ga Kikoeru» (私はあなたの友人を聞く)                                    | филлер | 22 сентября 2012 |
| Люси продолжает сливаться с Часами Вечности, однако ещё может слышать и видеть, что происходит рядом с ней. Ромео приходит на помощь Нацу. Самюэль по-прежнему хочет убить Люси, но его останавливает Коко, к которой присоединяются Хэппи и Пантер-Лили. Пришедший в себя Архиепископ рассказывает, что процесс можно замедлить, если оборвать гигантские цепи, которыми Часы крепятся к земле. Легионеры во главе с Байро и члены «Хвоста Феи» берутся за дело. Пока Эрза сражается с Коброй, внезапно появляется Кинана, которая на самом деле друг Кобры — змея Кубериус. Эрза побеждает отвлёкшегося Кобру. Брэйн-2 проговаривается, что Люси лишится тела и души, став частью Часов Вечности, после чего о ней все забудут. Имитация, желавшая вовсе не этого, пытается освободить Люси. Брэйн-2 превращает её обратно в любимую куклу Люси. Нацу атакует Брэйна-2. | |        |                  |
| 150 | Люси и Мишель «Rūshii to Missheru» (ルーシィとミッシェル)                                                 | филлер | 29 сентября 2012 |
| Легионеры и «Хвост Феи» разрушают цепи. Брэйн-2 по примеру отца пытается отправить Нацу в Мир Пустоты. Тем временем Люси хоть и слилась с Часами Вечности, но сохраняет разум благодаря воспоминаниям о Мишель, которая оказывается в её сознании. Это помогает Люси использовать «Настоящий кошмар» на Брэйне-2 и помочь Нацу победить его. Невилл и Леви выясняют, что Часы Вечности можно остановить, используя волшебную силу телесной связи заклинателя духов, каковым и является Люси. Выжившие члены «Орасьон Сейс» арестованы. Кинана находит Кобру, которого на самом деле зовут Эрик. Кобра признаёт в девушке своего друга Кубериуса и, чтобы защитить её, говорит Лахару, что не знает её. Люси снимает проклятие с Часов Вечности, разрушает их и высвобождает заклинателей духов, впавших в столетний сон по вине «Орасьон Сейс». Саму Люси находит Нацу. Люси привозит домой куклу Мишель и благодарит родителей, что они когда-то подарили ей «младшую сестрёнку». | |        |                  |

#### Великие Магические Игры
| 151 | Саблезубые «Seibātoūsu» (剣咬の虎 （セイバートゥース）)                                           | филлер + 258      | 6 октября 2012  |
| Легионеры извиняются перед «Хвостом Феи», и они вместе празднуют удачное завершение истории с Горичкой и «Орасьон Сейс». Легионеры отправляются на поиски деталей от Часов Вечности. Ромео рассказывает ребятам о гильдии «Саблезубый Тигр», что последние семь лет занимала лидирующие позиции в волшебном мире. Макаров приводит Гилдартса в старое здание гильдии и в подземелье показывает ему «Сияние Звезды», сообщая, что следующим мастером станет он. В то же время дуэт Драгон Слэеров из «Саблезубых», Стинг Эвклиф и Роуг Чени, расправляется с тёмной гильдией, и Стинг изъявляет желание сразиться с Нацу. |                                                                                                   |                   |                 |
| 152 | Наша цель — вершина «Soshite Oretachi wa Choujyou o Mezasu» (そしてオレたちは頂上を目指す)        | 259, 260          | 13 октября 2012 |
| Нацу спорит с Максом, и они начинают сражаться. Так как Макс за семь лет стал сильней, он теснит Драгнила. Нацу тратит последние силы, используя режим огне-громового дракона, и выигрывает. Ребята понимают, что ослабли, и идут к Полюшке, но она прогоняет их. Венди признаёт в Полюшке Грандину. Полюшка рассказывает ребятам, что она Грандина из Эдоласа, и передаёт Венди два заклинания. Макаров объявляет Гилдартса мастером, но тот сбегает, оставив несколько поручений. Ромео рассказывает ребятам о том, что через три месяца состоятся Великие Магические Игры, и если победить, то можно вернуть гильдии звание сильнейшей и выиграть тридцать миллионов. Польстившись на выигрыш, Макаров соглашается.                                             |                                                                                                   |                   |                 |
| 153 | Песня звёзд «Hoshiboshi no Uta» (星々の歌)                                                        | 261, 262          | 20 октября 2012 |
| До Великих Магических Игр ещё три месяца. Чтобы восполнить семилетнюю брешь в своих силах, ребята отправляются в тренировочный лагерь на море. Внезапно появляется Дева, которая просит ребят о помощи и переправляет их в мир Звёздных Духов. Оказалось, что просьба о помощи — всего лишь уловка, чтобы пригласить друзей на праздник в честь их возвращения. Целый день ребята празднуют в мире Духов. Когда же приходит время возвращаться, Дева сообщает им, что время в их мирах течёт по-разному, и один день в мире Духов равен трём месяцам в мире людей. В итоге для подготовки к Играм у ребят остается всего пять дней. |                                                                                                   |                   |                 |
| 154 | Время наверстать упущенное «Surechigatta Jikan no Fun Dake» (すれ違った時間の分だけ)              | 263, 264          | 27 октября 2012 |
| Раздумывая, как за пять дней сократить разрыв в силах, ребята получают приглашение на встречу. Придя к месту назначения, они встречают Джерара, Уртир и Мелди, которые рассказывают о своей гильдии «Грех Ведьмы», цель которой — уничтожение тёмных гильдий, и просят их о помощи. Взамен Уртир предлагает пробудить их «Второй источник», чтобы увеличить волшебную силу. Джерар и Эрза на обрыве говорят о прошлом и по неосторожности Скарлет падают вниз. Они почти целуются, но Джерар останавливает себя и говорит, что помолвлен. Эрза поражена, но принимает этот факт. «Грех Ведьмы» уходит. Уртир и Мелди спрашивают Фернандеса, зачем он солгал о невесте, на что парень отвечает, что не достоин Эрзы. Впрочем, обмануть Скарлет ему тоже не удалось. |                                                                                                   |                   |                 |
| 155 | Цветущая столица — Крокус «Hanasaku Miyako Kurokkasu» (花咲く都・クロッカス)                      | 265, 266          | 3 ноября 2012   |
| Для участия в Играх собирают команду, состоящую из Нацу, Грея, Эрзы, Люси и Венди. Ребята прибывают в Крокус — столицу Фиора, где проходят Игры. Целый день они гуляют по городу, но по правилам должны вернуться до полуночи. Нацу, Хэппи и Люси сталкиваются со Стингом и Роугом. Ближе к полуночи в гостиницу возвращаются все, кроме Венди. В полночь внезапно объявляют о начале Отборочного турнира. |                                                                                                   |                   |                 |
| 156 | Небесный лабиринт «Sukai Rabirinsu» (空中迷宮（スカイラビリンス）)                                | 266, 267          | 10 ноября 2012  |
| Поскольку Венди так и не вернулась, её место занимает Эльфман. Вместе они направляются в Небесный лабиринт. Тем временем остальные ищут Венди и Шарли. Благодаря задумке Эрзы выкрасть карты других команд и сообразительности Люси ребята проходят лабиринт, но добираются лишь восьмыми. Хэппи и Лисанна находят Венди и Шарли в парке королевского дворца без сознания. Игры начинаются. |                                                                                                   |                   |                 |
| 157 | Новая гильдия «Shinki Girudo» (新規ギルド)                                                        | 267, 268          | 17 ноября 2012  |
| Открытие Великих Магических Игр. Из ста двенадцати команд отобрали восемь, представляющие гильдии «Чешуя Ламии», «Голубые Пегасы», «Четырёхглавый Цербер», «Пята Русалки», «Саблезубый Тигр» и «Хвост Ворона», а также сразу две команды от «Хвоста Феи». Команду Б «Хвоста Феи» составили Гажил, Джувия, Лаксус, Мира и Джерар в обличье Мистгана. Венди приходит в себя, но не может вспомнить, что произошло. По поведению одного из членов «Хвоста Ворона» ребята понимают, что это они напали на Венди, лишив её магических сил. Участникам Игр объясняют правила и объявляют о начале первого состязания «Прятки». Для поддержки «Хвоста Феи» на Играх появляется Мавис, первый мастер «Хвоста Феи».                                                         |                                                                                                   |                   |                 |
| 158 | Ночь падающих звёзд «Hoshi Furu Yoru ni» (星降ル夜ニ)                                             | 269, 270          | 24 ноября 2012  |
| «Прятки» начинаются. От обеих команд «Хвоста Феи» идут Грей и Джувия. Во время состязания Джувия рассказывает Грею о наказании для проигравшей команды. Нарпудинг из «Хвоста Ворона» постоянно атакует только Фуллбастера. В итоге, в состязании побеждает Руфус из «Саблезубых», а Грей и Джувия проигрывают. Начинается первая битва между Люси и Флер Короной из «Хвоста Ворона». |                                                                                                   |                   |                 |
| 159 | Люси против Флер «Rūshii vs. Furea» (ルーシィ vs. フレア)                                         | 271, 272          | 1 декабря 2012  |
| Люси и Флер некоторое время сражаются на равных, но затем Хартфилия начинает теснить Корону, и та прибегает к нечестному приёму. Она шантажирует Люси Аской, и Хартфилия позволяет Флер избивать её. Люси уже хочет сдаться, но Нацу слышит подругу и спасает Аску, тем самым давая девушке возможность сражаться. Люси призывает Близнецов, и вместе они произносят заклинание Уранометрии, но волшебная сила резко иссякает, и заклинание не срабатывает. Обессиленная Люси проигрывает, но Нацу не даёт девушке сдаться окончательно. Все, кроме зрителей, догадываются, что Флер кто-то помог. |                                                                                                   |                   |                 |
| 160 | Дурной знак «Kyōzui» (凶瑞)                                                                       | 273, 274          | 8 декабря 2012  |
| Битвы первого дня Игр продолжаются. Рен Акацуки из «Голубых Пегасов» побеждает Аранию Веб из «Пяты Русалки», а Орга Нанагир из «Саблезубых» одолевает Варкрая из «Четырёхглавого Цербера». Завершает день битва между Джурой Некисом («Чешуя Ламии») и Джераром в обличье Мистгана. Понимая, что чужой магией Джуру не одолеть, Джерар использует свою, «Метеор», и начинает теснить Некиса. Фернандес уже собирается применить заклинание, которое наверняка его раскроет, но Уртир через связь Мелди останавливает его. Джерар с треском проигрывает свой бой. Впрочем, Джура всё равно узнает Джерара. Первый день Игр заканчивается для «Хвоста Феи» полным разгромом.                                                                                         |                                                                                                   |                   |                 |
| 161 | Повозка «Chariotto» (戦車)                                                                        | 275, 276          | 15 декабря 2012 |
| Ребята в баре отмечают окончание первого дня. Второй день соревнований начинается с состязания «Повозка». Для участия в нём выходят Гажил и Нацу. Победителем становится сменный игрок из «Четырёхглавого Цербера» Вакх, давний соперник Эрзы, в то время как Драгон Слэеры Нацу, Гажил и Стинг («Саблезубый Тигр») соревнуются разве что за последнее место. Стинг спрашивает, зачем «Хвост Феи» участвует в Играх, и Нацу объясняет ему, что ради друзей они пойдут на всё, своей проникновенной речью заслужив симпатию зрителей. Начинаются бои второго дня, и в первой битве участвуют Курохеби («Хвост Ворона») и Тоби Гогорта («Чешуя Ламии»). |                                                                                                   |                   |                 |
| 162 | Эльфман против Вакха «Erufuman vs. Bakkasu» (エルフマン vs. バッカス)                             | 277, 278          | 22 декабря 2012 |
| Тоби проигрывает Курохеби. Для участия в следующем бою вызывают Эльфмана и Вакха («Четырёхглавый Цербер»). Вакх предлагает Эльфману пари: если он выиграет, то Штраус отдаст ему сестёр на ночь. В бешенстве Эльфман атакует Вакха, но даже не в силах коснуться его. В это время неизвестные похищают Венди, Шарли и Полюшку, но Нацу останавливает похитителей. Эльфману удаётся победить Вакха, хоть и не без труда, после чего гильдия «Четырёхглавый Цербер», согласно условиям пари, на время Игр переименовывается в «Четырёхглавого Щенка». Ребята догадываются, что истинной целью похитителей была Люси. |                                                                                                   |                   |                 |
| 163 | Мираджейн против Дженни «Mirajēn vs. Jenī» (ミラジェーン vs. ジェニー)                            | 279, 280 + филлер | 5 января 2013   |
| После тяжелого боя Эльфман оказывается в лазарете. В следующей битве участвуют Мира и Дженни Реалайт («Голубые Пегасы»). Так как обе раньше были моделями, вместо битвы девушки устраивают показ, используя магию перевоплощения. В поединок вмешиваются участницы из других гильдий. Затянувшийся показ должен решить последний боевой наряд. Дженни надеется хитростью победить Миру и предлагает пари: проигравшая снимется обнажённой для журнала. Мира соглашается и побеждает. Обе команды «Хвоста Феи» сравниваются по очкам. В следующем бою сойдутся Юкино Агрия («Саблезубый Тигр») и Миказучи Кагура («Пята Русалки»). |                                                                                                   |                   |                 |
| 164 | Кагура против Юкино «Kagura vs. Yukino» (カグラ vs. ユキノ)                                       | 280, 281 + филлер | 12 января 2013  |
| Начинается сражение между Юкино и Кагурой. Девушки заключают пари на собственные жизни. Оказывается, что Юкино владеет двумя оставшимися золотыми ключами Рыб и Весов, а также ключом от Тринадцатых врат Змееносца. Изначально кажется, что они равны, но Кагура с лёгкостью расправляется с противницей и сохраняет ей жизнь. Второй день Игр подходит к концу. Эрза и Джерар пытаются понять, что является источником странной волшебной силы. По дороге в бар Эрза встречает свою старую подругу Миллианну, состоящую в «Пяте Русалки». В это время ребята в баре празднуют свои победы, а мастер «Саблезубых» Генма устраивает разнос проигравшим Стингу и Юкино.                                                                                             |                                                                                                   |                   |                 |
| 165 | Злоба, скрытая за завесой ночи «Urami wa Yoru no Tobari ni Tsutsumarete» (怨みは夜の帳に包まれて) | 281, 282          | 19 января 2013  |
| Юкино позорно выгоняют из гильдии. Позже она встречается с Люси и хочет отдать ей свои ключи Рыб и Весов, но Хартфилия отказывается. Миллианна, думая, что Эрза также как и она ненавидит Джерара, рассказывает ей, что Кагура поклялась убить их бывшего друга, чем повергает Скарлет в шок. Юкино сообщает Нацу и Хэппи, что её выгнали из гильдии. В ярости Нацу нападает на «Саблезубых» и бросает вызов их мастеру. |                                                                                                   |                   |                 |
| 166 | Пандемониум «Pandemoniumu» (伏魔殿（パンデモニウム）)                                             | 283, 284 + филлер | 26 января 2013  |
| Мастер Генма выставляет против Нацу Добенгаля, но Драгнил легко его побеждает, чем ошеломляет присутствующих и ещё сильней заинтересовывает Стинга. Мастер «Саблезубых» решает лично сразиться с Нацу, но после недолгого боя их останавливает Минерва, дочь Генмы, и шантажом заставляет Драгнила уйти. Третий день Игр начинается с соревнования «Пандемониум» — гнезда сотни демонов, в котором от «Хвоста Феи» принимают участие Эрза и Кана, заменяющая Джерара. В результате жребия Эрзе выпадает право первого хода, и она выбирает всех противников. |                                                                                                   |                   |                 |
| 167 | Сто против одного «100 tai 1» (100 対 1)                                                          | 284, 285 + филлер | 2 февраля 2013  |
| Эрза, быстро оценив силы противника, начинает их успешно уничтожать. Расправившись с последним монстром S-класса, она автоматически становится победительницей. Для оставшихся участников решают провести дополнительное испытание «Измеритель магической силы». Несмотря на высокие показатели Джуры и Орги, Кане удаётся выбить первое место с помощью «Сияния Феи». |                                                                                                   |                   |                 |
| 168 | Лаксус против Алексея «Laxus vs. Alexei» (ラクサス vs. アレクセイ)                                | 286               | 9 февраля 2013  |
| Начинаются бои третьего дня. В первом бою Миллианна побеждает Семаса из «Четырёхглавого Цербера». Во втором поединке Руфус («Саблезубый Тигр») одолевает Ива («Голубые Пегасы»). В третьем бою встречаются Лаксус и Алексей из «Хвоста Ворона». С самого начала Алексей напирает на Лаксуса, чем поражает участников и зрителей, но это оказывается лишь иллюзией Ивана, пытающегося выяснить у сына местонахождение «Сияния Звезды». Лаксус об этом ничего не знает и не собирается что-либо говорить. Под прикрытием иллюзорного боя на Лаксуса нападает весь «Хвост Ворона». |                                                                                                   |                   |                 |
| 169 | Венди против Шерии «Wendy vs. Cheria» (ウェンディ vs. シェリア)                                   | 287, 288          | 16 февраля 2013 |
| Лаксус с лёгкостью расправляется с «Хвостом Ворона», развеивая иллюзию. За обман «Хвост Ворона» дисквалифицируют и отстраняют от Игр на три года. В заключительном бою третьего дня участвуют Венди и Шерия Бленди из «Чешуи Ламии». Оказывается, что Шерия — небесная убийца богов. Сначала девочки сражаются на равных, но даже после использования сильнейшего заклинания Венди Шерия остаётся невредимой. В это время «Грех Ведьмы» замечают странную магическую активность на Арене, и Джерар отправляется туда, чтобы разузнать всё подробней, но его случайно замечает Дранбалт. |                                                                                                   |                   |                 |
| 170 | Детские кулачки «Chīsana Kobushi» (小さな拳)                                                      | 289, 290          | 23 февраля 2013 |
| Шерия использует на Венди сильнейшее заклинание, но благодаря хитрости Марвелл промахивается. Бой заканчивается вничью. Третий день Игр подходит к концу. Джерар понимает, что источник магии Зерефа не Шерия. Заметив странную фигуру в плаще, он начинает преследование, но его перехватывают Дранбалт и Лахар, раскрыв секрет Фернандеса. Оказавшийся поблизости Ядзима выручает Джерара. Кагура и Миллианна узнают, что «Хвост Феи» прячет Фернандеса. Макаров и Мавис объясняют Лаксусу, что «Сияние Звезды» — это свет гильдии. |                                                                                                   |                   |                 |
| 171 | Подводная битва «Nabaru Batoru» (海戦（ナバルバトル）)                                            | 290, 291          | 2 марта 2013    |
| Начинается четвёртый день состязаний. В соревновании «Подводная битва» участвуют Люси и Джувия. С самого начала они противостоят, пока другие пытаются вышвырнуть друг друга из пузыря. В итоге Джувия выкидывает всех, кроме Люси и Минервы из «Саблезубых», но сама также «таинственным» образом покидает пузырь. Включается правило пяти минут. Минерва крадёт ключи Люси и начинает её избивать. В итоге Хартфилия из-за сильных побоев теряет сознание, а Минерва объявляется победительницей. |                                                                                                   |                   |                 |
| 172 | Парфюм только для тебя «Kimi ni Sasageru Parufamu» (君に捧げる香り（パルファム）)                 | 292, 293          | 9 марта 2013    |
| Из-за Люси между «Хвостом Феи» и «Саблезубыми» начинается противостояние. Макаров сообщает ребятам, что нечётное количество команд мешает проведению боёв, и они вынуждены объединиться. В объединённую команду входят Эрза, Лаксус, Гажил, Нацу и Грей. Начинаются парные битвы четвёртого дня. В первой битве участвуют Вакх и Рокер из «Четырёхглавого Щенка» и Ичия и Кролик из «Голубых Пегасов». Кролик оказывается никем иным как Ничией. Ичии удаётся вырвать победу. Участниками второго поединка становятся Леон и Юка из «Чешуи Ламии» и Кагура и Миллианна из «Пяты Русалки». |                                                                                                   |                   |                 |
| 173 | Битва Драгон Слэеров «Batoru of Doragon Sureiyā» (バトルドラゴンスレイヤー)                       | 293, 294 + филлер | 16 марта 2013   |
| Второй бой Игр. Миллианна в одиночку теснит Леона и Юки. Бастия, используя хитрость, выводит её из игры. В бой вступает Кагура и с лёгкостью расправляется с Юкой. Леон и Кагура сражаются один на один, но время заканчивается, им засчитывают ничью. Начинается самый долгожданный бой между «Хвостом Феи» и «Саблезубыми». В поединке четырёх Драгон Слэеров Нацу и Гажил теснят Стинга и Роуга, но те используют Светлый и Тёмный Приводы, и бой принимает неожиданный поворот. |                                                                                                   |                   |                 |
| 174 | Четвёрка драконов «Yon ryū doragon» (四人の竜)                                                    | 294, 295          | 23 марта 2013   |
| Битва между «Хвостом Феи» и «Саблезубыми» продолжается. Используя Приводы, Стинг и Роуг вначале теснят Нацу и Гажила, но те постепенно приноравливаются к стилю боя противников, и дуэту Саблезубых приходится применить своё сильнейшее оружие — Драконью Ярость. Оказывается, что Стинг в своё время пообещал Лектору, что победит Саламандра. Используя Драконью Ярость, Стинг в одиночку расправляется с Нацу и Гажилом, и кажется, что бой уже проигран, но те всё-таки приходят в себя, и, отправив Гажила в «путешествие» по катакомбам, Нацу выходит один против дуэта Драконов. |                                                                                                   |                   |                 |
| 175 | Нацу против дуэта Драконов «Natsu vs. Sōryū» (ナツ vs. 双竜)                                      | 296, 297          | 30 марта 2013   |
| Бой между «Хвостом Феи» и «Саблезубыми» продолжается. Дуэт Драконов атакует Нацу, но безрезультатно. Стинг и Роуг создают Ударный унисон, но Драгнил с лёгкостью побеждает обоих. Гажил в катакомбах находит кладбище драконов, Юкино присоединяется к войскам королевства, Джерар встречает таинственную незнакомку с магией Зерефа, а в будущем Леви в слезах пишет письмо Люси. |                                                                                                   |                   |                 |

### Второй сезон

#### Великие Магические Игры (продолжение)
| 176 (1) | Король драконов «Ryū no Ō» (竜の王)                                                                                   | 300, 301                | 5 апреля 2014    |
| «Хвост Феи» празднует победу над Стингом и Роугом. В то же время Генма, глава гильдии «Саблезубый Тигр», выгоняет проигравших Драгон Слэеров и убивает Лектора. В ярости Стинг атакует Генму. В таверну, где гуляет «Хвост Феи», возвращается Гажил и зовёт Нацу и Венди на кладбище драконов. Венди с помощью заклинания «Млечный путь» устанавливает связь с душой давно погибшего дракона Зиркониса. Он рассказывает историю появления Драгон Слэеров и Акнологии. Неожиданно появляется полковник королевской армии Аркадиас вместе с Юкино. | |                         |                  |
| 177 (2) | Проект «Затмение» «Ekuripusu Keikaku» (エクリプス計画)                                                                | 302, 303                | 12 апреля 2014   |
| Аркадиас и Юкино приводят ребят в королевский дворец и рассказывают им про проект «Затмение» — огромные врата для путешествия во времени. Они хотят использовать их, чтобы раз и навсегда покончить с Зерефом и Акнологией, но для открытия врат требуется магия заклинателей духов. Министр обороны Датонг, осознающий всю опасность данного предприятия, приказывает арестовать Аркадиаса, Юкино и Люси. Остальных Датонг отпускает. Начинается последний день Великих Магических Игр. | |                         |                  |
| 178 (3) | Фееричный тактик «Yōsei Gunshi» (妖精軍師)                                                                            | 304, 305                | 19 апреля 2014   |
| Чтобы спасти Люси, Макаров применяет стратегию двух фронтов. Благодаря задумке Миры, спасательной команде удаётся пробраться во дворец и вытащить Люси и Юкино, но принцесса Хисуи бросает их в Адские залы. Тем временем на Играх Мавис приводит в действие свою стратегию, благодаря которой команда «Хвоста Феи» успешно разбирается с соперниками, а Грей наконец встречается с Руфусом из «Саблезубых». | |                         |                  |
| 179 (4) | Грей против Руфуса «Gurei vs. Rūfasu» (グレイ vs. ルーファス)                                                         | 306                     | 26 апреля 2014   |
| В библиотеке начинается битва между Греем и Руфусом. Из-за уязвимости ледяного созидания перед созиданием памяти Грею не удается даже ранить противника, но, несмотря на преимущество Руфуса, Фуллбастеру всё же удаётся вырвать победу. В то же время команда Нацу безуспешно бродит в поисках выхода, не подозревая, что за ними следит новый враг. | |                         |                  |
| 180 (5) | Рыцари «Голодных волков» «Garō Kishidan» (餓狼騎士団)                                                                 | 307, 308                | 3 мая 2014       |
| Благодаря победе Грея над Руфусом, команда «Хвоста Феи» вновь выходит на первое место. В это же время команда Нацу находит в подземельях раненного Аркадиаса, после чего на них неожиданно нападают рыцари ордена «Голодных волков», сильнейшие маги-палачи Королевства Фиор. Бой Нацу и Венди с Космос и Камикой идёт с переменным успехом, но вступление других членов ордена меняет ход поединка, из-за чего Венди оказывается в смертельной ловушке. | |                         |                  |
| 181 (6) | «Хвост Феи» против палачей «Fearī Teiru vs. Shokeinin» (FT vs. 処刑人)                                                | 308, 309                | 10 мая 2014      |
| Мира спасает Венди, но из-за взрыва от удара Нацу ребята оказываются разбросанными по всему подземелью и встречаются с палачами в бою один на один. Люси, Юкино и другие сталкиваются с палачом Уоске. Недооценив противника, волшебницы падают в лавовую яму, и Аркадиас жертвует собой в попытке их спасти. | |                         |                  |
| 182 (7) | Пылающая земля «Moeru Daichi» (燃える大地)                                                                            | 309, 310                | 17 мая 2014      |
| На помощь Люси и Юкино приходят Часы, которые спасли Аркадиаса из лавовой ямы, и Локи, вернувший девушкам ключи. Использовав почти все ключи против Уоске, Люси решает призвать Водолея. Бои между волшебниками «Хвоста Феи» и орденом «Голодных волков» продолжаются. | |                         |                  |
| 183 (8) | Наша страна «Ore-tachi no Iru Basho» (オレたちのいる国)                                                               | 310                     | 24 мая 2014      |
| В ходе перепалки между Люси и Водолеем Уоске неосторожно задевает самолюбие Водолея, за что и платится. Бои между волшебниками «Хвоста Феи» и орденом «Голодных волков» заканчиваются полным разгромом последних. | |                         |                  |
| 184 (9) | Завтрашний день нашей страны «Ashita made no Kuni» (明日までの国)                                                     | 311, 312                | 31 мая 2014      |
| На Играх по задумке Мавис Джувия сталкивается с Шерией, а вот соперником Эрзы оказывается Кагура, что рушит расчёт Первой относительно боя Скарлет с Минервой, которая неожиданно также присоединяется к поединку. Министр Датонг разоблачает сговор принцессы Хисуи и Аркадиаса. А тем временем, после долгих скитаний по Адским залам команда Нацу выходит к огромным вратам, где их встречает таинственная незнакомка, которая оказывается второй Люси. | |                         |                  |
| 185 (10) | Эрза против Кагуры «Eruza vs. Kagura» (エルザ vs. カグラ)                                                             | 313, 314                | 7 июня 2014      |
| Минерва, поняв, что Кагуру и Эрзу ей сразу не одолеть, покидает бой и изъявляет желание сразиться с его победителем. Гажил сталкивается с Роугом, а Лаксус — с Оргой. «Грех Ведьмы» обсуждает полученную от второй Люси информацию о будущем. Во время боя Кагура теснит Эрзу. Скарлет задевает больную для Миказучи тему и узнаёт, что Кагура — сестра Симона, за смерть которого и хочет отомстить Джерару. Эрза винит в смерти Симона свою слабость и одержимая местью Кагура в гневе вытаскивает меч и атакует Скарлет. | |                         |                  |
| 186 (11) | Будущее несёт отчаяние «Zetsubō e Kasoku suru Mirai» (絶望へ加速する未来)                                             | 315, 316                | 14 июня 2014     |
| Эрза не даёт убить себя. Кагура пытается продолжить бой, но в этот момент на неё сверху падают обломки. Скарлет спасает её, а затем вспоминает о том, как спасла Кагуру во время охоты на детей в её деревне. Миказучи больше не хочет ни мстить, ни драться, и в это время её ранит Минерва. Побеждает Эрза, но очки достаются «Саблезубым». К Лаксусу и Орге присоединяется Джура Некис. К Шерии и Джувии на помощь приходят Леон и Грей, соответственно. | |                         |                  |
| 187 (12) | Лягушонок «Kaeru» (カエル)                                                                                            | 317, 318                | 21 июня 2014     |
| Люси из будущего рассказывает о том, что скоро на страну нападут тысячи драконов. Принцесса Хисуи беспокоится о судьбе королевства, а Аркадиас и Джерар сомневаются в Люси из будущего. Тем временем Роуг завязывает разговор с Гажилом о смысле дружбы и товарищества. Неожиданно его тело захватывает загадочная тень. В замке команда Нацу вновь сталкивается с дворцовой стражей. В это время обнаруживается, что Юкино и Аркадиас пропали. Мира отправляется искать Агрию, а остальные принимают бой. | |                         |                  |
| 188 (13) | Неистовая молния «Gekirai!» (激雷!)                                                                                   | 319, 320                | 28 июня 2014     |
| Гажил поглощает магию тени-Роуга и с её помощью побеждает. Загадочная тень покидает тело Роуга. На подмогу королевским солдатам, проигрывающим бой Нацу и его команде, приходит орден «Голодных Волков». Аркадиас ищет принцессу, подозревая её во лжи из-за несостыковок с рассказом Люси из будущего. Тем временем Великие Магические Игры продолжаются. Джура первым же ударом побеждает Оргу и начинает поединок с Лаксусом. | |                         |                  |
| 189 (14) | Слава «Guroria» (グロリア)                                                                                            | 321, 322                | 5 июля 2014      |
| Лаксус побеждает Джуру, Грей и Джувия — Леона с Шерией, а Эрза — Минерву. «Хвост Феи» выходит на первое место, сохранив всех членов команды. На пути к победе остаётся одно препятствие — Стинг из «Саблезубого Тигра». Все участники команды «Хвост Феи» ранены и измотаны. Стинг хочет одолеть всех фей вместе, что принесёт победу его гильдии, но сдаётся, видя силу их духа. «Хвост Феи» побеждает на Великих Магических Играх. Стинг воссоединяется с Лектором, который всё это время был жив. Так как предсказание гостя из будущего о невероятном исходе Великих Магических Игр сбылось, принцесса Хисуи решается использовать «Затмение». Тем временем Нацу и его команда продолжают бой во дворце.                                       | |                         |                  |
| 190 (15) | Затворяющий врата «Tobira o Shimeru Mono» (扉を閉めるもの)                                                            | 323, 324                | 12 июля 2014     |
| Пока все радуются победе «Хвоста Феи» на играх, Нацу и его команда продолжают сражаться. Неожиданно на «Голодных Волков» нападает таинственная тень. Тем временем Аркадиас узнаёт от принцессы, что гость из будущего, с которым она разговаривала — мужчина. Джерар тоже догадывается, что гостей из будущего двое. В замке Нацу и остальные встречают Роуга, пришедшего из семилетнего будущего. Он рассказывает о том, что в будущем драконов не удалось остановить, так как в настоящем Люси закрыла врата. Роуг пытается убить Хартфилию, но его удар принимает на себя вторая Люси. От полученной раны она погибает, а Нацу вступает в схватку с Роугом.                                                                                     | |                         |                  |
| 191 (16) | Нацу против Роуга «Natsu vs. Rōgu» (ナツ vs. ローグ)                                                                  | 325, 326                | 19 июля 2014     |
| Пока Нацу сражается с Роугом, остальные убегают из замка. Мира находит Юкино. Тем временем принцесса Хисуи начинает открывать врата, а с ней Аркадиас и Датонг. К ним присоединяются выбравшиеся из замка Люси и другие. Король Тома Э. Фиор просит волшебные гильдии о помощи в борьбе с драконами. Дранбалт и Лахар решают сообщить о проекте «Затмение» Совету Магов, неожиданно к ним с просьбой обращается Джерар. Нацу не верит, что Роуг явился из будущего спасти мир, говоря, что от него несёт злобой. На площади распахиваются врата «Затмения». Тем временем Нацу почти проиграл, ему на помощь приходят Уртир и Мелди, вынудив Роуга бежать, но тень пытается забрать с собой Драгнила. В последний момент Люси решает закрыть врата. | |                         |                  |
| 192 (17) | Живи ради меня «Atashi no Bun made» (あたしの分まで)                                                                  | 327, 328                | 26 июля 2014     |
| Люси просит закрыть врата, но её не слушают. В это время из врат начинают выходить один за другим драконы. Люси пытается закрыть врата, но безуспешно. По её словам, звёздный дух Крест, изучив врата, пришёл к выводу, что из-за затмения, которое искажает магию, врата откроются в прошлое, в то время, когда в мире Фиора ещё жили драконы. Тем временем в замке просыпается Нацу. Люси на помощь приходят Юкино и двенадцать духов зодиака, вместе им удаётся закрыть врата, однако через них уже прошли семь драконов. С их помощью Роуг из будущего, овладев искусством повелевания драконами, хочет создать новый мир. Начинается сражение между драконами и волшебниками.                                                                 | |                         |                  |
| 193 (18) | Семь драконов «Sebun Doragon» (SEVEN DRAGON)                                                                          | 329                     | 2 августа 2014   |
| Нацу вновь вступает в схватку с Роугом из будущего. Волшебники атакуют драконов, но безуспешно. Тем временем Нацу узнаёт от Роуга, что в будущем мир захватил Акнология и именно для борьбы с ним тот и призвал драконов из прошлого. Во время схватки с Роугом Нацу объявляет всем, что драконов могут победить только Драгон Слэеры. Семь убийц драконов против семерых драконов. Седьмым становится Кобра, освобождённый из тюрьмы Дранбалтом и Лахаром по просьбе Джерара. | |                         |                  |
| 194 (19) | Магия Зиркониса «Jirukonisu no Mahō» (ジルコニスの魔法)                                                               | 330, 331                | 9 августа 2014   |
| Пока волшебники разбираются с бронированными тварями, порождениями драконов, Драгон Слэеры атакуют самих драконов. Используя свою магию унижения, Зирконис обращает в бегство солдат и захватывает Люси. Мира и Венди нападают на него, заставив выпустить Люси из своих лап. Хэппи летит за ней. Люси ненамеренно вмешивается в схватку Роуга с Нацу, скидывая последнего с дракона. В ходе разговора с Люси у Нацу созревает план борьбы с драконами. Тем временем обессилевшую Эрзу спасает Джерар. Переодеваясь, Люси находит свой дневник из будущего. | |                         |                  |
| 195 (20) | Человек и человек, дракон и дракон, человек и дракон «Hito to Hito, Ryū to Ryū, Hito to Ryū» (人と人、竜と竜、人と竜) | 332,333                 | 16 августа 2014  |
| Опознав в Нацу ученика дракона Игнила, Владыки пламени, Огненный Атлант переходит на сторону людей. Вместе они атакуют Роуга из будущего, уже торжествующего победу и захват мира. Нацу, вкусив пламя Огненного Атланта, ранит дракона, на котором летает Роуг из будущего. Волшебники всеми силами пытаются отбить нашествие драконов. Один из драконов рассказывает Роугу из настоящего, что именно его будущее воплощение повинно в происходящем. Уртир же, видя всю безысходность ситуации, решает нарушить данное Нацу обещание и убить Роуга из настоящего. | |                         |                  |
| 196 (21) | Грех и жертва «Tsumi to Gisei» (罪と犠牲)                                                                             | 334                     | 23 августа 2014  |
| Эрза и Уртир пытаются оправдать Жерара перед Миллианной и подслушавшей их Кагурой. Уртир отказывается от решения убить Роуга. Стинг присоединяется к Роугу, а Флер спасает Люси, которая из дневника узнаёт, как остановить драконье нашествие. Защищая Джувию от атаки бронированных тварей, порождений драконов, Грей подставляется под удар и погибает. | |                         |                  |
| 197 (22) | Время жизни «Inochi no Jikan» (命の時間)                                                                              | 335, 336                | 30 августа 2014  |
| Перевес сил драконов неоспорим и волшебники начинают проигрывать в войне, Люси хочет сообщить друзьям, как победить драконов, но её окружают драконьи твари. Уртир вспоминает об одном запретном заклинании, с помощью которого можно повернуть время вспять, но взамен нужно отдать своё время. Вопреки ожиданиям Уртир, заклинание позволяет вернуться всего лишь на минуту назад, но даже одна минута спасает многих волшебников от гибели. Люси добирается до замка и рассказывает, как остановить вторжение. | |                         |                  |
| 198 (23) | Золотые равнины «Ōgon no Sōgen» (黄金の草原)                                                                          | 336, 337                | 6 сентября 2014  |
| Люси и Юкино с помощью звёздных духов безуспешно пытаются разрушить Врата. Нацу побеждает Роуга и попутно уничтожает Врата. Драконы исчезают, возвращаясь в своё время. Победа за людьми, но ни один Драгон Слэер так и не одолел своего противника. Будущий Роуг, прежде чем тоже исчезнуть, рассказывает Нацу о том, кто убьёт Фроша, после чего Роугом и овладеет Тень. Люси из будущего встречается с погибшими друзьями. | |                         |                  |
| 199 (24) | Великий бал «Dai Buyō Enbu» (大舞踊演舞)                                                                              | 338 + филлер            | 13 сентября 2014 |
| В честь окончания Игр и победы над драконами король устраивают большой бал в замке Меркурий. В ходе празднования гильдии затевают потасовку за право принять в свои ряды Юкино, а Нацу Драгнил в шутку подменяет собой короля. Принцесса Хисуи признаёт свои ошибки и ожидает наказания за свои действия, но король прощает её. | |                         |                  |
| 200 (25) | Капля времени «Seisō no Shizuku» (星霜の雫)                                                                           | 339 + филлер            | 20 сентября 2014 |
| Жизнь в Крокусе постепенно становится на круги своя. Волшебники «Хвоста Феи» возвращаются в Магнолию, а тем временем Джерар и Мелди ищут Уртир в городских развалинах и встречают Дранбалта. Тот рассказывает им, что подправил память всех свидетелей «Затмения», а также про таинственный намёк, который сделал Кобра, добровольно вернувшийся в тюрьму. Джерар и Меледи уже покидают столицу, когда им встречается старая женщина, передавшая письмо от Уртир. По пути домой Грей тоже замечает эту женщину и признаёт в ней Уртир. | |                         |                  |
| 201 (26) | Подарок «Okurimono» (贈り物)                                                                                          | 340 + филлер            | 27 сентября 2014 |
| Жители Магнолии с радостью встречают свою гильдию-победительницу Великих Магических Игр. В знак признательности, мэр города дарит «Хвосту Феи» отреставрированное здание гильдии. По возвращении Нацу, Люси и Хэппи берутся за новую работёнку — избавить деревню от огромного крота. А тем временем Мавис и Зереф обсуждают будущее этого мира и участие «Хвоста Феи» в нём. | |                         |                  |
| 202 (27) | С возвращением, Фрош «Okaeri, Furosshu» (おかえり､フロッシュ)                                                         | Специальная глава манги | 4 октября 2014   |
| Во время похода по магазинам Лектор теряет Фроша. Зная о неумении Фроша ориентироваться на местности, Роуг, Стинг и Юкино отправляются на его поиски, периодически обращаясь за помощью к волшебникам «Хвоста Феи». | |                         |                  |
| 203 (28) | Мулен Руж «Mūran Rūju» (ムーランルージュ)                                                                             | Специальная глава манги | 11 октября 2014  |
| Появившийся в гильдии бильярдный стол невольно заставляет Эрзу вспомнить свою первую встречу с Биской Мулан-Коннел. | |                         |                  |

#### Звёздные Духи Затмения (филлер)
| 204 (29) | На грани жизни ради гостеприимства «Omotenashi, Inochi Kakete Masu» (おもてなし、命かけてます)                                             | филлер                  | 18 октября 2014 |
| За помощь в закрытии Врат Затмения Люси и Юкино, не без помощи Нацу и Хэппи, решают отблагодарить своих Духов, целый день исполняя странные и порой опасные желания своих товарищей. | |                         |                 |
| 205 (30) | Маяк восстания «Hangyaku no Noroshi» (反逆の狼煙)                                                                                          | филлер                  | 25 октября 2014 |
| Из-за странного поведения природы волшебники оказываются заваленными работой. Нацу, Люси и Хэппи также отправляются на задание, где нужна помощь заклинателя Духов, но в ходе миссии Люси обнаруживает, что не может их призвать. Откликнувшийся на призыв Крест говорит Люси, что миры в опасности. Внезапное появление изменившейся до неузнаваемости Девы, а позже и других Духов Зодиака обескураживает ребят. Стоящий во главе них Локи заявляет, что отныне они не принадлежат Люси и ищут настоящей свободы.                                                        | |                         |                 |
| 206 (31) | Паника в библиотеке «Panikku obu Raiburarī» (パニック・オブ・ライブラリー)                                                                 | филлер                  | 1 ноября 2014   |
| В попытке разобраться в странном поведении Духов, Люси снова призывает Креста, который рассказывает им о неком ритуале Либерум и необходимой для него небесной сфере. Желая узнать больше, ребята отправляются в библиотеку. Нацу же вопреки приказу мастера отправляется в Мир Духов и сталкивается с Тельцом. В библиотеке на девушек нападает Дева. Леви находит сферу, но Дева отбирает её и передает Локи. Телец вышвыривает Нацу в мир людей, а Леви сообщает друзьям, что цена свободы для Духов невероятно высока.                                                 | |                         |                 |
| 207 (32) | Встань, Хисуи «Hisui Tatsu» (ヒスイ立つ)                                                                                                   | филлер                  | 8 ноября 2014   |
| Возвращаясь из библиотеки, ребята встречают принцессу Хисуи и полковника Аркадиуса. Девушка сообщает им, что она тоже маг Звёздных Духов, и отдаёт сделанные ею ключи, с помощью которых можно принудительно использовать Врата Зодиака, но на горизонте появляются Дух Рыб с целью отобрать ключи. | |                         |                 |
| 208 (33) | Астральный Дух «Asutoraru Supiritasu» (アストラル スピリタス)                                                                              | филлер                  | 15 ноября 2014  |
| Ребята добираются до Астрального Духа и едва успевают остановить ритуал. Выясняется, что Духи знают о последствиях Либерума, но их это не останавливает. На помощь волшебникам приходит подкрепление. Духи Зодиака скрываются в своих вратах, следом за ними устремляется по одному волшебнику. Эльфман довольно скоро побеждает Тельца, пока другие только начинают бой. | |                         |                 |
| 209 (34) | Венди против Водолея: поиграем в парке развлечений! «Wendī vs. Akuariasu, Yūenchi de Asobo!» (ウェンディ vs. アクエリアス 遊園地であそぼ!) | филлер                  | 22 ноября 2014  |
| Битва против Духов Затмения продолжается. Нацу продолжает свой бой против Льва, также как и Кана, Люси и Мираджейн. В это время Венди встречает в парке развлечений Водолея, которая рассказывает ей, что хочет повеселиться, из-за чего разрушает весь парк. Венди пытается спрятаться от неё, пока не появляется Нацу, с которым ей удаётся закрыть врата Водолея. | |                         |                 |
| 210 (35) | Колода гильдии против колоды Духов «Girudo Dekki vs. Seirei Dekki» (ギルドデッキ vs. 星霊デッキ)                                           | филлер                  | 29 ноября 2014  |
| Леви начинает викторину с Козерогом, но проигрывает первый вопрос. В это время Люси, Грей и Мираджейн сражаются против своих противников. Между тем, Кана начинает понимать правила игры со Скорпионом, используя карты, вызывающие иллюзии членов «Хвоста Феи» против Звёздных Духов. | |                         |                 |
| 211 (36) | Грей против Рака: танцевальная битва! «Gurei vs. Kyansā, Dansu Batoru!» (グレイ vs. キャンサー、ダンスバトル!)                             | филлер                  | 6 декабря 2014  |
| В то время когда Нацу, Венди, Шарли и Хэппи ищут Льва, Кана побеждает Скорпиона, Люси терпит наказания Девы, Юкино начинает битву с Весами, а Грей готовится к битве с Раком. Из-за своего смущения Грей не может начать поединок, но вскоре ему удаётся победить Рака в танцевальной битве. Тем временем, Нацу с остальными заходит в тупик, поэтому он ударяет стену, которая оказывается дверью, и продолжает поиски. Возвращаясь в Астральный Дух, действия Нацу вызвали землетрясения. После этого Хисуи и Аркадиус замечают новую дверь, в которую они решают войти. | |                         |                 |
| 212 (37) | Джувия против Овна: столкновение в пустыне! «Jubia vs. Ariesu, Sabaku no Shitō!» (ジュビア vs. アリエス、砂漠の死闘!)                      | филлер                  | 13 декабря 2014 |
| У Леви получается выиграть в викторине Козерога. Люси попадает в дурдом Девы и теперь думает, как бы выбраться из этой ситуации. Нацу, Венди, Шарли и Хэппи ищут Льва Лео, но натыкаются на странного небесного Духа, который одет как медсестра. И, как выясняется позже, это тринадцатый Зодиакальный Дух — Змееносец. А в это время обезвоженная Джувия скитается по пустыне в поисках Овна. | |                         |                 |
| 213 (38) | Эрза против Стрельца: сражение на лошадях «Erza vs. Sajitariusu, Bajō no Kessen!» (エルザ vs. サジタリウス、馬上の決戦!)                   | филлер                  | 20 декабря 2014 |
| Гажил и Пантер Лили побеждают Близнецов, а Люси начинает бой с Девой, которая стремится отобрать её ключ. Эрза со Стрельцом проходят три состязания: стрельба на скаку, гонка и дуэль конных воинов на копьях, в которых, применив смекалку, Скарлет выигрывает. А в ходе сражения Нацу, Венди, Хэппи и Шарли со Змееносцем появляется Лев, который сообщает, что для повторного проведения ритуала всё готово. | |                         |                 |
| 214 (39) | Нацу против Льва «Natsu vs. Reo» (ナツ vs. レオ)                                                                                           | филлер                  | 27 декабря 2014 |
| Выигравшие в своих поединках волшебники собираются в Астральном Духе, а принцесса Хисуи вместе с Аркадиусом понимают, что в ритуале что-то не так. Нацу, тем временем, начинает второе сражение против Льва, пока Венди, Хэппи и Шарли ищут способ уничтожить Небесную Сферу. | |                         |                 |
| 215 (40) | Созвездие Змееносца «Hebitsukai-za no Ofiukusu» (蛇遣い座のオフィウクス)                                                                   | филлер                  | 10 января 2015  |
| Из-за съеденного огня Льва состояние Нацу резко ухудшается, однако на помощь ему приходит Аркадиус. Благодаря смекалке Драгнила, Люси и Юкино одолевают Деву и Весов и присоединяются к остальным. Принцесса Хисуи понимает, что за всем происходящим стоит Змееносец, цель которой, избавившись от двенадцати Духов Зодиака, даровать Небесному Владыке безграничную мощь. | |                         |                 |
| 216 (41) | Когда звёзды наполнят всё «Hoshi Michite Nagareruru Toki» (星満ちて流るる時)                                                               | филлер                  | 17 января 2015  |
| Леви понимает, что остановить ритуал можно только уничтожив Змееносца, с которой сражается Нацу, Астральный Дух, который рушат члены «Хвоста Феи», и Небесную Сферу одновременно. Принцесса Хисуи, Люси и Юкино применяют на Сфере сильнейшее заклятие — Бог Мира. | |                         |                 |
| 217 (42) | Звёздный зверь «Seireijū» (星霊獣) | филлер                  | 24 января 2015  |
| Сфера, Змееносец и Астральный Дух уничтожены, и всё вокруг начинает рушиться. Появившиеся Часы предупреждают Люси о грозящем уничтожении мира Звёздных Духов, и ребята отправляются на выручку. Начинается последнее сражение с Владыкой Звёздных Духов, однако тот один за другим обращает друзей в созвездия. | |                         |                 |
| 218 (43) | Верить «Berību» (Believe) | филлер                  | 31 января 2015  |
| Владыка Звёздных Духов мутирует и начинает уничтожать мир вокруг. Времени ждать Нацу, который решил уничтожить его изнутри, нет, и ребята вместе атакуют чудовище. Битва завершается неожиданным финалом. | |                         |                 |
| 219 (44) | Какое истинное выдуманное сердце «Magokoro ga Tsumugu Mono» (真心が紡ぐもの)                                                               | Специальная глава манги | 7 февраля 2015  |
| Пока Альзак с Биской выполняются задание, Нацу остаётся присматривать за Аской. Проиграв ей в состязании на меткость, он вынужден весь день выполнять желания девочки. | |                         |                 |
| 220 (45) | 413 Дней «４１３ＤＡＹＳ» | Специальная глава манги | 14 февраля 2015 |
| Джувия отмечает четыреста тринадцатый день со дня встречи с Греем и хочет преподнести ему подарок, однако для Грея эта дата значит совсем иное. | |                         |                 |
| 221 (46) | Бело-серебряный лабиринт «Hakugin no Meikyū» (白銀の迷宮)                                                                                  | филлер                  | 21 февраля 2015 |
| Нацу, Люси и Хэппи отправляются в горы за чудодейственным звёздчатым льдом, однако попадают в ловушку в живую пещеру. | |                         |                 |
| 222 (47) | Трансформация! «Henshin!» (変換!) | Специальная глава манги | 28 февраля 2015 |
| Люси просит Мираджейн помочь ей освоить магию трансформации, и к девушкам присоединяются Нацу с Хэппи. Макао с Вакабой тоже решают потренироваться в этом искусстве, однако превращение выходит из-под контроля, и спасти город может только великая Женщина-Фея. | |                         |                 |
| 223 (48) | Прибытие Кемокемо! «Kemokemo ga Kita!» (ケモケモが来た!)                                                                                   | филлер                  | 7 марта 2015    |
| Нацу находит в лесу яйцо, из которого через несколько дней вылупляется странное существо. Тем временем, объявляется программа обмена между гильдиями. От «Хвоста Феи» отправляются Люси, Нацу, Хэппи, Эрза и Грей, вот только в других гильдиях они только и делают, что всё портят. Прибыв к «Саблезубым Тиграм», ребята узнают, что обмен отменяется из-за таинственного острова, появившегося пару дней назад. | |                         |                 |
| 224 (49) | Место перед вашим появлением «Kimi no Kita Basho» (君の来た場所)                                                                           | филлер                  | 14 марта 2015   |
| В ходе сражения со змеем ребята заражаются вирусом, который моментально истощает силы. Люси, запертая вместе с Нацу в развалинах, расшифровывает письмена и понимает, что существо, найденное в лесу, является хранителем этого острова, богом природы. | |                         |                 |
| 225 (50) | Человек-Гром «Ikazuchi no Otoko» (いかづちの男)                                                                                            | филлер                  | 21 марта 2015   |
| Лаксус берётся за задание, предназначенное специально для него, однако в ходе выполнения выясняется, что мэр задумал его подставить. | |                         |                 |
| 226 (51) | Мёртвый Хвост Феи, «ＦＡＩＲＹ ＴＡＩＬ ｏｆ ｔｈｅ ＤＥＡＤ ＭＥＥＥＥＥＥＥＥＥＮ»                                                       | Специальная глава манги | 28 марта 2015   |
| Господин Ичия готовит новое зелье, но что-то идёт не так, и весь город превращается в него. Только Нацу с Люси, которых заклятие пока не коснулось, могут остановить начавшийся апокалипсис. | |                         |                 |

#### Деревня Солнца
| 227 (52) | Утро нового приключения «Arata na Bōken no Asa» (新たな冒険の朝)      | 341, 342      | 4 апреля 2015  |
| «Хвост Феи» отправляется на источники, где встречает Флер из «Хвоста Ворона», которую изначально ошибочно принимают за Эрзу. Намерения девушки остаются не ясны, и она исчезает так же неожиданно, как и появляется. Спустя некоторое время в гильдию приходит заказ специально для Нацу с Греем от богоизбранного волшебника Варрода Секвина. Он просит ребят, а заодно Эрзу, Люси и Венди, которые отправились с ними, помочь одной деревне, заключённой в лёд.                          |                                                                       |               |                |
| 228 (53) | Волшебники против Охотников «Madōshi vs. Hantā» (魔導士 vs. ハンター) | 343, 344      | 11 апреля 2015 |
| Ребята быстро добираются до деревни Солнца и обнаруживают, что люди, живущие там, являются великанами. Грей собирается растопить лёд, однако появляются члены гильдии охотников за сокровищами «Лабиринт Сильфа», у которых есть жидкая Лунная Капля. Пока Нацу с ребятами с ними сражаются, пытаясь заполучить заклинание, Эрза пытается отыскать Вечный Огонь, который хранил деревню до заморозки, однако вместо этого превращается в ребёнка.                                          |                                                                       |               |                |
| 229 (54) | Закон регресса «Taika no Hō» (退化ノ法)                               | 345, 346      | 18 апреля 2015 |
| Во время битвы Лунная Капля выливается на землю, и Нацу слышит чей-то голос снизу. В городе он встречает незнакомца, который превращает его, как и Эрзу, в ребёнка. Отстав от Грея, погнавшегося за Драгнилом, Люси и Венди попадают в ловушку, но в последний момент им на помощь приходит Флер. А в это время маленькая Скарлет встречается с Минервой, которая прибыла сюда по заданию тёмной гильдии «Глаз Суккуба», но силы у них явно не равны.                                      |                                                                       |               |                |
| 230 (55) | Возвращение демона «Akuma Kaiki» (悪魔回帰)                           | 347, 348      | 25 апреля 2015 |
| Люси, Венди и Флер при помощи Девы и Локи удаётся одолеть «Лабиринт Сильфа», после чего Флер рассказывает, что великаны воспитали её, и предлагает отвести девушек к Вечному Огню. Друзья разделяются: Шарли и Хэппи встречают странное существо с одним глазом, Эрза и Минерва начинают бой на смерть, а Нацу продолжает искать источник голоса. Грей сталкивается с Дориатом и тоже превращается в ребёнка, но слова Ультир, звучащие у него в голове, помогают побороть страхи детства. |                                                                       |               |                |
| 231 (56) | Грей против Дориата «Gurei vs. Doriāte» (グレイ vs. ドリアーテ)       | 349, 350, 351 | 2 мая 2015     |
| С помощью вернувшегося детского мышления Грей временно побеждает Дориата, однако он, разозлившись, превращается в одного из демонов книги Зерефа. Поборов свой страх, Фуллбастер сливается со льдом в деревне, единственным, что может ранить монстра, и одолевает чудовище. Поверженный Дориат говорит, что врата в преисподнюю открылись, после чего его пожирает птица-циклоп. Флер приводит ребят к Вечному Огню, который тоже оказывается заморожен.                                  |                                                                       |               |                |
| 232 (57) | Голос пламени «Honō no Koe» (炎の声)                                  | 351, 352, 353 | 9 мая 2015     |
| Грею удаётся разморозить Вечный Огонь, и Нацу понимает, что за голос он слышал. Огонь питает мощь дракона Огненного Атланта, с которым ребята связываются благодаря заклинанию Венди. Он рассказывает, что деревню заморозил ледяной Убийца Демонов, и Флер молит дракона вернуть жизнь её Родине. Рассеяв свою душу, Атлант растапливает лёд, но перед смертью рассказывает о самом могущественном демоне книги Зерефа — E.N.D.'е, которого Игнил не сумел одолеть.                       |                                                                       |               |                |
| 233 (58) | Песня фей «Song of the Fairies» (Ｓｏｎｇ ｏｆ ｔｈｅ Ｆａｉｒｉｅｓ) | 354, 355      | 16 мая 2015    |
| Волшебники и великаны празднуют освобождения деревни, а Флер прячется, потому что стыдится своего побега, однако великаны на неё совсем не сердятся. Минерва возвращается в гильдию и встречается там с Кьёкой из «Тартароса», которая применяет на ней заклинание усиления. В награду за выполненное задание Варрод устраивает для друзей ужин, во время которого рассказывает, что является одним из основателей «Хвоста Феи».                                                           |                                                                       |               |                |

#### Тартарос
| 234 (59) | Пролог арки Тартарос: Девять демонов врат «Tarutarosu Hen Joshō: Kyū Kimon» (冥府の門編 【序章】 九鬼門)                                          | 356, 357         | 23 мая 2015      |
| Совет волшебников "Эра" атакован. Выжить удалось только Доранбальту. Нападавший - Шакал из тёмной гильдии "Тартарос". Доранбальт решает во что бы то ни стало отомстить за погибших друзей и отправляется в темницу к Кобре. Но тот просто так ничего говорить не желает. Тем временем, «Тартарос» начинает охоту за бывшими членами совета. Язима подвергается нападению, но к счастью там оказывается Лаксус. | |                  |                  |
| 235 (60) | Пролог арки Тартарос: Феи против Преисподней «Tarutarosu Hen Joshō: Yōsei tai Meifu» (冥府の門編 【序章】 妖精対冥府)                             | 358, 359         | 30 мая 2015      |
| Темпеста из «Тартароса» рассеивается туманом, который блокирует магические силы волшебника, и Лаксус затягивает яд в себя, используя лёгкие драконоборца, после чего падает замертво. К счастью, Полюшке удаётся излечить всех пострадавших, но последствия для каждого слишком тяжёлые, ровно как и для всего города: число жертв перевалило за сотню. В это время в гильдии «Тартарос» Темпестер восстанавливается в новом теле, а в сосуде рядом с ним перерождается Минерва, которую Кьёка называет своей дочерью. «Хвост Феи» объявляет войну тёмной гильдии, и Макаров отправляет четыре команды на защиту четырёх советников, чьи адреса проживания известны. | |                  |                  |
| 236 (61) | Пролог арки Тартарос: Белое наследие «Tarutarosu Hen Joshō: Shiroki Isan» (冥府の門編 【序章】 白き遺産)                                          | 360, 361         | 6 июня 2015      |
| Нацу избивает Шакала, однако тому его удары нипочём, кроме того, от прикосновения к нему Драгнил взрывается. Люси и Венди пытаются вступить в бой, но проклятиями Шакал отражает все удары. Когда ситуация кажется безвыходной, Нацу понимает, как может использовать взрывы себе на благо. | |                  |                  |
| 237 (62) | Пролог арки Тартарос: Нацу против Шакала «Tarutarosu Hen Joshō: Natsu vs. Jakkaru» (冥府の門編 【序章】 ナツ ｖｓ. ジャッカル)                    | 362, 363         | 13 июня 2015     |
| Шакал обращается в свою истинную форму демона — огромного волка, но Нацу повергает его в режиме огне-громового дракона, и поверженный накладывает на себя и на весь город заклятие самоуничтожения. В последний момент Хэппи поднимает его в воздух, не давая взрыву случиться на земле. Грей с Джувией спешат ко второму члену Совета, однако опаздывают, то же самое происходит и с командой Гажила, и с командой Эльфмана. Мичелло рассказывает о некоем оружии Совета под названием Лик, которое способно уничтожить всю магию на континенте. «Хвост Феи» отправляет Эрзу и Мираджейн защищать бывшего председателя Совета, так как только он знает имена трёх магов, запечатавших Лик телесной связью. | |                  |                  |
| 238 (63) | Арка Тартарос: Грехи и грешники «Tarutarosu Hen Ichi-shō: Haitoku to Zainin» (冥府の門編 【一章：背徳と罪人】)                                    | 364, 365         | 20 июня 2015     |
| На бывшего председателя Совета нападают солдаты «Тартароса», Мираджейн и Эрза успешно отражают атаку, однако настоящая западня на них срабатывает безотказно. Джерар с Мелди встречаются с отпущенными Дранбалтом «Орасьон Сейс» за сведения о «Тартаросе». Нацу догадывается, что бывший председатель Совета в сговоре с «Тартаросом» и направляется к тёмной гильдии. А в это время Кьёка собирается обратить Мираджейн в одну из своих слуг. Джерар начинает битву с «Орасьон Сейс», и Эрза узнаёт, что он последний из трёх печатей. | |                  |                  |
| 239 (64) | Арка Тартарос: Джерар против «Орасьон Сейс» «Tarutarosu Hen Ichi-shō: Jerāru vs. Orashion Seisu» (冥府の門編 【一章：ジェラール ｖｓ．六魔将軍】) | 366, 367         | 27 июня 2015     |
| Нацу врывается в «Тартарос», но сталкивается с ледяным убийцей демонов Сильвером и превращается в статую. Хэппи улетает в гильдию предупредить остальных и не видит, как Драгнила размораживают и запирают в камере. В тюрьме Нацу находит Лисанну. Джерар продолжает сражение с «Орасьон Сейс» и, победив их, случайно активирует Зеро. Эльфман, тем временем, подчинённый Сейре, возвращается в гильдию и готовит ловушку для друзей. | |                  |                  |
| 240 (65) | Арка Тартарос: Там, где молитвы «Tarutarosu Hen Ichi-shō: Inori ga Todoku Basho» (冥府の門編 【一章：祈りが届く場所】)                            | 368, 369, 370    | 4 июля 2015      |
| Сражение Джерара и «Орашион Сейс» продолжается. Нацу и Лисанна пытаются выбраться из темницы. Эрзу продолжают пытать, пытаясь узнать местоположение Джерара. Оживший Зеро пронзает Джерара магическим лучом, однако это оказывается лишь иллюзия Миднайта, которую Фернандес рассеивает, пожертвовав своим зрением. Поверженные «Орашион Сейс» готовы принять смерть, однако вместо этого Джерар предлагает им присоединиться к гильдии "Грех Ведьмы". Бывший председатель с помощью магии архива передает последний ключ себе и становится последней преградой для снятия печати "Лика", чем удачно пользуется Кёка. Тем временем в лаборатории «Тартароса» Лами заканчивает восстановление Шакала и Темпесты, к которым присоединяется перерождённая Минерва. Кана пытается остановить Эльфмана и грядущий взрыв. Леви вычисляет местоположение противника но покинуть гильдию они не успевают.                  | |                  |                  |
| 241 (66) | Арка Тартарос: Возрождение дьяволов «Tarutarosu Hen: Akuma Tensei» (冥府の門編 悪魔転生)                                                          | 371, 372         | 11 июля 2015     |
| Демоны радуются уничтожению "Хвоста Феи", но вдруг на локаторе появляется множество волшебных сигналов. Выясняется, что Кана успела поместить ребят в карты и вручить их Хеппи, Шарли и Лилейному, прежде чем здание было уничтожено."Тартарос" готовится к обороне. Мира выбирается из колбы в лаборатории, а Кёка попадается в ловушку Нацу, Лисанны и Эрзы, сумевших выбраться из темницы. Битва «Хвоста Феи» и «Тартароса» начинается. Лисанна вместе с Нацу отправляются на помощь Мире, а Эрза во время сражения с Кёкой, используя свой доспех, создаёт пробоину в нижней стороне куба благодаря которой волшебники могут попасть в здание гильдии. Нацу встречается с Зерефом. | |                  |                  |
| 242 (67) | Арка Тартарос: Пощади или убей «Tarutarosu Hen: Ikasu ka Korosu ka» (冥府の門編 生かすか殺すか)                                                   | 373, 374         | 18 июля 2015     |
| Зереф говорит Нацу, что отыскать его должен или он, или E.N.D. Эрза продолжает бой с Кёкой. Лисанна находит Миру, которая готовится к сражению с Сейрой, а Люси и Венди — таймер, сообщающий, что до запуска "Лика" осталась 41 минута, и решают лететь туда. Нацу и Люси вступают в схватку с Франмальтом, а Грей — с Ки-Су. Венди и Шарли должны сами отключить "Лик". | |                  |                  |
| 243 (68) | Арка Тартарос: Венди против Эзеля «Tarutarosu Hen: Wendi vs. Ezeru» (冥府の門編 ウェンディ ｖｓ．エゼル)                                          | 375, 376         | 25 июля 2015     |
| Франмальт использует сильнейшую душу - душу Хэйдса и теснит Нацу. Мира и Эрза продолжают сражения с Сейрой и Кёкой. Ки-Су пытается задержать Грея. Венди добирается до пещеры в которой находится "Лик", однако там её поджидает Эзель. В ходе битвы с демоном, Венди поглощает воздух с частицами эфира исходящие от "Лика" и получает силу дракона. | |                  |                  |
| 244 (69) | Арка Тартарос: Друзья навсегда «Tarutarosu Hen: Zutto Tomodachi de» (冥府の門編 ずっと友達で)                                                     | 377, 378         | 1 августа 2015   |
| Благодаря новой силе Венди удается победить Эзеля и разрушить "Лик",но таймер продолжает отсчитывать время до уничтожения всей магии на континенте. Шарли находит другой способ остановить "Лик", но цена за это непомерно высока — их жизни. В последний момент появляется Доранбальт и телепортирует их на безопасное расстояние. | |                  |                  |
| 245 (70) | Арка Тартарос: Сердце преисподней «Tarutarosu Hen: Heruzu Koa» (冥府の門編 ヘルズ・コア)                                                          | 379, 380, филлер | 8 августа 2015   |
| Битва Эрзы с Кёкой продолжается, обнаружив,что магия никуда не исчезла Кёка покидает поле битвы оставив разбираться с Эрзой Минерву. Благодаря хитрости Люси Нацу удается победить Франмальта и освободить все поглощенные души. Мираджейн разрушает лабораторию после чего Сейра принимает свой истинный облик. А в это время "Орашион Сейс" следуют за ослепшим Джераром. | |                  |                  |
| 246 (71) | Арка Тартарос: Царь преисподней «Tarutarosu Hen: Meiō» (冥府の門編 冥王)                                                                          | филлер, 380      | 15 августа 2015  |
| Рэйсер пытается убедить "Орашион Сейс" не идти за Джераром. В развалинах они встречают Растироуза из «Сердца Гримуара», который рассказывает, что за "Тартаросом" стоит нечто более могущественное. Джерар решает отправиться туда, но вместе с ним соглашается пойти только Мелди. | |                  |                  |
| 247 (72) | Арка Тартарос: Алегрия «Tarutarosu Hen: Areguria» (冥府の門編 アレグリア)                                                                         | 381, 382         | 22 августа 2015  |
| В битве с Сейрой Мираджейн поглощает её способность управлять другими и приказывает Эльфману явиться. Тот побеждает демона благодаря внезапной атаке, и когда, казалось бы, победа уже за "Хвостом Феи", Мард Гир использует могущественное проклятие, которое засасывает всех волшебников внутрь куба, оказавшегося живым существом. Избежать проклятия удается лишь Люси. | |                  |                  |
| 248 (73) | Арка Тартарос: Атака с небес «Tarutarosu Hen: Hoshiboshi no Ichigeki» (冥府の門編 星々の一撃)                                                     | 383, 384         | 29 августа 2015  |
| Начинается охота за Люси, и ей приходится сражаться сразу с тремя демонами. Призвав сразу трёх духов, девушка остаётся без сил, и лишь защита Водолея не даёт ей погибнуть. Дух предлагает Люси единственный способ спасти друзей: призвать Владыку Звёздных Духов. Но заплатить за это нужно страшную цену — сломать один из золотых ключей. | |                  |                  |
| 249 (74) | Арка Тартарос: Король Звёздных Духов против Короля Подземного мира «Tarutarosu Hen: Seireiō vs. Meiō» (冥府の門編 星霊王 ｖｓ．冥王)              | 385, 386         | 5 сентября 2015  |
| Владыка Звёздных Духов начинает бой против Мард Гира. Люси с помощью приобретённой силы Водолея побеждает Шакала, однако энергия её кончается, и Владыка исчезает, предварительно сняв проклятие с членов «Хвоста Феи». Грей, Нацу, Гажил и Джувия готовятся сражаться с оставшимися членами «Тартароса», в то время как Эрза продолжает схватку с Минервой. | |                  |                  |
| 250 (75) | Арка Тартарос: Эрза против Минервы «Tarutarosu Hen: Eruza vs. Mineruba» (冥府の門編 エルザ ｖｓ．ミネルバ)                                        | 387, 388         | 12 сентября 2015 |
| Сильвер забирает Грея, а Гажил, Джувия и Нацу сражаются против Торафусы, Ки-Су и Темпесты. Эрза пытается убедить Минерву не поддаваться тьме, и та, подавленная воспоминаниями о своём детстве, просит её убить. Появившийся Мард Гир уже готов выполнить эту просьбу, но Минерву в последний момент спасают Стинг и Роуг. | |                  |                  |
| 251 (76) | Арка Тартарос: История маленького мальчика «Tarutarosu Hen: Shōnen no Monogatari» (冥府の門編 少年の物語)                                         | 389, 390         | 19 сентября 2015 |
| Гажил, Нацу и Джувия продолжают сражение, а Стинг с Роугом вступают в битву с Мард Гиром. Минерва находит одного из демонов, чья задача состоит в отведении их с Эрзой к пульту управления Ликами. Сильвер рассказывает Грею, что сам он Делиора и занял тело его отца. Кису предупреждает Джувию, что Грей применит на нём заклятие Ледяного Гроба. | |                  |                  |
| 252 (77) | Арка Тартарос: Грей против Сильвера «Tarutarosu Hen: Gurei vs. Shirubā» (冥府の門編 グレイ ｖｓ. シルバー)                                        | 391, 392         | 26 сентября 2015 |
| Грей проигрывает Сильверу, потому что лёд на него не действует, да и у остальных дела идут не очень. В конце концов, Фуллбастер решается создать Ледяной Гроб, однако в последний момент подставляет вместо себя копию, вспоминая про друзей. Растопив лёд, которым Сильвер покрыл всё вокруг, Грей пробивает его пушечным ядром. Он понимает, что это не Делиора, а на самом деле его отец. А Венди с Дранбалтом в это время решают позвать на помощь всех волшебников континента, чтобы разом уничтожить Лики. | |                  |                  |
| 253 (78) | Арка Тартарос: Воспоминания Сильвера «Tarutarosu Hen: Giniro no Omoi» (冥府の門編 銀色の想い)                                                     | 393, 394         | 3 октября 2015   |
| Сильвер рассказывает Грею, что он мёртв уже семнадцать лет, а его труп всего лишь воскресил некромант. Все эти годы он уничтожал демонов и намеревался разрушить и «Тартарос», а после узнал, что Грей жив. Несмотря на просьбу отца, Фуллбастер не может его убить. Джувия тем временем одолевает Кису, разорвав его изнутри, и этим останавливает запуск Ликов. Перед смертью Сильвер рассказывает, что E.N.D. — огненный демон, и передаёт силу убийц демонов сыну. | |                  |                  |
| 254 (79) | Арка Тартарос: Воздух «Tarutarosu Hen: Air» (冥府の門編 Ａｉｒ)                                                                                   | 395, 396         | 10 октября 2015  |
| Пока Эрза с Минервой плутают по разрушенному кораблю в поисках комнаты управления, Нацу с Гажилом входят в состояние огне-громового дракона и железного дракона тьмы, пытаясь одолеть Темпестера и Торафузара. Однако у демонов есть козырь в рукаве, и «Хвост Феи» тонет в отравленной воде. | |                  |                  |
| 255 (80) | Арка Тартарос: Сталь «Tarutarosu Hen: Hagane» (冥府の門編 鋼)                                                                                     | 397, 398, филлер | 17 октября 2015  |
| Гажил вспоминает своё прошлое и разговор с умершей советницей, которая твердила ему найти смысл жизни. Гнев и благодарность придают ему сил, и железный Дрэгон Слэер, поглотив молекулы углерода из отравленной воды, превращается в стального, побеждая Торафузара и рассеивая воду. При этом Гажил тратит все силы, но на помощь ему приходит Лаксус. | |                  |                  |
| 256 (81) | Арка Тартарос: Заключительные поединки «Tarutarosu Hen: Saigo no Ikkiuchi» (冥府の門編 最後の一騎討ち)                                            | филлер, 398      | 24 октября 2015  |
| Несмотря на своё полумёртвое состояние, Лаксус теснит Темпестера. Побеждённый демон рассеивается антиволшебными частицами. В последний момент появляется Грей и замораживает их, но что-то в его поведении не так. Добравшихся до комнаты управления Эрзу с Минервой поджидают Кьёка и Сейра, и лишь вмешательство Мираджейн не даёт им погибнуть от собственных рук. Слишком поздно: Лики запущены. | |                  |                  |
| 257 (82) | Арка Тартарос: Крылья отчаяния «Tarutarosu Hen: Zetsubō no Tsubasa» (冥府の門編 絶望の翼)                                                         | 399, 400         | 31 октября 2015  |
| Эрза вступает в сражение с Кьёкой, которая поглотила силы Сейры. Появляется Акнология, и на бой с ним выходит Игнил, возродившийся из тела Нацу. | |                  |                  |
| 258 (83) | Арка Тартарос: Железный кулак огненного дракона «Tarutarosu Hen: Karyūnotekken» (冥府の門編 火竜の鉄拳)                                           | 401, 402         | 7 ноября 2015    |
| Игнил сражается с Акнологией, но тот неуязвим даже для самых сильных его атак. Нацу, по просьбе отца, вступает в схватку с Мард Гиром, собираясь отобрать у него книгу E.N.D.'а. Кьёка устанавливает жизненную связь с кристаллом, запускающим Лики, и теперь остановить их можно только убив её. | |                  |                  |
| 259 (84) | Арка Тартарос: 00:00 «Tarutarosu Hen: 00:00» (冥府の門編 ００ ：００)                                                                             | 403, 404         | 14 ноября 2015   |
| Пока драконы сражаются, Нацу бьётся с Мард Гиром, а Эрза с Кьёкой. Демон отключает все пять чувств Скарлет и доводит её ощущение боли до максимума, но Эрза находит в себе силы подняться и атаковать, перейдя на шестое и седьмое чувства. В последний миг Минерве удаётся поменять себя и упавшую Эрзу местами и проткнуть мечом Кьёку, однако слишком поздно: таймер остановился на нуле. | |                  |                  |
| 260 (85) | Арка Тартарос: Девушка в кристалле «Tarutarosu Hen: Suishō no Naka no Shōjo» (冥府の門編 水晶の中の少女)                                          | 405, 406         | 21 ноября 2015   |
| На помощь Нацу приходят Стинг и Роуг, однако и вместе они бессильны против Мард Гира. Гажил с Леви относят Лаксуса и Джувию к Полюшке, а Люси отправляется искать Драгнила, но находит Эльфмана с ребятами. План Венди и Дранбалта не срабатывает: Уоррен не может оповестить всех волшебников на континенте. С отчаявшимися друзьями связывается Макаров и говорит, что не всё потеряно, ведь у них есть мифический Свет. | |                  |                  |
| 261 (86) | Арка Тартарос: Абсолютный демон «Tarutarosu Hen: Zettai no Akuma» (冥府の門編 絶対の悪魔)                                                         | 407, 408         | 28 ноября 2015   |
| Хвост Феи решает вернуться в гильдию за мифическим Светом, и лишь Эльфман отказывается это сделать. Тем временем Игнил взлетает выше в небо, готовясь в полную силу сражаться с Акнологией. Эрза, Минерва и Мираджейн бьются с Кьёкой. В это время МардГир повествует Нацу, Стингу и Роугу, что цель всех демонов Тартароса - вернуться однажды к Зерефу. МардГир атакует их и пытается уничтожить Нацу своим заклинанием, но в битву вмешивается Грей, который начинает бой с демоном. МардГир принимает свой истинный облик. | |                  |                  |
| 262 (87) | Арка Тартарос: Помни о смерти «Tarutarosu Hen: Memento Mori» (冥府の門編 メメント・モリ)                                                          | 409, 410         | 5 декабря 2015   |
| Нацу и Грей одновременно атакуют МардГира. Несмотря на раны и лишение всех пяти чувств, Эрзе удается встать. Одним ударом она побеждает Кьёку. Стинг и Роуг сражаются с бывшим мастером Саблезуба - Генмой, который выказывает разочарование по поводу того, что Минерве ее становление демоном на пользу не пошло. Совместными усилиями они побеждают Генму. Бой между Игнилом и Акнологией продолжается, и в пылу схватки драконы крушат все вокруг. МардГир применяет свое сильнейшее заклятие - "Помни о смерти", и побеждает Нацу с Греем, а затем вновь принимает человеческий облик. | |                  |                  |
| 263 (88) | Арка Тартарос: Танцуя над Ишгаром «Tarutarosu Hen: Ishugaru ni Mau» (冥府の門編 イシュガルに舞う)                                                 | 411, 412         | 12 декабря 2015  |
| Нацу и Грею удается устоять перед сильнейшей атакой МардГира благодаря тому, что Фуллбастер стал наполовину демоном. В это время все гильдии Фиора пытаются уничтожить Лики, но тщетно - даже самые сильные атаки не оставляют на них следов. В процессе драки с МардГиром силы Нацу истощаются, но в дело вновь вступает Грей. Бой Эрзы с Кьёкой продолжается, но Эрза все же одерживает верх и Кьёка оказывается повержена. Грей готов уничтожить книгу ЭНДа, но тем временем истекает срок до начала активации мощи Ликов, и они массово начинают поглощать всю магию на континенте. Гильдия "Голубой Пегас" также предпринимает попытки уничтожить Лики. В это время перед Нацу, Греем и МардГиром внезапно появляется Игнил, который сумел прижать Акнологию к земле и просит их не сдаваться. | |                  |                  |
| 264 (89) | Арка Тартарос: Капли пламени «Tarutarosu Hen: Honō no Shizuku» (冥府の門編 炎の雫)                                                                | 413, 414         | 19 декабря 2015  |
| "Голубые Пегасы" так и не сумели разрушить Лик, но внезапно появляется дракон Грандина и в мгновение ока рушит Лик. Вместе с ней появляются и остальные драконы, которые воспитывали убийц драконов и начинают уничтожать Лики по всему континенту. За считанные минуты все Лики оказываются разрушены. Игнил объясняет Нацу, кем был Акнология, а также то, почему драконы прятались внутри своих воспитанников. Договорить ему не дает Акнология, попытавшийся убежать, и Игнил продолжает с ним бой, попутно дав Нацу задание - добыть книгу ЭНДа. Нацу и Грей спорят из-за книги, но внезапно появляется Зереф и забирает книгу себе, а потом уходит, попутно уничтожив МардГира за ненадобностью. Игнил проигрывает Акнологии, попутно оторвав тому лапу и получив смертельную рану. Взлетевший Акнология добивает Короля огненных драконов. Перед моментом гибели Игнила показывают моменты из детства Нацу. | |                  |                  |
| 265 (90) | Эпилог арки Тартарос: Это и есть сила жизни «Tarutarosu Hen Shūshō : Sore ga Ikiru Chikara Da» (冥府の門編 【終章】 それが生きる力だ)             | 415, 416         | 26 декабря 2015  |
| Уничтожив Лики, драконы предстают перед людьми и своими воспитанниками, и говорят с ними. Они объясняют, что уже мертвы наполовину, поскольку некогда Акнология забрал их души. Металликана просит людей не забывать о самопожертвовании Игнила. Улетая, драконы рассказывают о том, что 400 лет назад была заключена Великая Хартия, согласно которой драконы всегда будут помогать людям, а потом они исчезают. Во всем Фиоре наступает долгожданный мир и спокойствие. Макаров раскрывает Месту, что тот на самом деле член Хвоста Феи, который очень давно проник в Совет, выполняя поручение мастера, а для большей убедительности стер всем память(кроме Макарова), в том числе и себе. В ту же минуту Макаров объявляет о роспуске Хвоста Феи. Нацу покидает город на целый год, в целях тренировок, и Люси тщетно пытается догнать и остановить его, а Грей клянётся что уничтожит ЭНДа любой ценой.       | |                  |                  |

#### Zerø
| 266 (91) | Fairy Tail Zerø: Феи в твоём сердце «FAIRY TAIL ZERØ: Kokoro no Naka no Yōsei» (ＦＡＩＲＹ ＴＡＩＬ ＺＥＲＯ 心の中の妖精)     | филлер + 1 | 9 января 2016   |
| Члены хвоста феи Нацу и Хэппи продолжают свою годовую тренировку. Они отправляются на остров Тенрю, чтобы найти могилу первого мастера Мавис, но натыкаются на руины заброшенной деревни. В 679 году шестилетняя Мавис, будучи сиротой, жила в деревне в качестве слуги в гильдии Красный ящер. Все в гильдии суровы к Мавис, а особенно её мастер Зазельф и его избалованная дочь по имени Зера, но Мавис не сдаётся. Однажды, конкурирующая гильдия Синий череп нападает на Красный ящер, все члены последней погибают вместе с жителями деревни. Мавис спасает Зеру, убегая с ней в лес, та, тронутая добротой Мавис предлагает ей дружбу перед тем, как рухнуть, казалось бы, замертво. Спустя семь лет трио охотников - Юрий Дрейяр, Прехт Гэболг и Уоррод Секвен приплывают на остров, где живёт Мавис, в поисках сокровища. | |            |                 |
| 267 (92) | Fairy Tail Zerø: Начало приключений «FAIRY TAIL ZERØ: Bōken no Hajimari» (ＦＡＩＲＹ ＴＡＩＬ ＺＥＲＯ 冒険の始まり)           | 2, 3       | 16 января 2016  |
| Тринадцатилетняя Мавис живет на острове с Зерой, которая стала её близким другом. Мавис встречает Юрия, который ищет на острове Сферу Сириуса, который является священной реликвией острова. Юрий вовлекает Мавис в "Игры разума", победитель которой оставит Сферу Сириуса себе. Мавис Находит лазейки в игре, используя свои тактические знания, чтобы победить Юрия. Однако их игра оказывается бессмысленной, когда Прехт и Варрод сообщают им о том, что Сфера пропала. Мавис предполагает, что её украл Синий череп, и убеждает охотников за сокровищами взять их с Зерой с собой. | |            |                 |
| 268 (93) | Fairy Tail Zerø: Поиск сокровищ «FAIRY TAIL ZERØ: Torejā Hanto» (ＦＡＩＲＹ ＴＡＩＬ ＺＥＲＯ トレジャーハント)                | филлер     | 23 января 2016  |
| Мавис изводит охотников своим любопытством во время плавания, подслушивая, что они нуждаются в средствах. Играя с дельфинами в океане, Мавис обнаруживает подводный храм, и надеясь доказать свою полезность, погружается, чтобы найти в нём сокровища. Она попадает в ловушку с чудовищной рыбой, но Юрий и Уоррод приходят ей на помощь. Мавис, думая, что нашла секретный проход, активирует ловушку, которая разрушает храм. Тем не менее, троице удаётся сбежать с несколькими золотыми украшениями. | |            |                 |
| 269 (94) | Fairy Tail Zerø: Танцы с клинками «FAIRY TAIL ZERØ: Ha to Odoru» (ＦＡＩＲＹ ＴＡＩＬ ＺＥＲＯ 刃と踊る)                       | 4 + филлер | 30 января 2016  |
| Мавис с остальными прибывает в порт города Харгеон. После обзорной экскурсии Мавис сопровождает Прехта, безуспешно пытающегося собрать информацию о Синем черепе у горожан. Позднее они отправляются в бар, и обнаруживают, что бар является одной из ветвей Синего черепа. Прехт умело расправляется с напавшими на них приверженцами Синего черепа, а Мавис вызывает иллюзорного Волка-монстра, чтобы напугать бармена, и заставить его раскрыть местоположение гильдии Синий череп. После этого Прехт и Мавис покидают бар, чтобы продолжить поиски, неосознанно проходя мимо Зерефа | |            |                 |
| 270 (95) | Fairy Tail Zerø: Лунное озеро «FAIRY TAIL ZERØ: Tsukiakari no Mizūmi» (ＦＡＩＲＹ ＴＡＩＬ ＺＥＲＯ 月明かりの湖)              | 5 + филлер | 6 февраля 2016  |
| Мавис и другие разбили лагерь в лесу, на пути к Магнолии. Позже они встречают секцию с мертвыми деревьями, которая напоминает охотникам за сокровищами о более ранней охоте за сокровищем в ядовитой долине. Прехт рассказывает об этом Мавис и Зере, подчеркивая сильное чувство товарищества их трио, несмотря на их отличия в характерах. Мавис и охотники за сокровищами обсуждают, что делать с Сферой Сириуса, когда они найдут её. Мавис уверена, что юрий отдаст Сферу ей, Зера же выражает своё недоверие к охотникам, и решает изучить магию, чтобы защитить Мавис. Позже группа приходит в Магнолию, и видит, что город опустел и находится в ужасном состоянии, а над собором Кардии нависает синий скелетный дракон. | |            |                 |
| 271 (96) | Fairy Tail Zerø: Синий череп «FAIRY TAIL ZERØ: Aoi Dokuro» (ＦＡＩＲＹ ＴＡＩＬ ＺＥＲＯ 青い髑髏)                             | 6 + филлер | 13 февраля 2016 |
| Мавис и охотники за сокровищами бродят по опустевшей Магнолии в поисках информации о Синем черепе и Сфере Сириуса. Они спасают пекаря Мако и её дочь Мико от членов Синего черепа. От них группа узнает о репрессивном режиме, наложенным Синим черепом на некогда процветающий город. После наблюдения смерти невинного жителя города, убитого членами Синего черепа, группа сражается с волшебниками и решает освободить город. Когда подкрепление Синего черепа прибывает, Мавис вызывает иллюзорную армию солдат, чтобы запугать их, но мастер Синего черепа - Джоффри, видит её блеф. Юрия и Прехта травмируют, и группа уходит в лес, в безопасное место. | |            |                 |
| 272 (97) | Fairy Tail Zerø: Те кто следует за магом «FAIRY TAIL ZERØ: Madō o Tsutaeru Mono» (ＦＡＩＲＹ ＴＡＩＬ ＺＥＲＯ 魔道を伝える者) | 7 + филлер | 20 февраля 2016 |
| В то время, как все восстанавливается после неудачное атаки на Синий череп, Мавис встречает Зерефа в лесу, а когда узнаёт, что он темный волшебник и проклят черной магией, из-за которой всё вокруг него гибнет, то сочувствует ему. После того, как Мавис демонстрирует Зерефу шоу иллюзорных животных, он соглашается на её просьбу потренировать группу магии, чтобы одолеть Синий череп. Со временем Юрий и Прехт проявляют себя, использую магию для боя, Уоррод обнаруживает, что его магию можно использовать для поддержки. Как только группа начинает чувствовать себя уверенно, то Зереф покидает их и признает, что он несет ответственность за возможную смерть Мавис. | |            |                 |
| 273 (98) | Fairy Tail Zerø: Сокровище «FAIRY TAIL ZERØ: Takaramono» (ＦＡＩＲＹ ＴＡＩＬ ＺＥＲＯ 宝物)                                   | 8, 9       | 27 февраля 2016 |
| Мавис и охотники за сокровищами митингуют жителей Магнолии на восстание против Синего черепа, в то время, как они реализуют свой план по освобождению города. Юрий и Прехт побеждают волшебников и находят Сферу Сириуса внутри собора, в то время как Уоррод приманивает Джеффри, мастера Синего черепа, к иллюзии горящей Магнолии, где тот попадает в ловушку Мавис и Зеры. Джеффри предупреждает, что Сфера пропитана тёмной энергией, которая может разрушить город при прикосновении. Мавис пытается остановить Юрия от кражи Сферы, но тот противится и берёт сокровище в руки. Его начинает пропитывать тёмная энергия, он сливается с скелетным драконом, расположенным на соборе, и начинает своё шествие по городу. | |            |                 |
| 274 (99) | Fairy Tail Zerø: Закон «FAIRY TAIL ZERØ: Rō» (ＦＡＩＲＹ ＴＡＩＬ ＺＥＲＯ ロウ)                                               | 10, 11     | 5 марта 2016    |
| Мавис собирается применить Закон - мощное магическое заклинание, полученное от Зерефа, чтобы освободить Юрия от скелетного дракона. Несмотря на предупреждение Зеры о побочных эффектах заклинания, Мавис успешно применяет Закон и уничтожает Сферу Сириуса, и вместе с тем освобождает Юрия, после чего теряет сознание и падает. Позже Юрий просыпается и узнает, что заклинание Мавис навсегда остановило её рост. Он извиняется перед Мавис, и обязуется отныне защищать её. После этого Юрий признаётся ей, что ни он, ни кто либо другой, кроме неё, не могут видеть или слышать Зеру. Оказывается, что Зера была лишь иллюзией, которую создала Мавис. | |            |                 |
| 275 (100) | Fairy Tail Zerø: Бесконечное приключение «FAIRY TAIL ZERØ: Eien no Bōken» (ＦＡＩＲＹ ＴＡＩＬ ＺＥＲＯ 永遠の冒険)            | 12, 13     | 12 марта 2016   |
| Зера подтверждает то, что она лишь иллюзия, которую подсознательно создала Мавис, а настоящая Зера умерла семь лет назад в лесу. Она призывает Мавис двигаться дальше, исчезая навсегда, а Мавис слёзно принимает горькую правду. Во время исчезновения Зеры, Юрий на миг видит её, а та доверяет ему защиту Мавис. В то время как Мавис размышляет о том, что делать дальше, жители Магнолии выражают свою обеспокоенность, поскольку Синий череп всё же обеспечивал некую стабильность, а после его ухода неизвестно, что ждёт город. Мавис решает помочь горожанам, создав собственную гильдию "Хвост феи" в память о Зере. Охотники за сокровищами уходят из своей старой гильдии "Сибирский лабиринт", и присоединяются к Хвосту феи с Мавис, в качества мастера гильдии. В заключении рассказывается история Хвоста феи, в том числе о рождении сына Юрия - Макарова, смерти Мавис и Юрия, погружении Прехта в тёмную магию, уходе Уоррода из гильдии и роспуске Хвоста Феи. | |            |                 |

#### Аватар
| 276 (101) | Претендент «Chōsen-sha» (挑戦者)                      | 418 + филлер      | 19 марта 2016 |
| В 792 году Люси работает в еженедельнике «Волшебника» как редактор-стажёр, чтобы отслеживать своих друзей, в надежде воссоединиться с ними после распада Хвоста феи. Во время того, как Люси пишет репортаж о Великих магических играх, находясь на них, неизвестный в маске проникает на арену, и нарушает процедуру, проводимую после финального матча. Объявив себя претендентом, неизвестный без особых усилий побеждает победителей огненной магией, которая также растапливает арену. К удивлению Люси, неизвестным оказывается Нацу, закончивший свою годовую тренировку. Он с Хэппи приветствуют Люси, а она вновь обретает веру на возрождение Хвоста феи. |                                                       |                   |               |
| 277 (102) | Огненное сообщение «Honō no Messēji» (炎のメッセージ) | 419, 417 + филлер | 26 марта 2016 |
| Король Тома Фиорэ прощает Нацу за уничтожение Арены из-за его неоднократной помощи по спасению королевства. Рассказывая Люси о своей годовой тренировке, и о встрече их товарища по гильдии Гилдартса, Нацу и Хэппи крайне шокированы, узнав новость о роспуске Хвоста феи, и том, что ранили Люси своим неожиданным уходом. Нацу и Хэппи устраивают ночлег в квартире Люси, и обнаруживают в её комнате доску с подробными заметками о нахождении их товарищей по гильдии. Проснувшись утром, Люси обнаруживает вокруг своей квартиры местную армию, которая ищет Нацу. Тот вместе с Люси и Хэппи совершают побег, и рассказывают Люси о том, что ночью выгравировали огнём на одной из сторон дворца надпись "Хвост феи", тем самым говоря, что намерены восстановить гильдию. После побега, трио отправляется на поиски своих друзей. |                                                       |                   |               |

### Третий сезон

#### Аватар (продолжение)
| 278 (1) | День благодарения Чешуи Ламии «Ramia Sukeiru Kanshasa» (蛇姫の鱗ラミアスケイル感謝祭) | 420, 421 + филлер  | 7 октября 2018  |
| 279 (2) | Сделайте всё это ради любви «Aishiteru kara» (愛してるから)                           | 422, 423 + флешбэк | 14 октября 2018 |
| 280 (3) | Аватар «Avatāru» (黒魔術教団)                                                         | 424, 425, 426      | 21 октября 2018 |
| 281 (4) | Подземная битва «Chika no Gekitō» (地下の激闘)                                        | 427, 428, 429      | 28 октября 2018 |
| 282 (5) | План очищения «Jōka Sakusen» (浄化作戦)                                               | 430, 431, 432      | 4 ноября 2018   |
| 283 (6) | Икусацунаги «Ikusatsunagi» (イクサツナギ)                                             | 433, 434, 435      | 11 ноября 2018  |
| 284 (7) | Мемуары «Kaisōroku» (回想録)                                                          | 436, 437           | 18 ноября 2018  |
| Зереф вспоминает свое прошлое: пребывание в Магической Академии Милдиан, а также то, как из-за смерти младшего брата, начал исследовать связь между Магией, жизнью и смертью. Затем он вспоминает как он получил проклятие Анкселама. Решив умереть, Зереф продолжает свои исследования и создаёт Этериасов, надеясь, что они смогут убить его, а также решает оживить своего брата, Нацу, в качестве Демона Этериаса - Эфирного Нацу Драгнила, E.N.D. После Зереф встречается с Акнологией в человеческом облике и говорит, что скоро грядет битва между драконами, людьми и бессмертным. Хвост Феи возвращается в Магнолию. |                                                                                       |                    |                 |

#### Империя Арболес
| 285 (8) | Седьмой мастер гильдии «Nanadaime Girudo Masutā» (七代目ギルドマスター)                   | 438, 439, 440      | 25 ноября 2018   |
| Хвост Феи отстраивает здание гильдии. В процессе начинается драка между ее членами. Эрзу назначают седьмым мастером гильдии, так как она единственная, кто может охладить пыл своих согильдийцев. Мест показывает ей Сердце Феи. Вопреки запретам, за ними увязались Нацу, Люси, Венди, Грей и Хэппи с Шарли. Мест рассказывает, что 10 лет шпионил за Советом для гильдии и собирал информацию о западной империи Арболес. Так же, он рассказал, почему Макаров распустил гильдию год назад: континенту нечего противопоставить Арболесу, стремящемуся заполучить Сердце Феи (Эфирион и Лики уничтожены, это единственное, что сдерживало их). И чтобы спасти членов гильдии, Макаров ее распускает, а сам отправляется в Арболес для переговоров, дав Месту задание: восстановить совет волшебников. Эрза сообщает, что все присутствующие отправляются в Арболес, чтобы спасти и вернуть Макарова. Гажил заново собирает команду B, чтобы найти и вернуть Лаксуса. |                                                                                           |                    |                  |
| 286 (9) | Закон пространства «Kūkan no Okite» (空間の掟)                                            | 440, 441, 442      | 2 декабря 2018   |
| Команда B ищет Лаксуса и громовержцев. Нацу, Люси, Эрза, Венди, Мест и Чарли с Хэппи прибывают на остров Улитки, где должны встретиться со шпионом. Однако остров взял под охрану Арболес. Они маскируются под туристов-волшебников из гильдии Кошкин дом, чтобы проникнуть на остров. Маскировка оказывается недлительной, поскольку волшебники ввязываются в драку с солдатами. Они сталкиваются с пространственным магом, который нейтрализовал Места и забрал с поля боя Люси и Эрзу, так же использующих пространственную магию. Появляется Брандиш, одна из 12 Спригган. |                                                                                           |                    |                  |
| 287 (10) | Император Спригган «Kōtei Supurigan» (皇帝スプリガン)                                     | 443, 444, 445      | 9 декабря 2018   |
| Команда B прибывает на горячие источники, которыми владеет Синий пегас. Там они встречаются с Ичией. Тот разбалтывает, что Лаксус и громовержцы вступили в гильдию Синий пегас. Что портит настроение Гажилу, поскольку он хотел сделать эдакий сюрприз своей команде. На острове Улитки оказывается, что Брандиш пришла за мороженым из звездного манго, но ларек разнесен стараниями пространственного мага. Она расстраивается и отдает тому приказ вернуть Эрзу и Люси назад, перед этим пригрозив ему своей силой (оно изменила форму острова до неузнаваемости за несколько секунд). Эрза и Люси возвращаются. Нацу заявляет, что не отпустит просто так Маху, поскольку они навредили Месту. На что Брандиш убивает своего пространственного мага и говорит, что теперь они квиты. А так же сообщает, что Макаров жив, и феям стоит держаться подальше от Арболеса, если они хотят, чтобы все так и оставалось дальше. А после этого уменьшает остров до такой степени, что все, кто на нем был, оказываются в море и вынуждены спасаться на кораблях. Мест, придя в себя, телепортирует всю команду к своему шпиону в подводный дом. Оказывается, что шпион - Сорано, известная как Ангел, состоящая в Ведьминых грехах. Она везет всех к Макарову. Макаров в столице. Оказывается, он ждет аудиенции у императора уже целый год. И именно сегодня Император Спригган возвращается в столицу, народ приветствует его на улицах и Макаров радуется этому событию вместе с ними. Ровно до того момента, пока не узнает в императоре Зерефа. 12 спригганов приветствуют Зерефа и отмечают, что он в веселом настроении. Все предполагают, что он принес ответ о Рагнарёке. Маг отвечает, что в Ишгаре он зовется Пиром короля драконов. Макаров встречается с Зерефом лично. Последний отзывает спригганов, желая говорить с Макаровым с глазу на глаз. Он сообщает, что по-прежнему жаждет заполучить Сердце феи, чтобы одолеть Акнологию и начать настоящий Пир короля драконов. После чего собирается убить Макарова. В последний момент его спасает Мест. |                                                                                           |                    |                  |
| 288 (11) | На Богами забытую землю «Kami ni Misuterareta Chi e» (神に見捨てられた地へ)               | 446, 447, 448      | 16 декабря 2018  |
| Макаров и члены хвоста феи сталкиваются с Азиром, управляющим песком. Макаров приказывает гильдии отступать и они бегут, однако, Азир догоняет их и начинается битва. В ходе событий Макаров готов пожертвовать собой ради своих товарищей. Всех спасает Лаксус, прибывший на судне Синего пегаса с командой B и громовержцами. Все возвращаются в гильдию, где празднуется воссоединение. Макаров просит прощения у гильдии и сообщает о надвигающейся войне с Арболесом. Он собирается рассказать о Сердце феи, как появляется эфирное тело Мавис и сообщает, что рассказать об этом следует ей. |                                                                                           |                    |                  |
| 289 (12) | Мавис и Зереф «Meibisu to Zerefu» (メイビスとゼレフ)                                      | 449, 450           | 23 декабря 2018  |
| 10 лет спустя после создания Хвоста феи, Мавис встречает Зерефа снова. Тот сообщает ей, что она не только перестала расти, а стала бессмертной. Проклятие Анкселам настигло и ее. Сама Мавис это отрицает и вспоминает про войну, на которой никого не убила. Зереф говорит ей, что как только она осознает цену жизни, жизнь вокруг нее начнет угасать. Так, когда родился сын Юрия, она становится крестной малыша и дает ему имя - Макаров - героя сказочных легенд. Потом прикасается к его матери, Рите, и та умирает от этого прикосновения. Мавис покидает гильдию, а через год, в полном изнеможении и голоде, снова встречает Зерефа, который искал ее все это время. Мавис просит убить ее, Зереф рассказывает, почему они не могут убить друг друга. Во время их беседы Мавис замечает, что его мысли очень сильно путаются. А после обещает, что они вместе найдут способ снять проклятие. Оба понимают, что влюблены друг в друга. Это создает новое противоречие. Чем больше любишь - тем больше жизни забираешь. Зереф целует Мавис и та умирает, потеряв все жизненные силы под действием проклятия. |                                                                                           |                    |                  |
| 290 (13) | Сердце Феи «Fearī Hāto» (妖精の心臓)                                                      | 451, 452           | 6 января 2019    |
| Зереф приходит к гильдии с Мавис на руках. Там он встречает Претча, ставшего вторым мастером Хвоста феи. Зереф с безразличием швыряет тело Мавис на пороге гильдии и говорит, что она никогда больше не встанет и спит вечным сном. На вопрос Претча, кто он такой, отвечает: Зереф, чем шокирует Претча. Сам Зереф уходит в слезах туда, где он никого не встретит и говорит, что ему нельзя было любить. Претч понимает, что сердце Мавис все еще бьется и в ней есть волшебная сила. Он поместил ее тело в жертвенный кристалл и испробовал множество способов, чтобы ее разбудить, но успеха не достиг. Вскоре он понял, что ее постигло проклятие Анкслам и принимает решение никому об этому не говорить. А в 697 году Претч объявляет Мавис мертвой и по решению гильдии на острове Небесного волка создается гробница Мавис. По ее последнему желанию Претч становится Вторым мастером Хвоста феи. В 700г умирает Юрий, так и не узнав правды о смерти жены. Претч 30 лет ведет поиск способов воскресить Мавис. Он понимает, что из-за своего бессмертия Мавис оказалась между жизнью и смертью, и, тем самым, породила волшебство, потрясшее весь мир - Вечное волшебство и бесконечный источник магии. Мавис предполагает, что Зереф хочет заполучить его, чтобы одолеть Акнологию. Первая расстраивается, что виновата в том, что происходит. Однако, никто в Хвосте феи так не считает. И Нацу говорит, что одолеет Зерефа при помощи силы в его правой руке. Зереф готовит полномасштабное наступление на Ишгар. Хвост феи работает над стратегией. Акнология готовится к Пиру короля драконов. |                                                                                           |                    |                  |
| 291 (14) | Защищая Магнолию «Magunoria Hōeisen» (マグノリア防衛戦)                                   | 453, 454, 455      | 13 января 2019   |
| Все члены гильдии тревожатся в ожидании скорого нападения. Уорен устанавливает радар, однако силам Арболеса удается практически обмануть его, атаковав с воздуха. Фрид защищает Магнолию от обстрела с помощью барьера письмен, а Фейри тейл контратакует силами драгонслееров и волшебным оружием "Юпитер", из которого стреляет Биска. Азир рассеивает выстрел Юпитера, из-за чего его мощь сильно падает. Эльза спасает драгонслееров с корабля и вступает в битву с Азиром. В то же время другой член Сприганновой дюжины, Вару, взламывает барьер Фрида. Трое Спригган проникают в Магнолию, остальные окружают ее со всех сторон, так, что даже Мавис не видит вариантов стратегии. |                                                                                           |                    |                  |
| 292 (15) | Утренняя звезда «Myōjō» (明星)                                                            | 456, 457, 458      | 20 января 2019   |
| Члены Фейри Тейл сражаются с отрядами вторжения. Мираджейн демонстрирует новое обличие Сатан Соул -- Сейру.Люси разговаривает с Брандиш, которая внезапно оказалась в ее ванной. Люси готова убить Брандиш, но та говорит о Лейле, матери Люси и перехватывает инициативу. Люси спасает подоспевшая Кана. Люси вырубает Марина и возвращает всем возможность пользоваться пространственной магией. Воспрянувшая Эльза сражается с Азиром, но он призывает песчаную бурю размером со всю Магнолию. Эльза использует доспех Утренней звезды, и становится ориентиром для выстрела Юпитера. |                                                                                           |                    |                  |
| 293 (16) | Этот Парфюм для... «Sono Parufamu wa Ta ga Tame ni» (その香りパルファムは誰がために)      | 459, 460, 461      | 27 января 2019   |
| Кана и Люси захватывают Брандиш в плен. Грей, Джувия, Мираджейн, Лисана и Эльфман сражаются против бойцов Вару, созданных против их самого слабого места. Вару в это время атакует Громовержцев в соборе Кардиа. Особые способности Евагрин и Бикслоу не работают, так как Вару -- автоматон, а не человек. В бой вмешивается Ичия, который имеет столько слабостей, что Вару не удается определиться, какую использоваться для атаки. Феи догадываются, что нужно обменяться противниками, и побеждают "Слабость" Вару. Прочие светлые гильдии готовы присоединиться к сражению против Арболеса |                                                                                           |                    |                  |
| 294 (17) | Нацу против Зерефа «Natsu vs. Zerefu» (ナツ vs. ゼレフ)                                   | 462, 463, 464      | 3 февраля 2019   |
| Нацу в одиночку атакует миллионную армию Зерефа с целью выманить его самого. В сражении с Зерефом Нацу использует одноразовый режим Короля огненных драконов -- последнюю силу, оставленную ему Игнилом. |                                                                                           |                    |                  |
| 295 (18) | Более 400 лет «Yonhyaku-nen no Toki wo Koe» (４００年の時を超え)                          | 465, 466, 467      | 10 февраля 2019  |
| Зереф рассказывает Нацу, что является его старшим братом, а сам Нацу -- ЭНД, Эфирный Нацу Драгнил. И если Нацу его убьет, то погибнет и сам. Нацу готов на это пойти, но его останавливает Хеппи, который не хочет лишаться друга. Объединенные силы Чешуи Ламии и Пяты русалки готовятся защищать Харгеон от Димарии и настоящего тела Вару. Саблезубы и Голубые пегасы сражаются на севере и сталкиваются с Бладманом. С востока атакуют трое из Сприган -- Бог Серена, Август и Яков Лессио. Их встречают четверо сильнейших богоравных Фиора. |                                                                                           |                    |                  |
| 296 (19) | Что я хочу сделать «Atashi no Shitai Koto» (あたしのしたい事)                             | 467, 468, 469      | 17 февраля 2019  |
| 297 (20) | Пока не кончится битва «Tatakai ga Owaru made wa» (戦いが終わるまでは)                    | 470, 471, 472, 473 | 24 февраля 2019  |
| 298 (21) | Во время тишины «Shizuka naru Toki no Naka de» (静かなる時の中で)                         | 473, 474, 475      | 3 марта 2019     |
| 299 (22) | Нацу ожил!! «Fukkatsu no Natsu!!» (復活のナツ!!)                                          | 476, 477, 478      | 10 марта 2019    |
| 300 (23) | История мёртвых «Shikabane no Hisutoria» (屍のヒストリア)                                 | 479, 480, 481      | 17 марта 2019    |
| 301 (24) | Боевой дух «Kihaku» (気魄)                                                                | 481, 482, 483, 484 | 24 марта 2019    |
| 302 (25) | Третья печать «Dai San no In» (第三の印)                                                  | 485, 486, 487      | 31 марта 2019    |
| 303 (26) | Мы вдвоём, навсегда «Zutto Futari de» (ずっと二人で)                                      | 487, 488, 489      | 7 апреля 2019    |
| 304 (27) | Fairy Tail ZERO «Fearī Teiru Zero» (フェアリーテイル ＺＥＲＯ)                            | 490, 491, 492      | 14 апреля 2019   |
| 305 (28) | Белый Драгнил «Shiroki Doraguniru» (白きドラグニル)                                       | 493, 494, 495      | 21 апреля 2019   |
| 306 (29) | Зимний волшебник «Fuyu no Madōshi» (冬の魔導士)                                           | 496, 497, 498      | 28 апреля 2019   |
| 307 (30) | Грей и Джувия «Gurei to Jubia» (レイとジュビア)                                           | 499, 500           | 5 мая 2019       |
| 308 (31) | Самый могущественный демон книги Зерефа «Zerefu Sho Saikyō no Akuma» (ゼレフ書最強の悪魔) | 501, 502, 503      | 12 мая 2019      |
| 309 (32) | Разорванные узы «Kowareta Kizuna o» (壊れた絆を)                                          | 504, 505, 506      | 19 мая 2019      |
| 310 (33) | Наслаждение и боль «Kairaku to Kutsū» (快楽と苦痛)                                        | 507, 508, 509      | 26 мая 2019      |
| 311 (34) | Душа Нацу «Natsu no Kokoro» (ナツノココロ)                                                | 510, 511           | 2 июня 2019      |
| 312 (35) | Стинг, Дракон белой тени «Hakueiryū no Sutingu» (白影竜のスティング)                      | 512, 513           | 9 июня 2019      |
| 313 (36) | Семя дракона «Ryū no Tane» (竜の種)                                                       | 514, 515           | 16 июня 2019     |
| 314 (37) | Мастер Зачарования «Masutā Enchanto» (極限付加術)                                         | 516, 517, 518      | 23 июня 2019     |
| 315 (38) | Дракон или Демон «Ryū ka Akuma ka» (竜か悪魔か)                                           | 519, 520           | 30 июня 2019     |
| 316 (39) | Козырь Грея «Gurei no Kirifuda» (グレイの切り札)                                          | 521, 522           | 7 июля 2019      |
| 317 (40) | Будущее во тьме «Kuroi Mirai» (黒い未来)                                                  | 523, 524           | 14 июля 2019     |
| 318 (41) | Меня зовут... «Boku no Namae wa...» (ぼくのなまえは…)                                     | 525, 526           | 21 июля 2019     |
| 319 (42) | Любовь «Jō» (情)                                                                          | 527, 528           | 28 июля 2019     |
| 320 (43) | Новое затмение «Neo Ekuripusu» (ネオ・エクリプス)                                         | 529, 530           | 4 августа 2019   |
| 321 (44) | Я больше не вижу любви «Ai wa Mō Mienai» (愛はもう見えない)                               | 531, 532           | 11 августа 2019  |
| 322 (45) | Врата клятвы «Chikai no Tobira» (誓いの扉)                                                | 533, 534           | 18 августа 2019  |
| 323 (46) | Пламя разъярённого дракона «Araburu Ryū no Honō» (荒ぶる竜の炎)                           | 535, 536           | 25 августа 2019  |
| 324 (47) | Когда гаснет пламя «Honō Kieru Toki» (炎消える時)                                         | 537, 538           | 1 сентября 2019  |
| 325 (48) | Конец света «Sekai Hōkai» (世界崩壊)                                                      | 539, 540           | 8 сентября 2019  |
| 326 (49) | Магия надежды «Kibō no Mahō» (希望の魔法)                                                 | 541, 542           | 15 сентября 2019 |
| 327 (50) | Едины сердцем «Tsunagaru Kokoro» (繋がる心)                                               | 543, 544           | 22 сентября 2019 |
| 328 (51) | Бесценные друзья «Kakegae no Nai Nakama-tachi» (かけがえのない仲間たち)                   | 544, 545           | 29 сентября 2019 |

## OVA
| 1 | Добро пожаловать в «Холмы Феи»! (Welcome to Fairy Hills!!) «Yōkoso Fearī Hiruzu» (ようこそ フェアリーヒルズ!!)                                                | 26 тому | 15 апреля 2011  |
| Люси берётся за загадочное поручение в общежитии «Холмы Феи», в то время как мужская часть «Хвоста Феи» занимается чисткой бассейна, чтобы потом понаблюдать за девушками в купальниках. События происходят между 75-м и 76-м эпизодом основного сериала. | |         |                 |
| 2 | Школа «Фея»: Янки-кун и Янки-тян! (Fairy Academy: Yankee-kun and Yankee-chan!) «Yōsei Gakuen Yankī-kun to Yankī-chan» (妖精学園 ヤンキーくんとヤンキーちゃん) | 27 тому | 17 июня 2011    |
| Сюжет напоминает альтернативную реальность, где вместо гильдий герои учатся в школах, во время драк используют не волшебство, а подручные средства, которые непосредственно делают отсылку к оригинальному сюжету «Фейри Тейл». Например, Нацу во время боя использует острый кетчуп, уголь и коктейль Молотова («огонь»), Грей — мороженое («лёд») и т.д. В отличие от Эдораса, который так же являлся параллельным миром, характеры персонажей остались прежними. У Водолея вместо хвоста ноги. Что касается ранга, некоторые герои поменялись местами. Макаров — обычный ученик, как Нацу, Грей, Люси и пр. Зато Хэппи — классный руководитель, Шарли — завуч, а Плю — директор. Лучше всего смотреть после 96 эпизода основного сериала и до начала событий Острова Тенрю.      | |         |                 |
| 3 | Памятные Дни (Memory Days) «Memorī Daizu» (メモリーデイズ) | 31 тому | 17 февраля 2012 |
| Нацу, Люси, Хэппи, Грей и Эрза случайно открывают Волшебную книгу, лежавшую в кладовой гильдии, и отправляются в прошлое. В прошлом они видят маленьких себя, что очень вдохновляет Нацу и Грея, которые тут же сбегают от Эрзы погулять в прошлом. Они отправляются на берегу реки, вспоминают, что когда-то любили махаться на её берегах и тут же начинают драку. Тем временем маленькие Нацу и Грей тоже дерутся у этой реки, и Хэппи улыбается тому, что ребята нисколько не изменились. В серии также показывается, как маленькая Люси впервые увидела знак Фейри Тейл и загорелась мечтой вступить в гильдию. Эльза, глядя на себя в детстве, еще раз убедилась в упрямости, но и доброте своего характера. События происходят между 96-м и 97-м эпизодом основного сериала. | |         |                 |
| 4 | Тренировочный лагерь Фей (Fairies' Training Camp) «Yōsei-tachi no Gasshuku» (妖精たちの合宿)                                                                  | 35 тому | 16 ноября 2012  |
| Мавис, первый мастер гильдии, умирая от скуки на острове Тенрю, решает заглянуть в гильдию. Компания ребят как раз отправляются на тренировку на море и Первая решает проследить за ними. В сюжете много не показанных моментов из манги. События происходят между 152-м и 153-м эпизодами основного сериала. | |         |                 |
| 5 | Добро пожаловать в Рюдзецу-ленд! (Welcome to Ryudzetsu-land!) «Ryudzetsu!» (ランドへようこそ！)                                                               | 37 тому | 17 июня 2013    |
| Герои «Хвоста Феи» и других гильдий решили отдохнуть в свой выходной в самом популярном аквапарке Фиора — Рюдзецу-ленд! Там их ждет много шума, веселья и незабываемое катание на Горке Любви! Но кто за все заплатит? События происходят между 170-м и 171-м эпизодами основного сериала. | |         |                 |
| 6 | Fairy Tail x Rave Master «Fearī Teiru x Reivu» (フェアリーテイル x レイヴ)                                                                                    | 39 тому | 16 августа 2013 |
| Отправляясь на очередное задание, компания из «Хвоста Феи» разбредается по городу и знакомится с группой путешественников, которые волей-неволей становятся их союзниками в борьбе с внезапно вернувшимся Клодоа, вооруженным опасным камнем Даркбринг. События происходят после 151-го эпизода основного сериала. | |         |                 |
| 7 | Игра Наказание фей «Yōsei-tachi no Batsu Gēmu» (妖精たちの罰ゲーム)                                                                                           | 55 тому | 17 мая 2016     |
| Команда Эрзы играет против команды Лаксуса в камень, ножницы, бумага. Команда Эльзы проигрывает, после чего им предстоит до захода солнца исполнять все желания команды Лаксуса. Сначала они добывают камень, потом из команды Лаксуса каждый берет себе в качестве рабов из команды Эрзы. Кана выбирает Венди, Гажил — Люси, Мираджейн — Эрзу, Джувия — Грея, Лаксус — Нацу и Эльфмана, Лили — Хеппи и Шарли. Чем же все это закончится... | |         |                 |
| 8 | Нацу против Мавис «Natsu vs. Meibisu» (ナツ ｖｓ. メイビス)                                                                                                   | 58 тому | 17 ноября 2016  |
| Команда Нацу и Джувия ищут таинственное сокровище от Мавис. Событие происходит после Арки Деревни Солнца | |         |                 |
| 9 | Рождество фей «Yōsei-tachi no Kurisumasu» (妖精たちのクリスマス)                                                                                              | 59 тому | 16 декабря 2016 |
| OVA о том как Хвост Феи отпраздновал Рождество. | |         |                 |

## Фильм
| 1 | Хвост Феи: Жрица феникса (Fairy Tail: Priestess of the Phoenix) «Gekijōban Fearī Teiru: Hōō no Miko» (劇場版 FAIRY TAIL 鳳凰の巫女) | 18 августа 2012 | 15 февраля 2013 |
| В гильдии появляется таинственная девушка Эклер, потерявшая все воспоминания, кроме того, что должна оберегать камень(на её шее) и ненавидит магию. События происходят между Великими магическими играми и Деревней Солнца | |                 |                 |
| 2 | Плач дракона (Dragon Cry) «Doragon no sakebigoe» (ドラゴンの叫び声)                                                                 | 6 мая 2017      | 17 ноября 2017  |
| В этом фильме события будут разворачиваться вокруг некоего артефакта под названием «Плач Дракона». Этот артефакт обладает невероятной силой способной уничтожить даже весь Мир! Артефакт «Плач Дракона» был украден одним из предателей королевства Заш и доставлен королю королевства Стеллы. Именно для возвращения артефакта на родину наши юные волшебники собираются в новое путешествие в неизвестную страну, где их ждёт множество новых битв с очень сильными противниками.События происходят между арками Аватар и Альварез. | |                 |                 |

## Музыкальное сопровождение

### Открывающие композиции
| №  | Название                         | Транскрипция                   | Перевод                           | Исполнитель                        | Серии   |
| -- | -------------------------------- | ------------------------------ | --------------------------------- | ---------------------------------- | ------- |
| 1  | Snow Fairy                       | «Snow Fairy»                   | «Снежная фея»                     | Funkist (англ.)                    | 1—11    |
| 2  | S.O.W.センスオブワンダー         | «Sense of Wonder (S.O.W.)»     | «Ощущение чуда»                   | Idoling!!! (англ.)                 | 12—24   |
| 3  | Ft.                              | «Ft.»                          | «Футы»                            | Funkist (англ.)                    | 25—35   |
| 4  | R. P. G. ~Rockin' Playing Game   | «Rockin' Playing Game (R.P.G)» |                                   | Sug (англ.)                        | 36—48   |
| 5  | エガオノマホウ                   | «Egao No Mahou»                | «Магия улыбки»                    | Magic Party                        | 49—60   |
| 6  | Fiesta                           | «Fiesta»                       | «Фиеста»                          | +Plus (англ.)                      | 61—72   |
| 7  | Evidence                         | «Evidence»                     | «Доказательства»                  | Daisy x Daisy (яп.)                | 73—85   |
| 8  | The rock city boy                | «The rock city boy»            | «Мальчик города рока»             | Jamil (англ.)                      | 86—98   |
| 9  | 永久のキズナ                     | «Towa no Kizuna»               | «Вечная связь»                    | Daisy x Daisy (яп.)                | 99—111  |
| 10 | I wish                           | «I wish»                       | «Я желаю»                         | Milky Bunny                        | 112—124 |
| 11 | Hajimari No Sora                 | «Hajimari No Sora»             | «Начинающееся Небо»               | +Plus (англ.)                      | 125—137 |
| 12 | Tenohira                         | «Tenohira»                     | «Ладонь»                          | HERO                               | 138—150 |
| 13 | Break through                    | «Break through»                | «Прорыв»                          | Going Under Ground (англ.)         | 151—166 |
| 14 | Yakusoku no Hi                   | «Yakusoku no Hi»               | «Назначенный день»                | Chihiro Yonekura                   | 167—175 |
| 15 | Masayume Chasing                 | «Masayume Chasing»             | «Преследование настоящей мечты»   | BoA                                | 176—188 |
| 16 | Strike Back                      | «Strike Back»                  | «Удар назад»                      | Back-On                            | 189—203 |
| 17 | Mysterious Magic                 | «Mysterious Magic»             | «Таинственная магия»              | Do As Infinity (англ.)             | 204—214 |
| 18 | BREAK OUT                        | «BREAK OUT»                    | «Сбежать»                         | V6 (группа)                        | 215—226 |
| 19 | ユメイログラフィティ             | «Yumeiro Gurafiti»             | «Великолепное граффити»           | Tackey and Tsubasa (англ.)         | 227—239 |
| 20 | NEVER-END TAIL                   | «NEVER-END TAIL»               | «У сказки не будет конца»         | Tatsuyuki Kobayashi, Konomi Suzuki | 240—252 |
| 21 | Ｂｅｌｉｅｖｅ Ｉｎ Ｍｙｓｅｌｆ | «Believe In Myself»            | «Верь в себя»                     | Edge of Life                       | 253—265 |
| 22 | 明日を嗚らせ                     | «Ashita Wo Narase»             | «Пусть отзовётся завтрашний день» | Kavka Shishido                     | 266—277 |
| 23 | Power of the dream               | «Power of the dream»           | «Сила мечты»                      | lol                                | 278—290 |
| 24 | Down By Law                      | «Down by Law»                  | «Вниз по закону»                  | The Rampage from Exile Tribe       | 291—303 |
| 25 | No-Limit                         | «No-Limit»                     | «Без ограничений»                 | Ōsaka ☆ Shunkashūtō                | 304—315 |
| 26 | More Than Like                   | «More Than Like»               | «Более, чем нравится»             | BiSH                               | 316—328 |

### Закрывающие композиции
| №  | Название                          | Транскрипция                        | Перевод                           | Исполнитель                   | Серии   |
| -- | --------------------------------- | ----------------------------------- | --------------------------------- | ----------------------------- | ------- |
| 1  | 完璧ぐ～のね                      | «Kanpekigu~no ne»                   | «Безупречно~ Правда?»             | Watariroka Hashiritai (англ.) | 1—11    |
| 2  | 追憶メリーゴーランド              | «Tsuioku Merry-Go-Round»            | «Память о карусели»               | Onelifecrew                   | 12—24   |
| 3  | ごめんね。私                      | «Gomen ne. Watashi»                 | «Простите меня. Я…»               | Сихо Намба (яп.)              | 25—35   |
| 4  | 君がいるから                      | «Kimi ga Iru Kara»                  | «Потому что ты здесь»             | Микуни Симокава (англ.)       | 36—48   |
| 5  | HOLY SHINE                        | «HOLY SHINE»                        | «Святое сияние»                   | Daisy X Daisy                 | 49—60   |
| 6  | Be As One                         | «Be As One»                         | «Все как один»                    | w-inds.                       | 61—72   |
| 7  | Lonely Person                     | «Lonely Person»                     | «Одинокий человек»                | ShaNa                         | 73—85   |
| 8  | Don’t think Feel!                 | «Don’t think Feel!»                 | «Не думай, а чувствуй»            | Idoling!!!                    | 86—98   |
| 9  | この手伸ばして                    | «Kono Te Nobashite»                 | «Протяни эту руку»                | Hi-Fi Camp (яп.)              | 99—111  |
| 10 | Boys Be Ambitious!!               | «Boys Be Ambitious!»                | «Мальчики, будьте амбициозными!!» | Hi-Fi CAMP                    | 112—124 |
| 11 | Glitter                           | «Glitter»                           | «Блистать»                        | Another Infinity              | 125—137 |
| 12 | YELL -Kagayaku Tame no Mono-      | «YELL -Kagayaku Tame no Mono-»      | «Единственное, Что Сияет»         | Sata Andagi                   | 138—150 |
| 13 | Kimi ga Kureta Mono               | «Kimi ga Kureta Mono»               | «То, что Вы дали мне»             | Kudo Shizuka                  | 151—166 |
| 14 | We’re The Stars                   | «We’re The Stars»                   | «Мы — звезды»                     | Manami                        | 167—175 |
| 15 | Kimi to Kare to Boku to Kanojo to | «Kimi to Kare to Boku to Kanojo to» | «Ты, Он, Я и Она»                 | BREATHE                       | 176—188 |
| 16 | Kokoro no Kagi                    | «Kokoro no Kagi»                    | «Ключ к сердцу»                   | May J.                        | 189—203 |
| 17 | Kimi no Mirai                     | «Kimi no Mirai»                     | «Твоё будущее»                    | ROOT FIVE                     | 204—214 |
| 18 | Don't let me down                 | «Don't let me down»                 | «Не подведи меня»                 | Mariya Nishiuchi              | 215—226 |
| 19 | Never ever                        | «Never ever»                        | «Никогда»                         | TOKYO GIRLS' STYLE            | 227—239 |
| 20 | FOREVER HERE                      | «FOREVER HERE»                      | «Всегда здесь»                    | Yoko Ishida                   | 240—252 |
| 21 | 鮮やかな旅路                      | «Azayaka na Tabiji»                 | «Ясное путешествие»               | Megumi Mori                   | 253—265 |
| 22 | Ｌａｎｄｓｃａｐｅ                | «Landscape»                         | «Пейзаж»                          | SOLIDEMO                      | 266—276 |
| 23 | Masayume Chasing                  | «Masayume Chasing»                  | «Преследование настоящей мечты»   | BoA                           | 277     |
| 24 | Ｅｎｄｌｅｓｓ Ｈａｒｍｏｎｙ     | «Endless Harmony»                   | «Бесконечная гармония»            | Beverly feat. LOREN           | 278—290 |
| 25 | ピアス                            | «Pierce»                            | «Пронзать»                        | EMPiRE                        | 291—303 |
| 26 | 僕と君のララバイ                  | «Boku to Kimi no Lullaby»           | «Я и Ты колыбельная»              | Miyuna                        | 304—315 |
| 27 | Exceed                            | «Exceed»                            | «Превосходить»                    | Miyuu                         | 316—328 |

## Музыкальное сопровождение OVA

### Открывающие композиции
| № | Название        | Транскрипция/Перевод | Исполнитель                                     | Серии (OVA) |
| - | --------------- | -------------------- | ----------------------------------------------- | ----------- |
| 1 | Eternal Fellows | «Вечный товарищ»     | Tetsuya Kakihara (Нацу)                         | 1—3         |
| 2 | Blow Away       | «Далёкий удар»       | Tetsuya Kakihara, Yuuichi Nakamura (Нацу, Грей) | 4—6         |
| 3 | Give me five!   | «Дай Пять!»          | Chihiro Yonekura                                | 7—9         |

### Закрывающие композиции
| № | Название                | Транскрипция/Перевод                                          | Исполнитель                                                | Серии (OVA) |
| - | ----------------------- | ------------------------------------------------------------- | ---------------------------------------------------------- | ----------- |
| 1 | 日常賛歌 ～This Place~  | «Nichijō Sanka ～This Place~» / «Ежедневный гимн ~Это место~» | Aya Hirano (Люси)                                          | 1—3         |
| 2 | Happy Tale              | «Счастливая сказка»                                           | Aya Hirano, Sayaka Ohara, Satomi Satō (Люси, Эльза, Венди) | 4—6         |
| 3 | Go Moji no Koi no Yukue |                                                               | Chihiro Yonekura                                           | 7—9         |